# بندقية الخدمة
بندقية الخدمة (بالإنجليزية: service rifle)، هي البندقية المعيارية الموحدة المستخدمة من قبل الجنود في جيش أو اقوة مسلحة معينة. في القوى الحديثة، عادة ما تكون بندقية الخدمة متعدد الاستعمالات وصلبة بما يكفي لتحمل كافة الظروف المختلفة التي يعمل فيها حاملها. سواء كانت بندقية الاقتحام أو بندقية معركة أو بندقية قصيرة يجب أن تكون مناسبة للاستخدام في كل ما يقارب من مسارح الحرب والبيئات. وغالبا ما يتم أيضا اختيار بنادق خدمة لها قابلية الترقية (على سبيل المثال، إضافة أحزمة تعليق، قاذفات قنابل، مناظير رؤية، مشاعل ضوئية، رؤية بالليزر، الخ).
على الرغم من ذلك، فأن بعض الأسلحة المعينة تصرف إلى وحدات القوات الخاصة ونادرا ما تعتبر «أسلحة خدمة» بالمعنى الحقيقي، وبعض الأسلحة المتخصصة مثل البنادق والمدافع الرشاشة تصنف على هذا النحو وتكون صادرة وفقا إجراءات معيار تشغيل داخلي وذلك لاستخدامها عند دخول سيناريوهات أو بيئات خاصة. ويمكن أن تشمل هذه بيئات حرب المدن و(FIBUA / MOUT) وحرب الغابات.
معظم الجيوش لها أيضا مسدسات خدمة / أسلحة جانبية.

## بنادق الخدمة حسب البلد

### أنغولا
| السلاح الناري | النوع             | عيار           | في الخدمة |
| ------------- | ----------------- | -------------- | --------- |
| إيه كيه-47    | إطلاق نار انتقائي | 7.62×39 ملم    | 1950s-    |
| إيه كيه-103   | إطلاق نار انتقائي | 7.62×39 ملم    | 1990s–    |
| Vektor R4     | إطلاق نار انتقائي | 5.56x45مم ناتو | 1990s–    |
| تافور         | إطلاق نار انتقائي | 5.56x45مم ناتو | 2010s–    |

### الأرجنتين

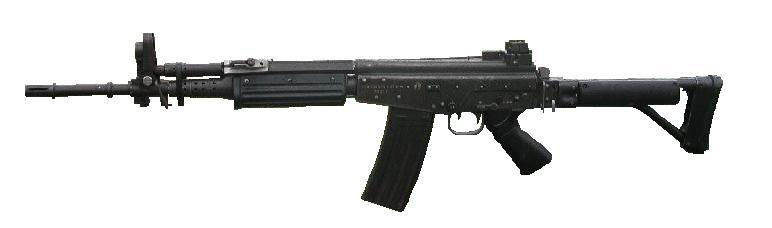
FARA 83

| السلاح الناري                 | النوع             | عيار                      | في الخدمة                              |
| ----------------------------- | ----------------- | ------------------------- | -------------------------------------- |
| Remington EN M1879            | Rolling block     | .43 Spanish (11.15×58mmR) | 1879-1891                              |
| Mauser Modelo Argentino 1891 ‏ | بندقية يدوية      | 7.65×53mm Argentine       | 1891-1909                              |
| Mauser Modelo Argentino 1909  | Bolt action       | 7.65×53mm Argentine       | 1909-1960s                             |
| إف إن فال                     | إطلاق نار انتقائي | 7.62×51 ملم ناتو          | 1959–إلى الوقت الحاضر                  |
| بندقية إم 16                  | إطلاق نار انتقائي | 5.56x45مم ناتو            | 1993–إلى الوقت الحاضر (Naval Infantry) |

### أستراليا

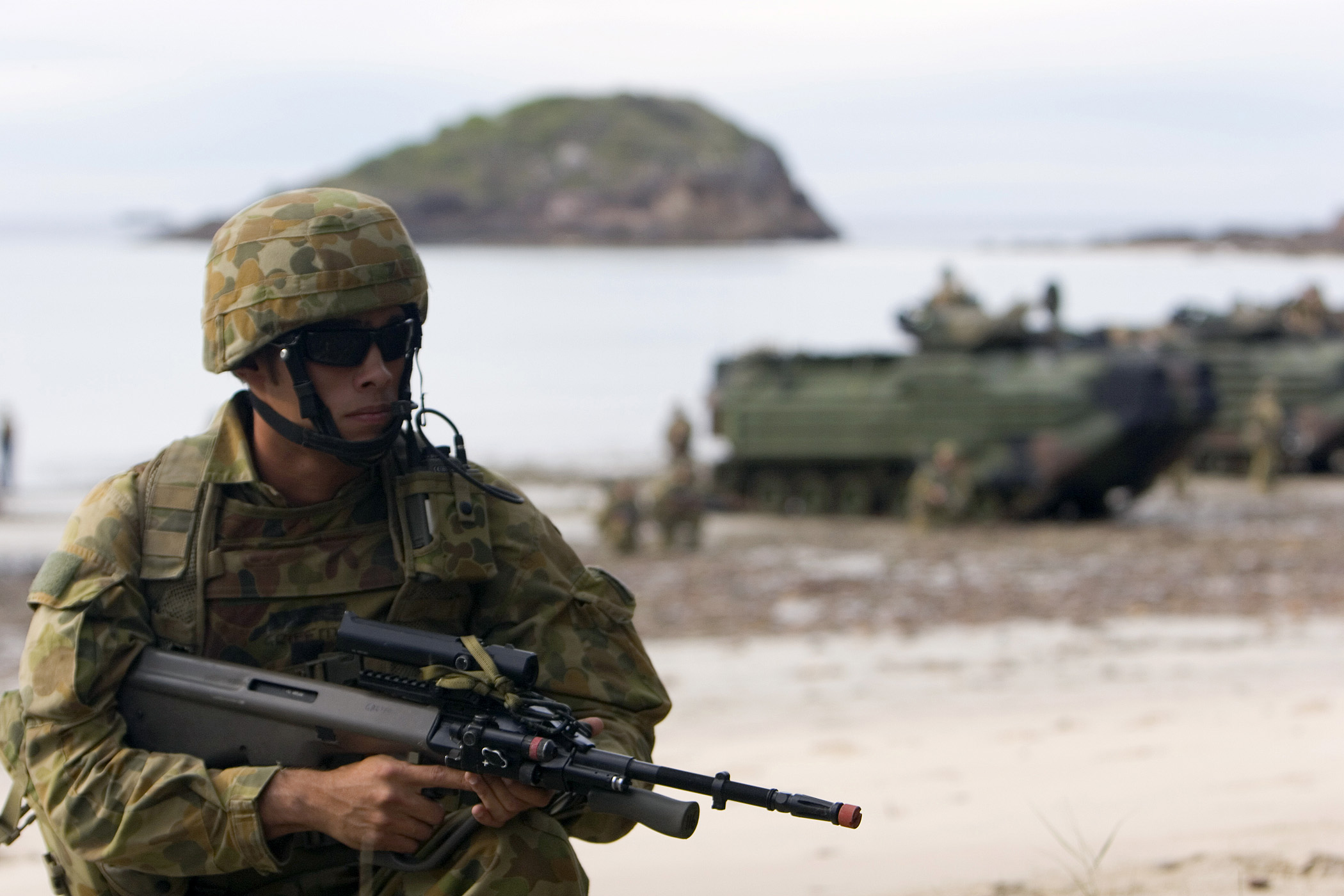
An جيش أستراليا rifleman equipped with the F88 Austeyr

| السلاح الناري | النوع             | عيار             | في الخدمة             |
| ------------- | ----------------- | ---------------- | --------------------- |
| Lee–Enfield   | بندقية يدوية      | .303 SAA Ball ‏   | 1901-1950s            |
| إف إن فال     | بندقية نصف آلية   | 7.62×51 ملم ناتو | 1957-1980s            |
| شتاير أوج     | إطلاق نار انتقائي | 5.56x45مم ناتو   | 1988–إلى الوقت الحاضر |

### النمسا

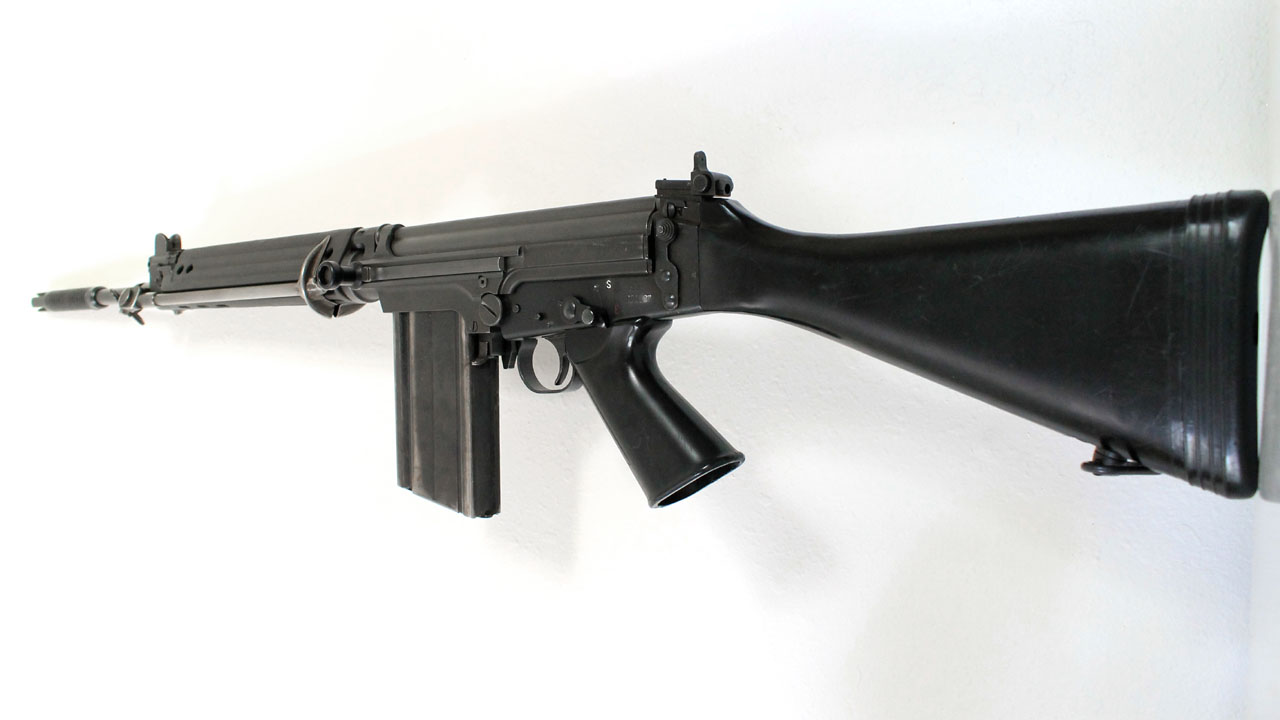
StG 58

StG 77

| السلاح الناري      | النوع                 | عيار               | في الخدمة                                             |
| ------------------ | --------------------- | ------------------ | ----------------------------------------------------- |
| Lorenz Rifle       | Rifled musket         | .54                | 1854-1867                                             |
| Wanzl rifle        | Trapdoor breechloader | 14mm Wanzl rimfire | 1854-1867                                             |
| M1867 Werndl–Holub | Rotary block          | 11×42mm            | 1867-1886                                             |
| Mannlicher M1886   | Bolt action           | 11×58mmR، 8×52mmR  | 1886-1888                                             |
| Mannlicher M1888   | Bolt action           | 8×52mmR، 8×50mmR   | 1888-1895                                             |
| Mannlicher M1895   | بندقية يدوية          | 8×50mmR، 8×56mmR   | 1895-1945                                             |
| إم 1 (بندقية)      | بندقية نصف آلية       | .30-06 Springfield | 1950-1958                                             |
| إف إن فال          | إطلاق نار انتقائي     | 7.62×51 ملم ناتو   | 1958–إلى الوقت الحاضر (limited use for drill/display) |
| شتاير أوج          | إطلاق نار انتقائي     | 5.56x45مم ناتو     | 1978–إلى الوقت الحاضر                                 |

### بنغلاديش

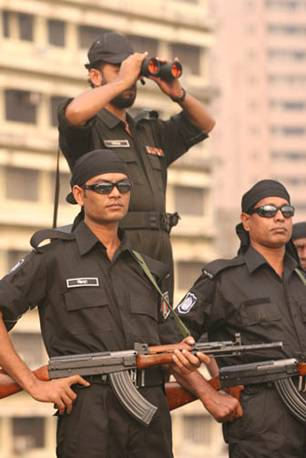
Bangladesh policemen with BD-08 بندقية هجوم

| السلاح الناري             | النوع             | عيار             | في الخدمة             |
| ------------------------- | ----------------- | ---------------- | --------------------- |
| Type 56 (Chinese Type 56) | إطلاق نار انتقائي | 7.62×39 ملم      | 1971–إلى الوقت الحاضر |
| جي 3                      | إطلاق نار انتقائي | 7.62×51 ملم ناتو | 1980–إلى الوقت الحاضر |
| بندقية إم 16              | إطلاق نار انتقائي | 5.56x45مم ناتو   | 1992–إلى الوقت الحاضر |
| BD-08 (Chinese Type 81)   | إطلاق نار انتقائي | 7.62×39mm        | 2008–إلى الوقت الحاضر |

### بلجيكا

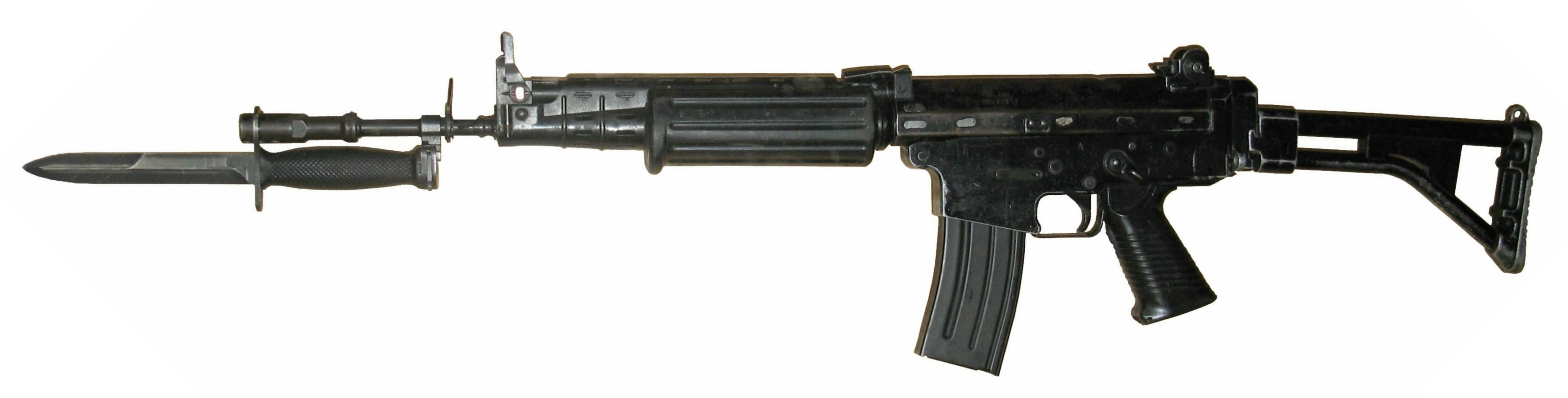
FN FNC

| السلاح الناري     | النوع              | عيار                | في الخدمة             |
| ----------------- | ------------------ | ------------------- | --------------------- |
| Albini rifle      | Hinged breechblock | 11 mm               | 1867-?                |
| Belgian Comblain ‏ | Falling Block      | 11 mm               | 1870-?                |
| FN Mauser M1889 ‏  | بندقية يدوية       | 7.65×53mm Argentine | 1889-1940             |
| FN Mauser M1936   | Bolt-action        | 7.65×53mm Argentine | 1936-1949             |
| FN SAFN-49 ‏       | بندقية نصف آلية    | .30-06 Springfield  | 1949-1956             |
| إف إن فال         | إطلاق نار انتقائي  | 7.62×51 ملم ناتو    | 1956–1990s            |
| فن فنك            | إطلاق نار انتقائي  | 5.56x45مم ناتو      | 1990–إلى الوقت الحاضر |
| أف أن سكار        | إطلاق نار انتقائي  | 5.56x45مم ناتو      | 2015–future           |

### بوليفيا

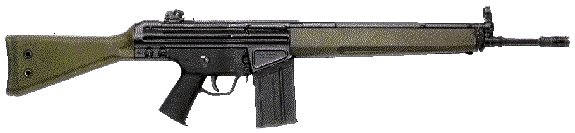
هكلر آند كوخ G3A3 بندقية هجوم

| السلاح الناري | النوع             | عيار             | في الخدمة              |
| ------------- | ----------------- | ---------------- | ---------------------- |
| برنو          | Bolt-action       | 7.92×57mm Mauser | 1932-1960s             |
| SIG SG 510    | إطلاق نار انتقائي | 7.62×51 ملم ناتو | 1957–إلى الوقت الحاضر  |
| جي 3          | إطلاق نار انتقائي | 7.62×51 ملم ناتو | 1960s-إلى الوقت الحاضر |

### البرازيل
| السلاح الناري             | النوع             | عيار               | في الخدمة             |
| ------------------------- | ----------------- | ------------------ | --------------------- |
| M1873 Brazilian Comblain ‏ | Falling block     | 11×53mmR           | 1873-1892             |
| Gewehr 88                 | بندقية يدوية      | 7×57mm Mauser      | 1892-1897             |
| ماوزر                     | Bolt action       | 7×57mm Mauser      | 1894-1950s            |
| ماوزر (M1908/34, M1935)   | Bolt action       | 7×57mm Mauser      | 1908-1960s            |
| FN Model 1949             | نصف آلية          | .30-06 Springfield | 1950s-1968            |
| إف إن فال                 | إطلاق نار انتقائي | 7.62×51 ملم ناتو   | 1964–إلى الوقت الحاضر |
| إم دي2                    | إطلاق نار انتقائي | 5.56x45مم ناتو     | 1985–إلى الوقت الحاضر |
| IMBEL MD97                | إطلاق نار انتقائي | 5.56x45مم ناتو     | 1997–إلى الوقت الحاضر |
| IMBEL IA2                 | إطلاق نار انتقائي | 5.56x45مم ناتو     | 2012–إلى الوقت الحاضر |

### كمبوديا

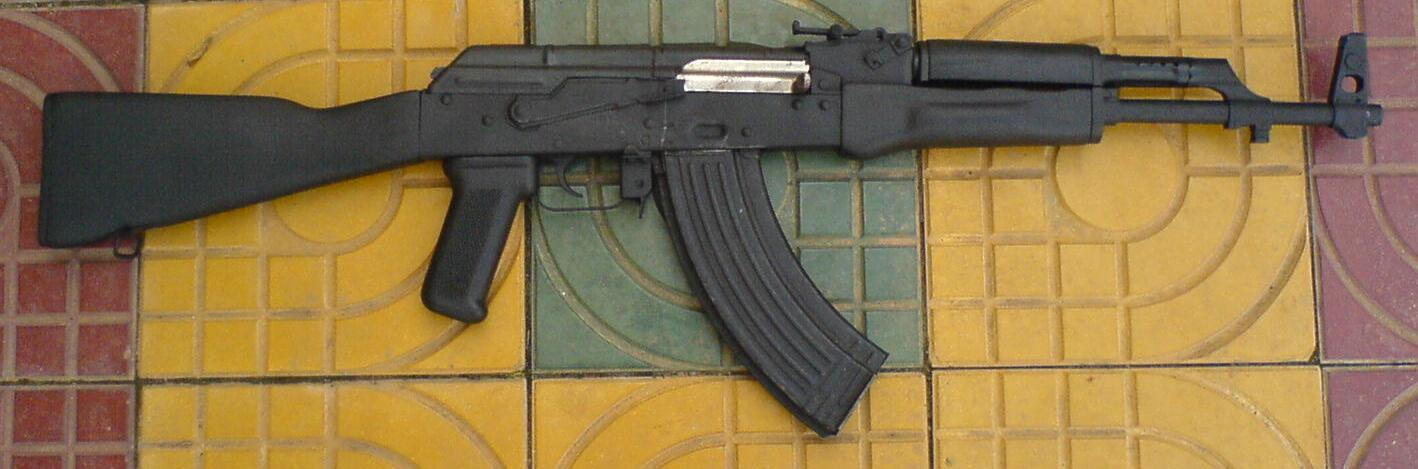
AKM

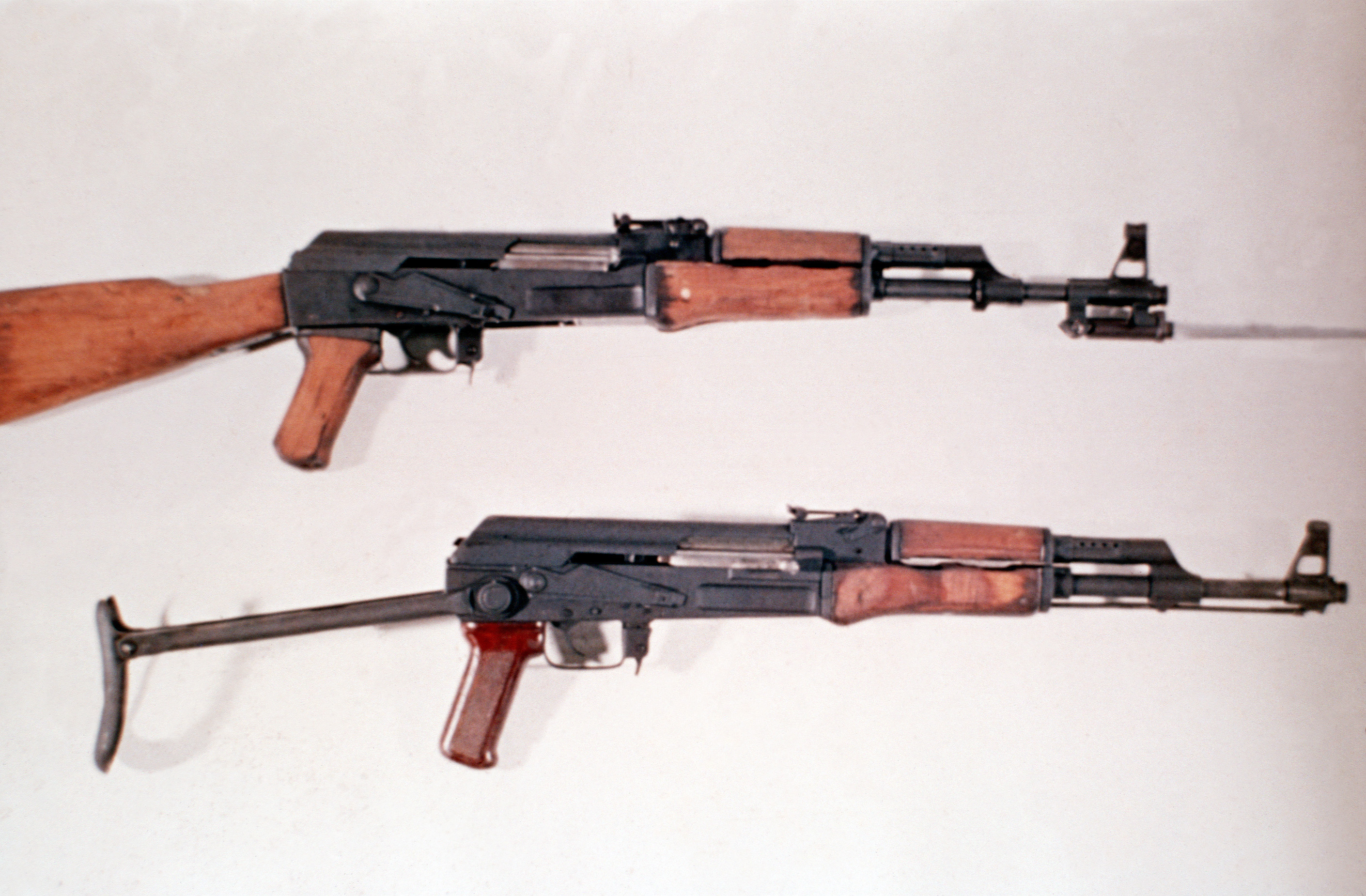
Type 56 بندقية هجوم & AKS-47

| السلاح الناري     | النوع             | عيار               | في الخدمة                                                                    |
| ----------------- | ----------------- | ------------------ | ---------------------------------------------------------------------------- |
| موسين             | بندقية يدوية      | 7.62×54 ملم ر      | 1940s-1979                                                                   |
| MAS-36            | Bolt-action       | 7.5×54mm French    | 1940s-1975                                                                   |
| تايب 38 (بندقية)  | Bolt-action       | 6.5×50mm Arisaka   | 1941-1945                                                                    |
| Arisaka Type 99 ‏  | Bolt-action       | 7.7×58mm Arisaka   | 1941-1945                                                                    |
| M1903 Springfield | Bolt Action       | .30-06 Springfield | 1950s-1975                                                                   |
| إم 1 كاربين       | بندقية نصف آلية   | .30 Carbine        | 1950s-1975                                                                   |
| إم 1 (بندقية)     | بندقية نصف آلية   | .30-06 Springfield | 1950s-1975                                                                   |
| إف إن فال         | إطلاق نار انتقائي | 7.62×51 ملم ناتو   | 1960s-1975                                                                   |
| بندقية إم 16      | إطلاق نار انتقائي | 5.56x45مم ناتو     | 1967–إلى الوقت الحاضر                                                        |
| إس كيه إس         | بندقية نصف آلية   | 7.62×39 ملم        | 1960s-إلى الوقت الحاضر (تستعمل اليوم بمثابة كسلاح احتفالي، وسلاح احتياطي)    |
| إس كيه إس         | بندقية نصف آلية   | 7.62×39 ملم        | 1960s-إلى الوقت الحاضر (مستخدمة من قبل الحرس الملكي الكمبودي وكسلاح احتياطي) |
| إيه كيه-47        | إطلاق نار انتقائي | 7.62×39 ملم        | 1960s-إلى الوقت الحاضر (حلت محل AKM rifle.)                                  |
| إيه كيه إم        | إطلاق نار انتقائي | 7.62×39 ملم        | 1960s-إلى الوقت الحاضر                                                       |
| Type 56           | إطلاق نار انتقائي | 7.62×39 ملم        | 1960s-إلى الوقت الحاضر                                                       |
| Pindad SS1        | إطلاق نار انتقائي | 5.56x45مم ناتو     | 1991–إلى الوقت الحاضر                                                        |
| QBZ-97            | إطلاق نار انتقائي | 5.56x45مم ناتو     | 2005–إلى الوقت الحاضر                                                        |

### كندا
| السلاح الناري | النوع             | عيار             | في الخدمة                                         |
| ------------- | ----------------- | ---------------- | ------------------------------------------------- |
| Ross rifle    | بندقية يدوية      | .303 British     | 1905-1916                                         |
| Lee–Enfield   | Bolt Action       | .303 البريطانية  | 1916–إلى الوقت الحاضر (تستخدمها Canadian Rangers) |
| C1A1          | إطلاق نار انتقائي | 7.62×51 ملم ناتو | 1955-1985                                         |
| Colt C7 ‏      | إطلاق نار انتقائي | 5.56x45مم ناتو   | 1985–إلى الوقت الحاضر                             |

### تشيلي
| السلاح الناري         | النوع                              | عيار             | في الخدمة              |
| --------------------- | ---------------------------------- | ---------------- | ---------------------- |
| Fusil Gras mle 1874   | بندقية يدوية                       | 11×59mmR         | 1874-1905s             |
| Mauser Model 1895     | بندقية يدوية، العقد: ألمانيا       | 7×57mm Mauser    | 1895-1930s             |
| ماوزر                 | بندقية يدوية، العقد: ستاير، النمسا | 7×57mm Mauser    | 1912-1950s             |
| SIG SG 510-4          | إطلاق نار انتقائي                  | 7.62×51 ملم ناتو | 1960s-2003             |
| جي 3                  | إطلاق نار انتقائي                  | 7.62×51 ملم ناتو | 1970s-2010             |
| SIG SG 542-1 ‏         | إطلاق نار انتقائي                  | 7.62×51 ملم ناتو | 1980s-2014             |
| SIG SG 540            | إطلاق نار انتقائي                  | 5.56x45مم ناتو   | 2000s-2014             |
| SIG SG 543            | إطلاق نار انتقائي                  | 5.56x45مم ناتو   | 2000s-2014             |
| بندقية إم-4 القصيرة   | إطلاق نار انتقائي                  | 5.56x45مم ناتو   | 2008s-إلى الوقت الحاضر |
| آي أم آي جليل         | إطلاق نار انتقائي                  | 5.56x45مم ناتو   | 2014s-إلى الوقت الحاضر |
| إف إن إف 2000 (أسلحة) | إطلاق نار انتقائي                  | 5.56x45مم ناتو   | 2014s-إلى الوقت الحاضر |
| SG 540-1M             | إطلاق نار انتقائي                  | 5.56x45مم ناتو   | 2016s-إلى الوقت الحاضر |

### جمهورية الصين الشعبية

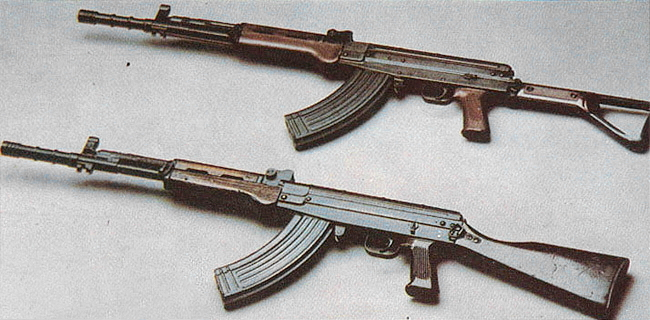
Type 81-I & Type 81

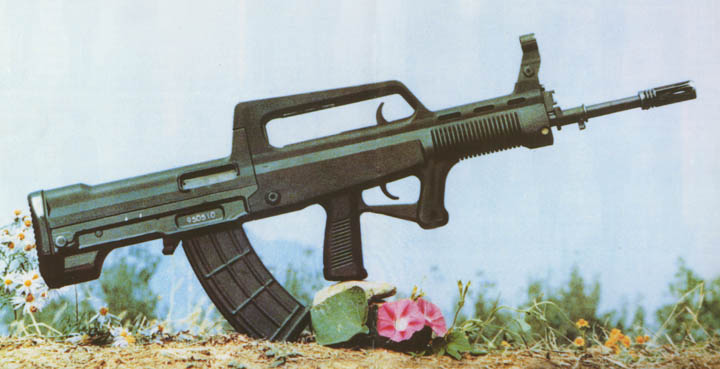
QBZ-95

| السلاح الناري           | النوع             | عيار             | في الخدمة             |
| ----------------------- | ----------------- | ---------------- | --------------------- |
| Hanyang Type 88 ‏        | بندقية يدوية      | 7.92×57mm Mauser | 1888-1980s            |
| Gewehr 98               | بندقية يدوية      | 7.92×57mm Mauser | 1927-1949             |
| برنو                    | بندقية يدوية      | 7.92×57mm Mauser | 1927-1980s            |
| كيرباينر 98ك (بندقية)   | بندقية يدوية      | 7.92×57mm Mauser | 1935–19??             |
| Type 24 rifle ‏          | بندقية يدوية      | 7.92×57mm Mauser | 1935-1980s            |
| موسين                   | Bolt-action       | 7.62×54 ملم ر    | 1927–إلى الوقت الحاضر |
| SVT-40                  | بندقية نصف آلية   | 7.62×54 ملم ر    | 1938–إلى الوقت الحاضر |
| موسين                   | Bolt-action       | 7.62×54 ملم ر    | 1953–إلى الوقت الحاضر |
| إس كيه إس               | بندقية نصف آلية   | 7.62×39 ملم      | 1956–إلى الوقت الحاضر |
| Type 56 بندقية هجوم     | إطلاق نار انتقائي | 7.62×39 ملم      | 1956–إلى الوقت الحاضر |
| Type 81                 | إطلاق نار انتقائي | 7.62×39 ملم      | 1981–إلى الوقت الحاضر |
| البندقية الآلية طراز 95 | إطلاق نار انتقائي | 5.8×42mm DBP87   | 1995–إلى الوقت الحاضر |
| QBZ-03                  | إطلاق نار انتقائي | 5.8×42mm DBP87   | 2003–إلى الوقت الحاضر |
| QBS-06                  | إطلاق نار انتقائي | 5.8×42mm DBP87   | 2010–إلى الوقت الحاضر |
| ZH-05                   | إطلاق نار انتقائي | 5.8×42mm DBP87   | 2011–إلى الوقت الحاضر |

### تايوان

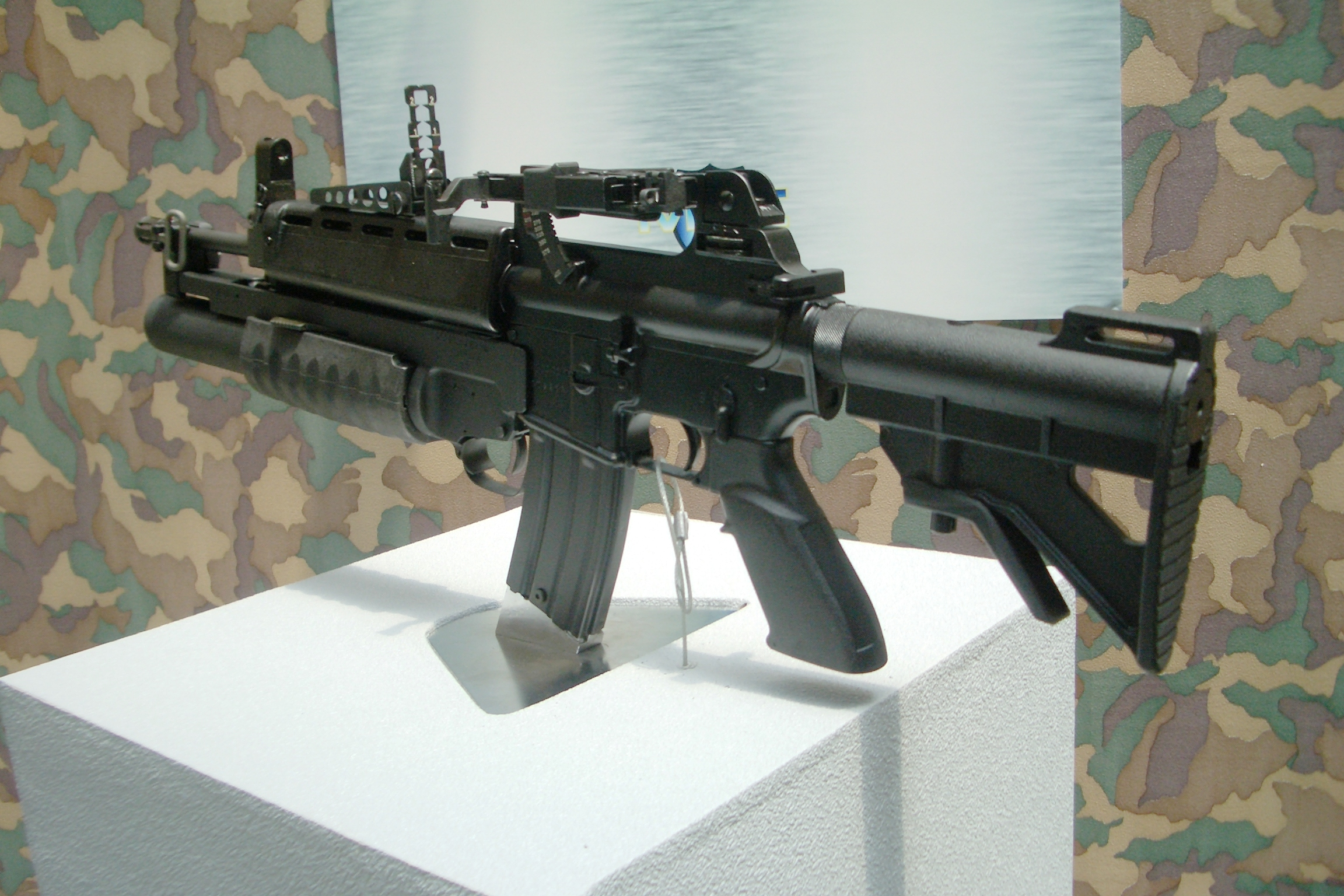
T86 بندقية هجوم

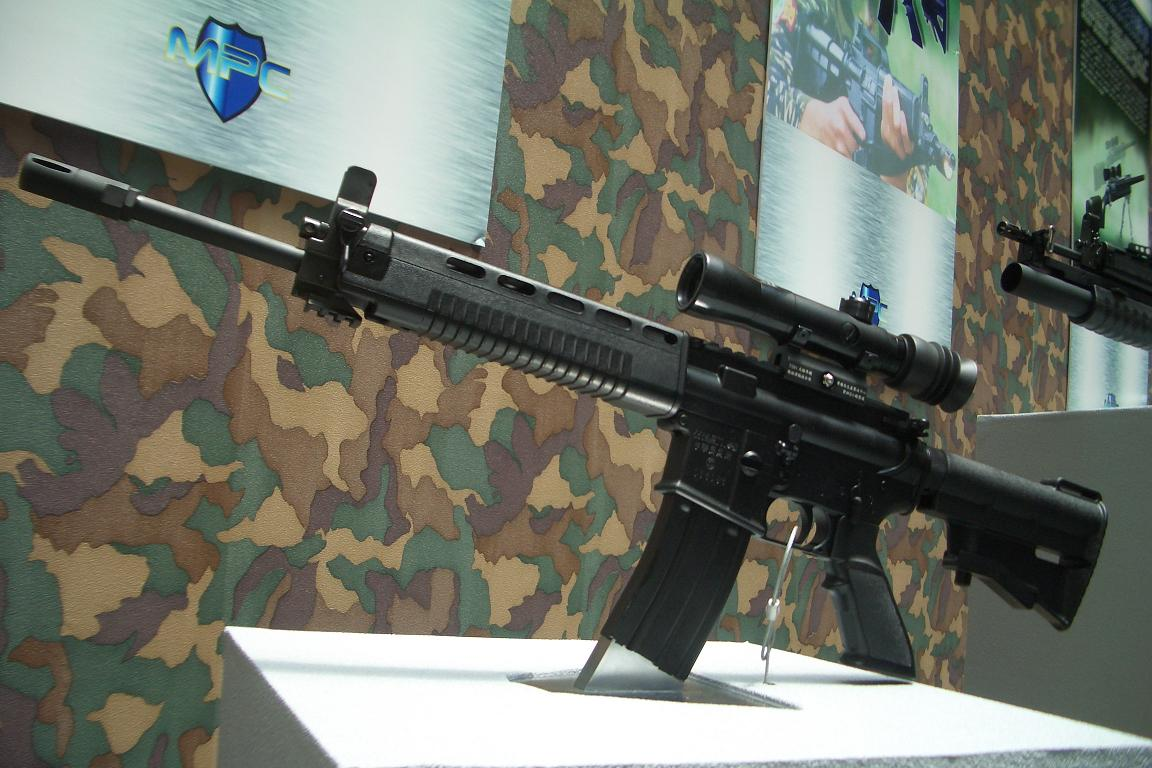
T91 بندقية هجوم

| السلاح الناري          | النوع             | عيار               | في الخدمة             |
| ---------------------- | ----------------- | ------------------ | --------------------- |
| Hanyang Type 88 ‏       | بندقية يدوية      | 7.92×57mm Mauser   | 1888-1949             |
| Gewehr 98              | بندقية يدوية      | 7.92×57mm Mauser   | 1911-1949             |
| برنو                   | Bolt-action       | 7.92×57mm Mauser   | 1924-1950s            |
| كيرباينر 98ك (بندقية)  | Bolt-action       | 7.92×57mm Mauser   | 1935–إلى الوقت الحاضر |
| Type Zhongzheng rifle ‏ | Bolt-action       | 7.92×57mm Mauser   | 1935-1950s            |
| إم 1 (بندقية)          | بندقية نصف آلية   | .30-06 Springfield | 1936-1968             |
| Johnson M1941 rifle    | بندقية نصف آلية   | .30-06 Springfield | 1941-1968             |
| إم 1 كاربين            | بندقية نصف آلية   | .30 Carbine        | 1942-1968             |
| بندقية إم 14           | إطلاق نار انتقائي | 7.62×51 ملم ناتو   | 1968–إلى الوقت الحاضر |
| Type 65 ‏               | إطلاق نار انتقائي | 5.56x45مم ناتو     | 1976–إلى الوقت الحاضر |
| Type 91 ‏               | إطلاق نار انتقائي | 5.56x45مم ناتو     | 2003–إلى الوقت الحاضر |

### كوبا
| السلاح الناري     | النوع             | عيار               | في الخدمة                                                                 |
| ----------------- | ----------------- | ------------------ | ------------------------------------------------------------------------- |
| ماوزر             | بندقية يدوية      | 7×57mm Mauser      | 1902-1923                                                                 |
| M1903 Springfield | بندقية يدوية      | .30-06 Springfield | 1923-1947                                                                 |
| إم 1 (بندقية)     | بندقية نصف آلية   | .30-06 Springfield | 1947-1960                                                                 |
| إف إن فال         | إطلاق نار انتقائي | 7.62×51 ملم ناتو   | 1960-1968                                                                 |
| إس كيه إس         | بندقية نصف آلية   | 7.62×39 ملم        | 1961–إلى الوقت الحاضر (تستعمل اليوم بمثابة كسلاح احتفالي، وسلاح احتياطي.) |
| إيه كيه إم        | إطلاق نار انتقائي | 7.62×39 ملم        | 1962–إلى الوقت الحاضر                                                     |

### الجمهورية التشيكية

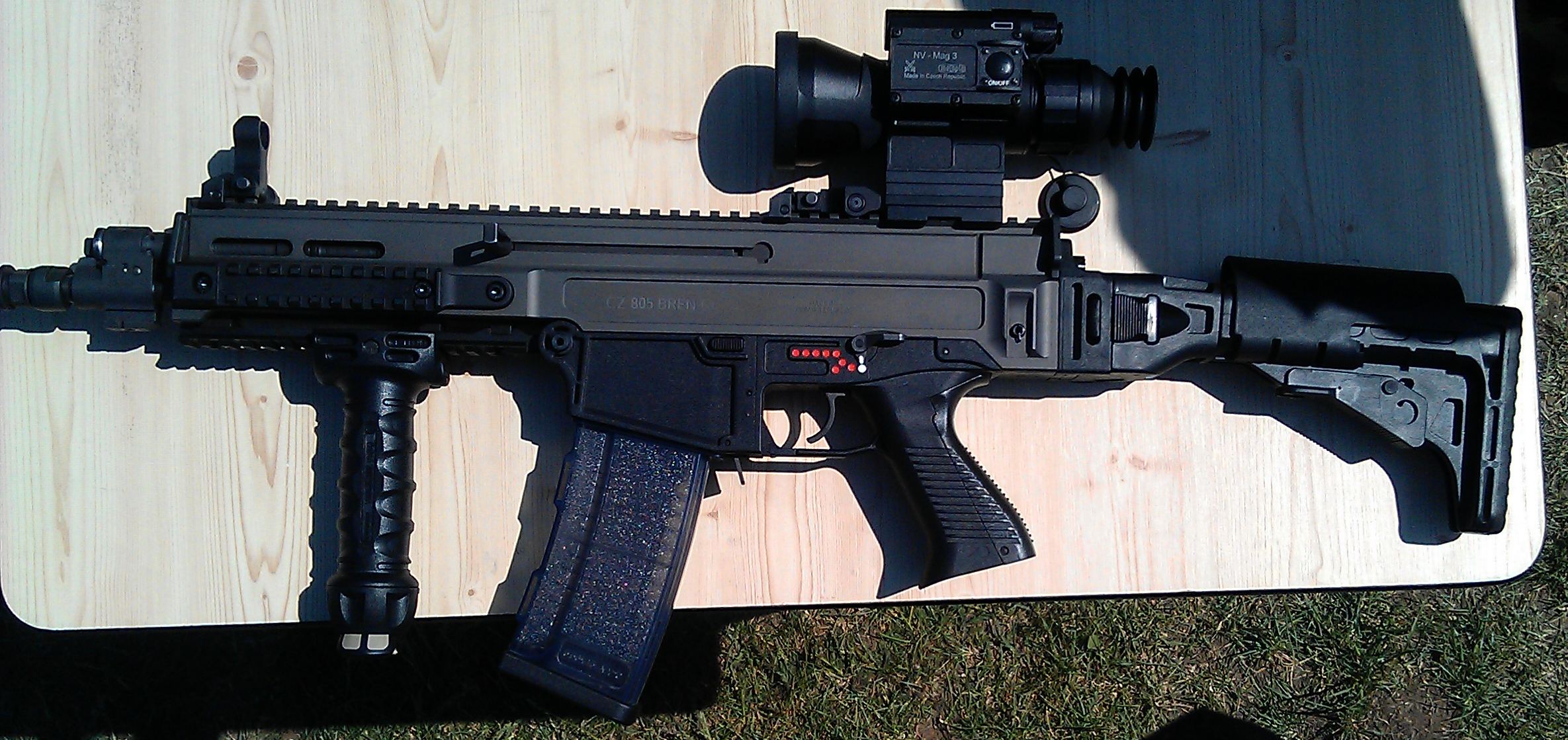
CZ-805 BREN

| السلاح الناري | النوع             | عيار                          | في الخدمة             |
| ------------- | ----------------- | ----------------------------- | --------------------- |
| برنو          | بندقية يدوية      | 7.92×57mm Mauser              | 1924-1952             |
| Vz. 33        | بندقية يدوية      | 7.92×57mm Mauser              | 1934-1945             |
| بندقية VZ.52  | بندقية نصف آلية   | 7.62×45mm vz. 52، 7.62×39 ملم | 1952-1959             |
| Sa vz. 58     | إطلاق نار انتقائي | 7.62×39 ملم                   | 1959–إلى الوقت الحاضر |
| CZ-805 BREN   | إطلاق نار انتقائي | 5.56x45مم ناتو، 7.62×39 ملم   | 2010–إلى الوقت الحاضر |

### الدنمارك

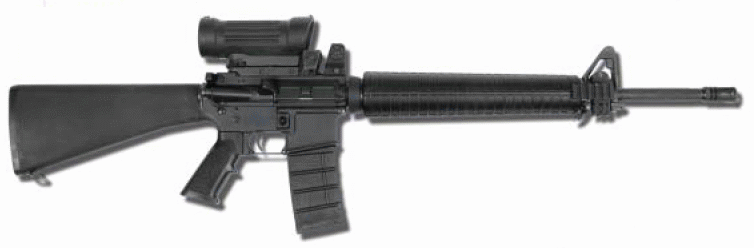
Gevær M/95

| السلاح الناري                 | النوع             | عيار               | في الخدمة                                       |
| ----------------------------- | ----------------- | ------------------ | ----------------------------------------------- |
| Pattern 1853 Enfield          | Rifled musket     | 577                | 1853-1867                                       |
| Remington Rolling Block       | Rolling block     | 11mm Danish        | 1867-1889                                       |
| 1889 Geværet (Krag–Jørgensen) | بندقية يدوية      | 8×58mmR            | 1889-~1945                                      |
| إم 1 (بندقية)                 | بندقية نصف آلية   | .30-06 Springfield | 1945-1975                                       |
| Gevaer M/53 (17) ‏             | Bolt-action       | .30-06 Springfield | 1953–إلى الوقت الحاضر (used by Siriuspatruljen) |
| Gevaer M/75 (جي 3)            | بندقية نصف آلية   | 7.62×51 ملم ناتو   | 1975–إلى الوقت الحاضر                           |
| Gevaer M/95 (C7FT)            | إطلاق نار انتقائي | 5.56x45مم ناتو     | 1995–إلى الوقت الحاضر                           |
| Gevaer M/10 (C8IUR)           | إطلاق نار انتقائي | 5.56x45مم ناتو     | 2010–إلى الوقت الحاضر                           |

### مصر

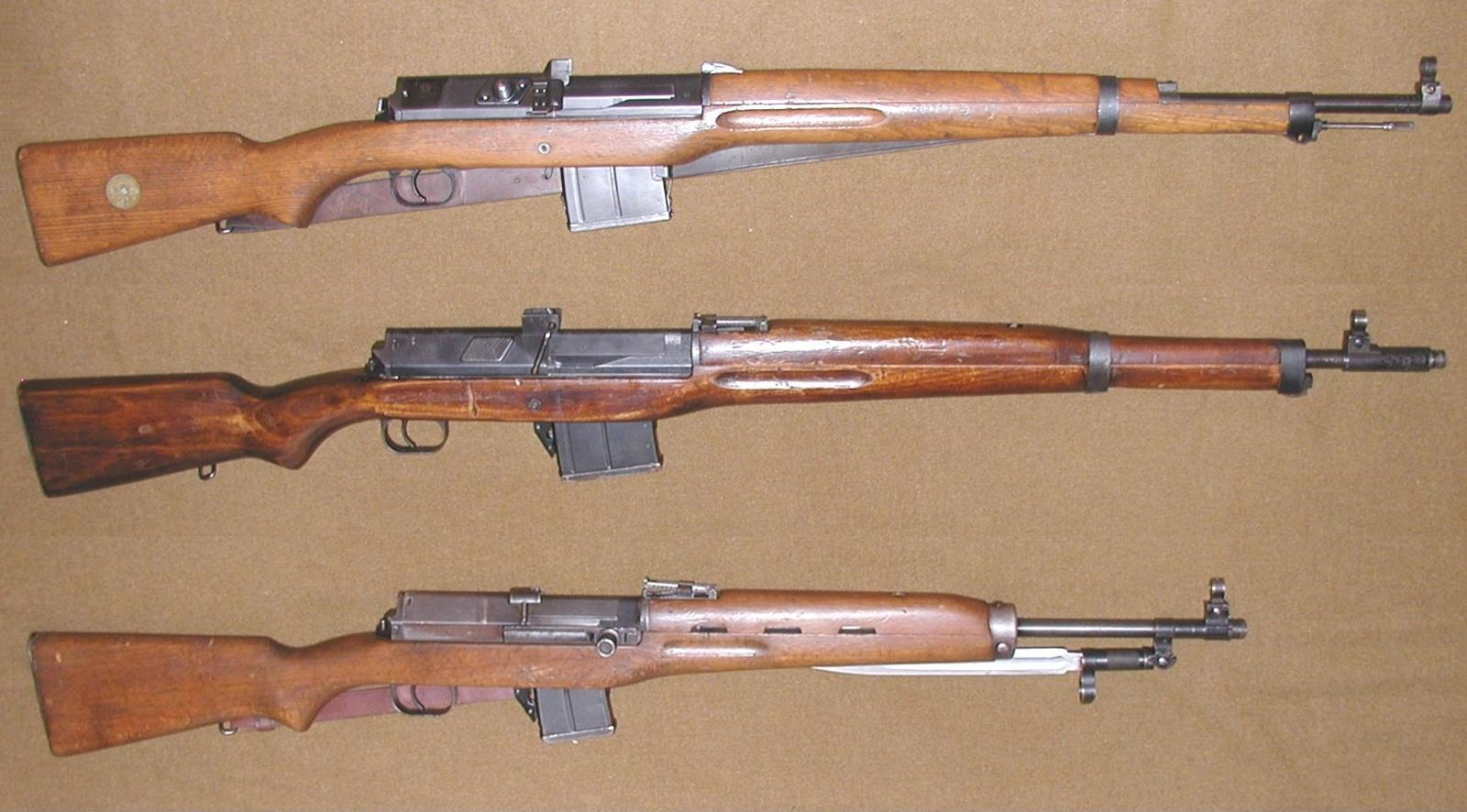
Top to bottom: Ag m/42, Hakim Rifle, Rasheed Carbine

| السلاح الناري | النوع             | عيار             | في الخدمة              |
| ------------- | ----------------- | ---------------- | ---------------------- |
| Lee–Enfield   | بندقية يدوية      | .303 British     | 1922-1967              |
| FN Model 1949 | بندقية نصف آلية   | 7.92×57mm Mauser | 1949-1967              |
| Ag m/42       | بندقية نصف آلية   | 6.5×55mm         | 1950s-1967             |
| موسين         | بندقية يدوية      | 7.62×54 ملم ر    | 1956-1967              |
| بندقية حكيم   | بندقية نصف آلية   | 7.92×57mm Mauser | 1950s-1967             |
| بندقية رشيد   | بندقية نصف آلية   | 7.62×39 ملم      | 1950s-1967             |
| إس كيه إس     | بندقية نصف آلية   | 7.62×39 ملم      | 1956-1967              |
| إيه كيه إم    | إطلاق نار انتقائي | 7.62×39 ملم      | 1960s-إلى الوقت الحاضر |

### استونيا
| السلاح الناري        | النوع             | عيار             | في الخدمة             |
| -------------------- | ----------------- | ---------------- | --------------------- |
| موسين                | بندقية يدوية      | 7.62×54 ملم ر    | 1918–1940             |
| Pattern 1914 Enfield | Bolt Action       | .303 British     | 1920–1940             |
| إيه كيه إم           | إطلاق نار انتقائي | 7.62×39 ملم      | 1992–2000s            |
| إم آي إم غاليل       | إطلاق نار انتقائي | 5.56x45مم ناتو   | 1994–إلى الوقت الحاضر |
| جي 3                 | إطلاق نار انتقائي | 7.62×51 ملم ناتو | 2002–إلى الوقت الحاضر |

### فنلندا

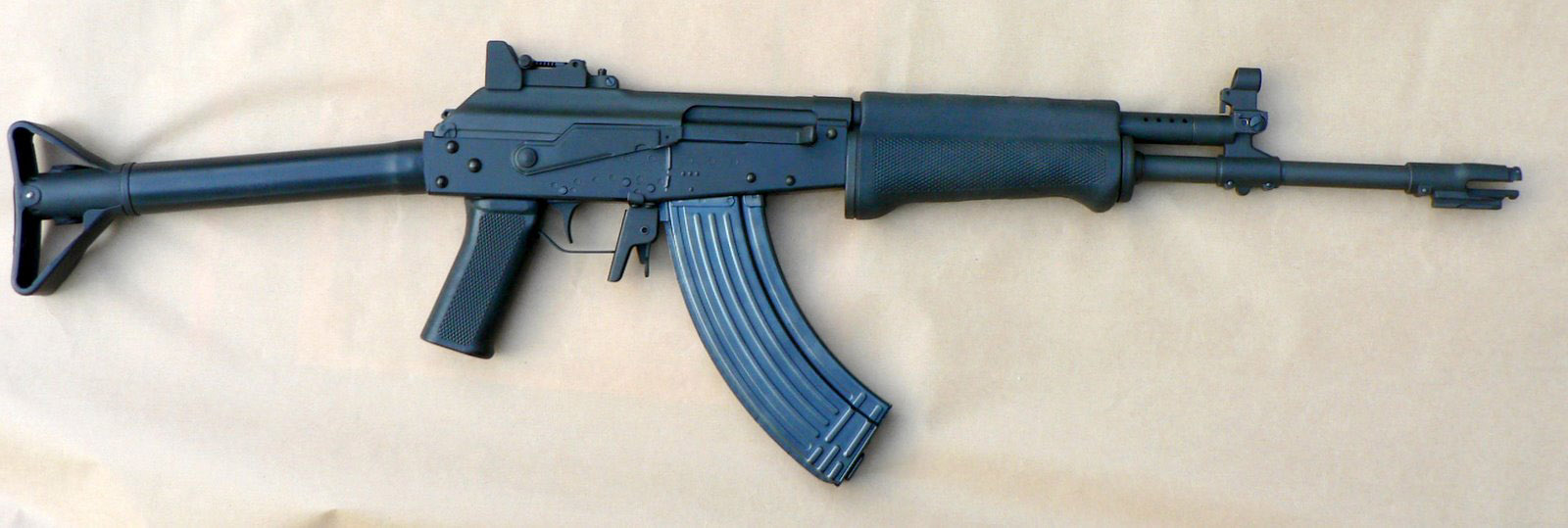
Rk 62

| السلاح الناري   | النوع             | عيار          | في الخدمة             |
| --------------- | ----------------- | ------------- | --------------------- |
| موسين           | بندقية يدوية      | 7.62×54 ملم ر | 1891–c.1970           |
| SVT-40          | بندقية نصف آلية   | 7.62×54 ملم ر | 1940–c.1970           |
| RK 62           | إطلاق نار انتقائي | 7.62×39 ملم   | 1962–إلى الوقت الحاضر |
| آر كيه 95 تي بي | إطلاق نار انتقائي | 7.62×39 ملم   | 1995–إلى الوقت الحاضر |

### فرنسا

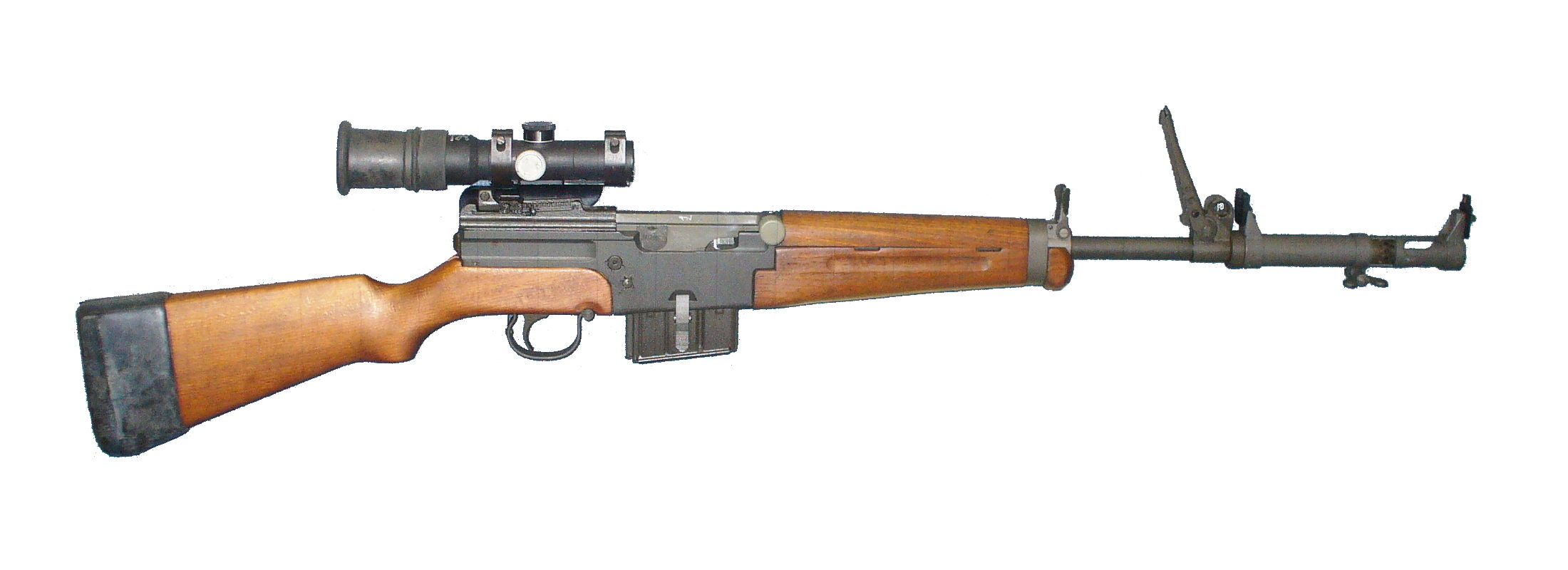
MAS 49/56

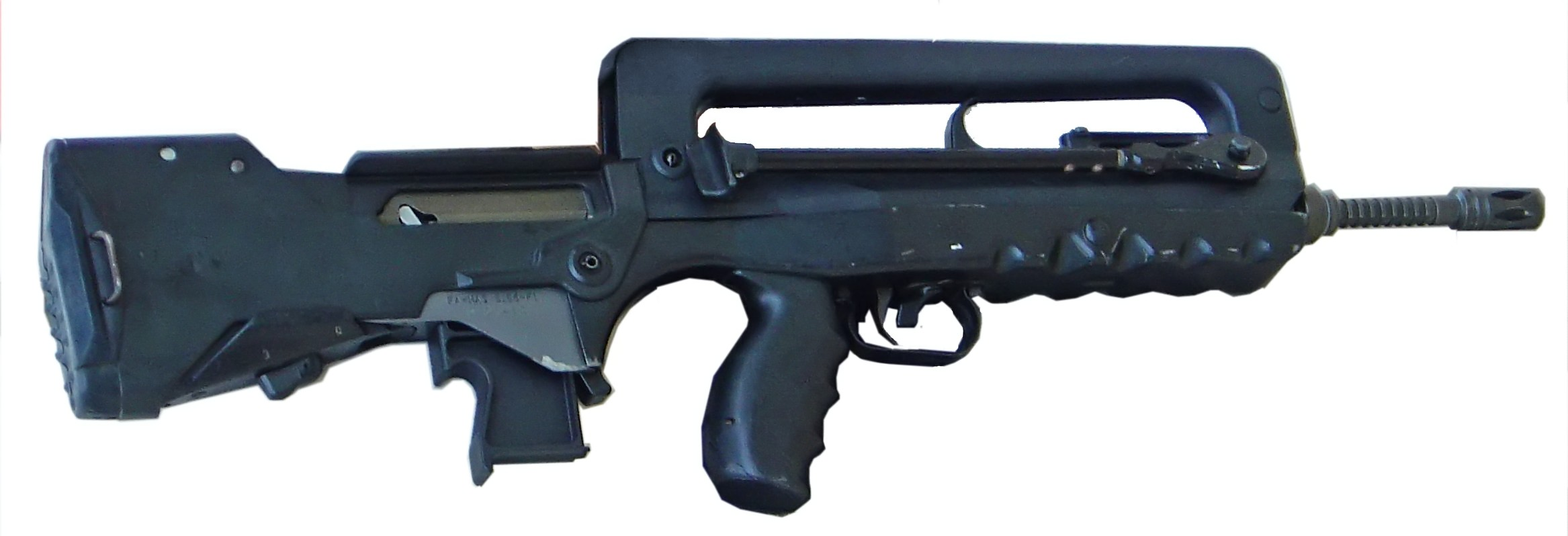
FAMAS

| السلاح الناري              | النوع             | عيار            | في الخدمة             |
| -------------------------- | ----------------- | --------------- | --------------------- |
| Delvigne rifle             | Flintlock         | Musket ball     | 1826-1846             |
| Thouvenin Carabine à tige ‏ | كبسولة القدح      | Musket ball     | 1846-1851             |
| Minié rifle                | Percussion cap    | Minié ball      | 1848-1866             |
| Tabatière rifle            | بندقية مغلاقية    | Minié ball      | 1864-1870             |
| Chassepot M1866            | بندقية يدوية      | 11 mm           | 1867-1874             |
| Gras M1874                 | Bolt-action       | 11×59mmR        | 1874-1886             |
| Lebel Model 1886 rifle     | Bolt-action       | 8mm Lebel       | 1886-1940             |
| Berthier rifle             | Bolt-action       | 8mm Lebel       | 1902-1960s?           |
| MAS-36                     | Bolt-action       | 7.5×54mm French | 1936-1964             |
| MAS-49 rifle               | بندقية نصف آلية   | 7.5×54mm French | 1949-1990             |
| SIG SG 540                 | إطلاق نار انتقائي | 5.56x45مم ناتو  | 1979-1982             |
| فاماس                      | إطلاق نار انتقائي | 5.56×45mm NATO  | 1981–إلى الوقت الحاضر |

### ألمانيا

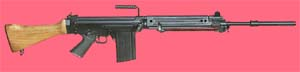
FN G1

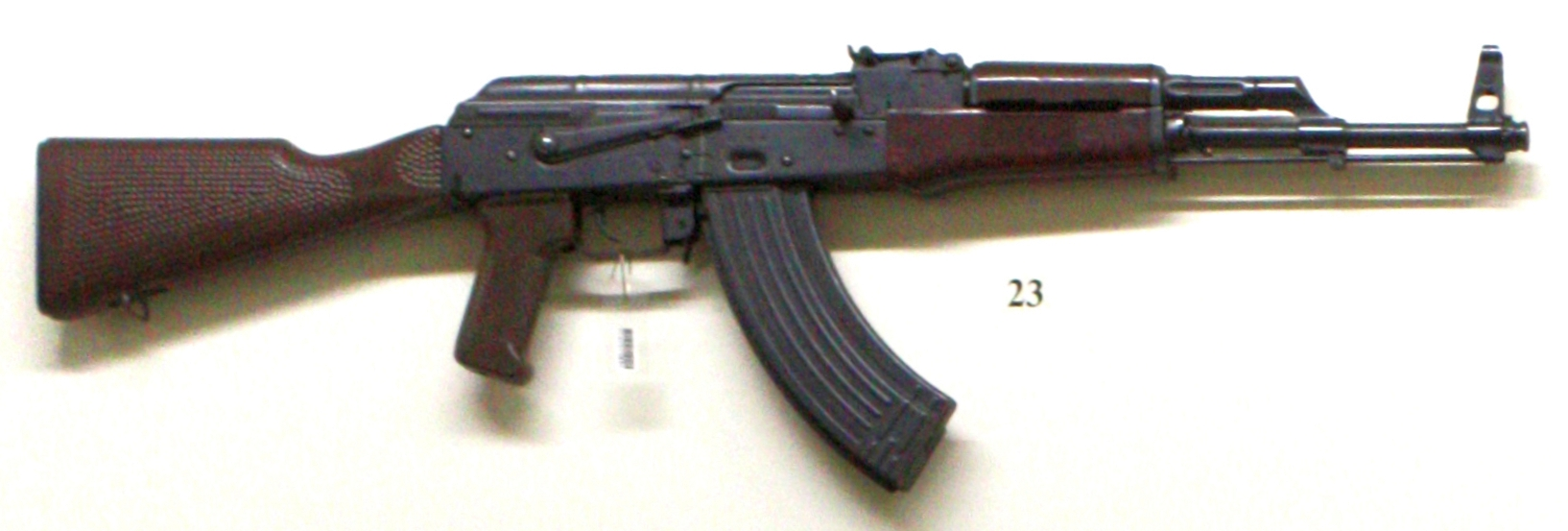
MPi-KM

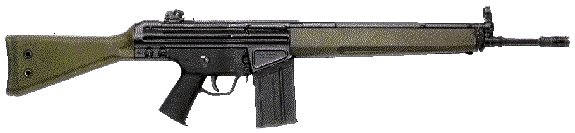
G3A3

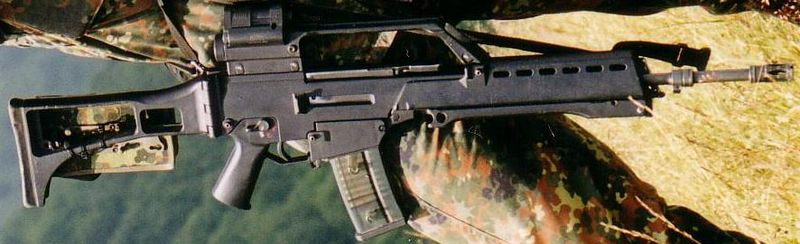
هكلر آند كوخ جي36

| السلاح الناري                      | النوع             | عيار             | في الخدمة                   |
| ---------------------------------- | ----------------- | ---------------- | --------------------------- |
| Prussian Model 1839 Potsdam musket | Rifled musket     | 15.4 mm          | 1839-1861                   |
| Dreyse needle gun                  | بندقية مغلاقية    | 15.4 mm          | 1842-1870                   |
| M1871 Mauser ‏                      | بندقية يدوية      | 11×60mm Mauser   | 1871-1888                   |
| Gewehr 1888                        | Bolt-action       | 7.92×57mm Mauser | 1888-1915                   |
| Gewehr 98                          | Bolt-action       | 7.92×57mm Mauser | 1898-1935 (الجيش الألماني)  |
| كيرباينر 98ك (بندقية)              | Bolt-action       | 7.92×57mm Mauser | 1935–1945                   |
| بندقية هجومية 44 (StG44)           | إطلاق نار انتقائي | 7.92×33mm Kurz   | 1943-1945                   |
| إس كيه إس                          | بندقية نصف آلية   | 7.62×39 ملم      | 1945-1949 (ألمانيا الشرقية) |
| إيه كيه-47                         | إطلاق نار انتقائي | 7.62×39mm        | 1949-1990 (ألمانيا الشرقية) |
| إف إن فال                          | إطلاق نار انتقائي | 7.62×51 ملم ناتو | 1956-1960 (ألمانيا الغربية) |
| جي 3                               | إطلاق نار انتقائي | 7.62×51mm NATO   | 1959–1997 (ألمانيا الغربية) |
| هكلر آند كوخ جي36                  | إطلاق نار انتقائي | 5.56x45مم ناتو   | 1997–إلى الوقت الحاضر       |

### اليونان

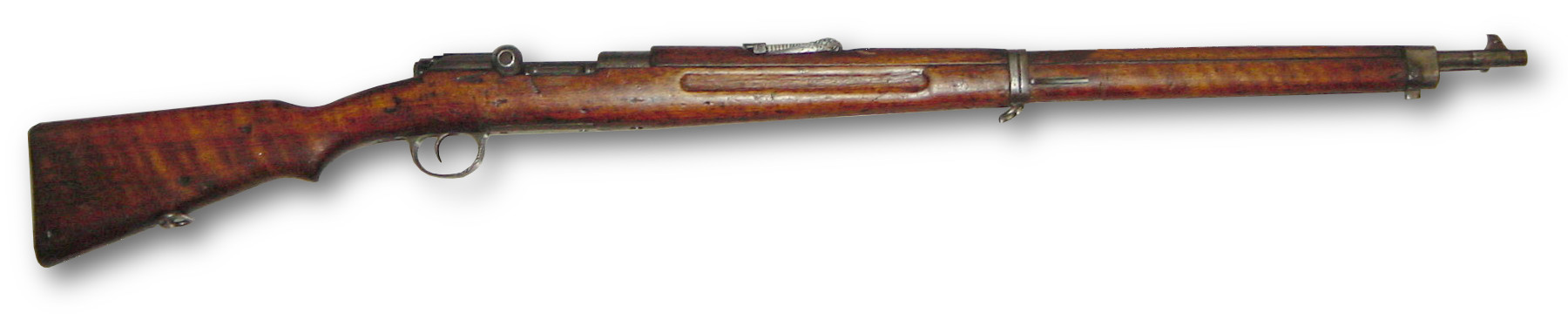
Mannlicher–Schönauer

| السلاح الناري        | النوع             | عيار               | في الخدمة             |
| -------------------- | ----------------- | ------------------ | --------------------- |
| Fusil Gras mle 1874  | بندقية يدوية      | 11×59mm R Gras     | 1877-1913             |
| Mannlicher–Schönauer | بندقية يدوية      | 6.5×54mm           | 1903-1941             |
| FN Model 1930        | بندقية يدوية      | 7.92×57mm Mauser   | 1930s-1941            |
| Lee–Enfield          | بندقية يدوية      | .303 British       | 1941-1965             |
| إم 1 (بندقية)        | بندقية نصف آلية   | .30-06 Springfield | 1948-1990             |
| إف إن فال            | إطلاق نار انتقائي | 7.62×51 ملم ناتو   | 1968-2000             |
| جي 3                 | إطلاق نار انتقائي | 7.62×51mm NATO     | 1982–إلى الوقت الحاضر |

### غواتيمالا
| السلاح الناري  | النوع             | عيار               | في الخدمة                                                        |
| -------------- | ----------------- | ------------------ | ---------------------------------------------------------------- |
| إم 1 (بندقية)  | بندقية نصف آلية   | .30-06 Springfield | 1950s-1977                                                       |
| إم 1 كاربين    | بندقية نصف آلية   | .30 Carbine        | 1950s-1977                                                       |
| إم آي إم غاليل | إطلاق نار انتقائي | 5.56×45mm NATO     | 1974–إلى الوقت الحاضر                                            |
| بندقية إم 16   | semi to full auto | 5.56x45مم ناتو     | 1988–إلى الوقت الحاضر                                            |
| تافور          | إطلاق نار انتقائي | 5.56×45mm NATO     | 2006–إلى الوقت الحاضر (778 تم شراؤها من إسرائيل لاستخدام الشرطة) |

### هايتي

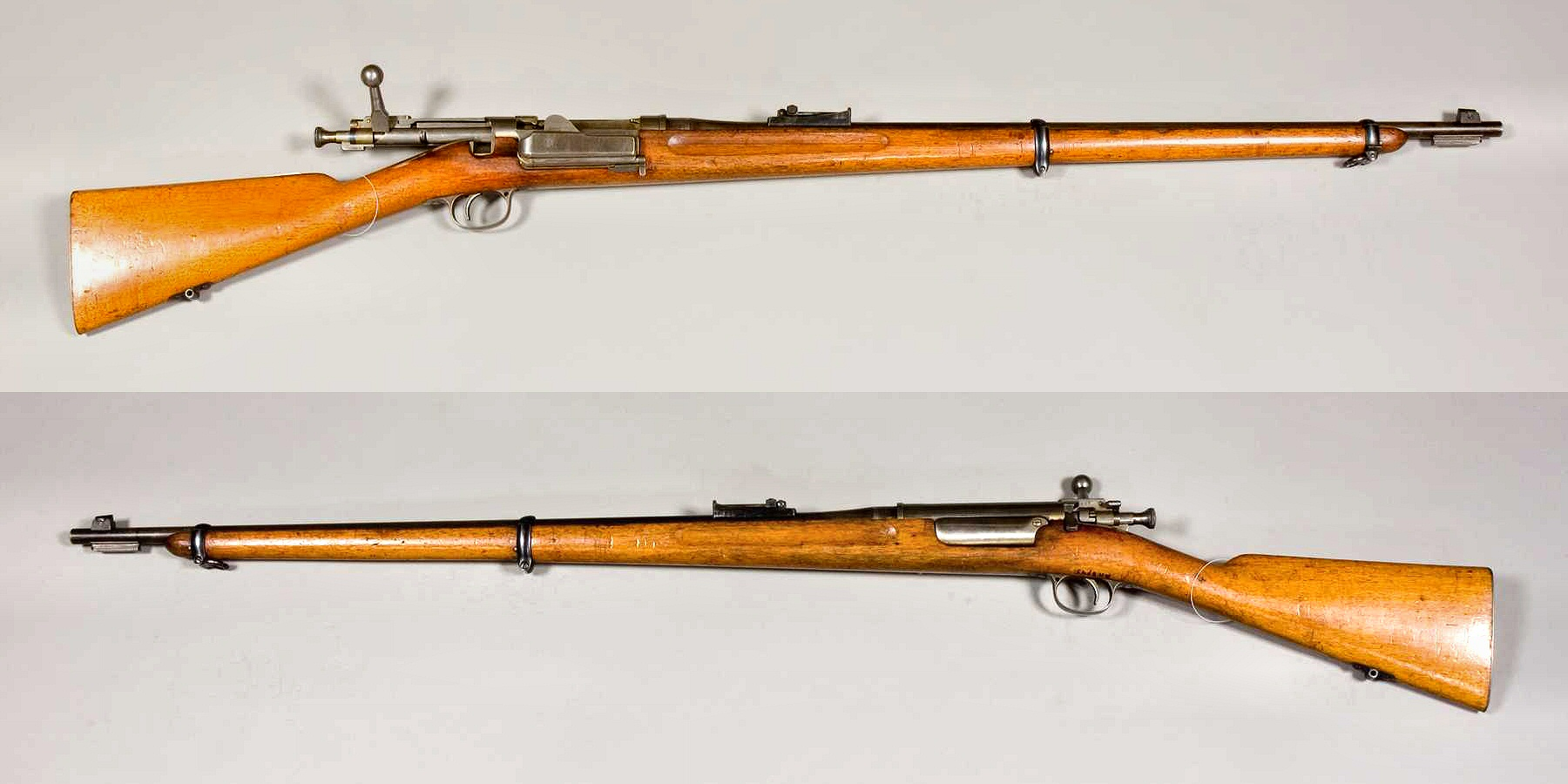
Krag–Jørgensen rifle- Haiti's first officially adopted service rifle

| السلاح الناري     | النوع           | عيار               | في الخدمة   |
| ----------------- | --------------- | ------------------ | ----------- |
| Krag–Jørgensen    | بندقية يدوية    | .30-40 Krag        | 1915-?      |
| M1903 Springfield | بندقية يدوية    | .30-06 Springfield | ?           |
| ماوزر             | بندقية يدوية    | .30-06 Springfield | ?           |
| إم 1 (بندقية)     | بندقية نصف آلية | .30-06 Springfield | ~1950s-1994 |

The Haitian Army was disbanded by the United States, and replaced in 1915 by the Gendarmerie d'Haïti. The Haitian Army was again disbanded in 1995.

### لوكسمبورغ

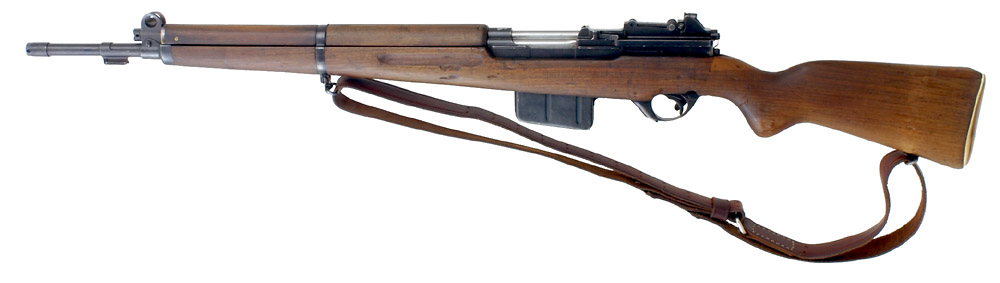
FN Model 1949

### المجر
| السلاح الناري | النوع             | عيار                     | في الخدمة             |
| ------------- | ----------------- | ------------------------ | --------------------- |
| 35M rifle     | بندقية يدوية      | 7.92×57mm Mauser         | 1935-1950s            |
| إيه كيه-47    | إطلاق نار انتقائي | 7.62×39 ملم              | 1956-1990             |
| AMMSz         | إطلاق نار انتقائي | 7.62×39mm                | 1960-1990             |
| AMD-65        | إطلاق نار انتقائي | 7.62×39mm                | 1966-1990             |
| AMP-69        | إطلاق نار انتقائي | 7.62×39mm, 40 mm grenade | 1979–إلى الوقت الحاضر |
| أيه كيه 63    | إطلاق نار انتقائي | 7.62×39mm                | 1989–إلى الوقت الحاضر |

### الهند

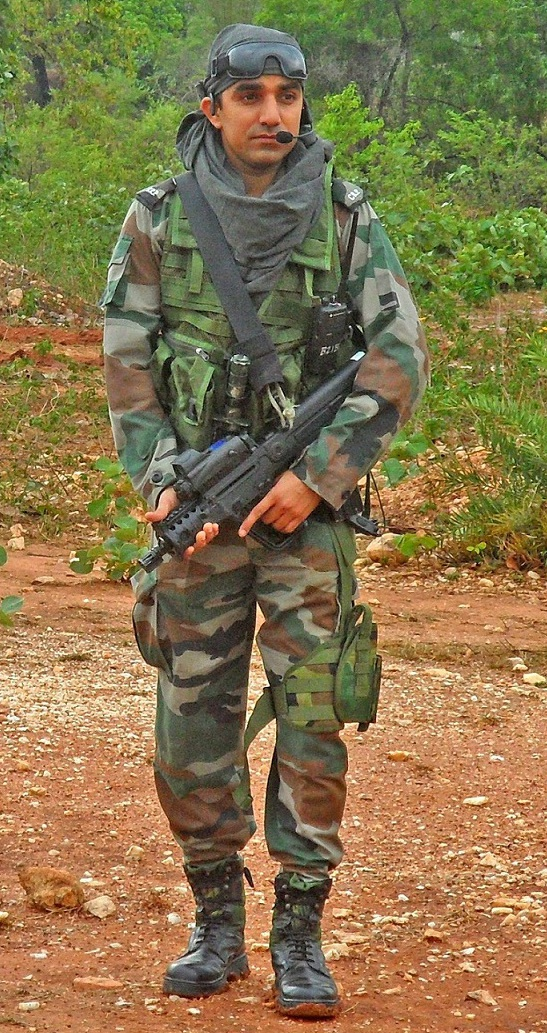
An Indian قوة الشرطة الاحتياطية المركزية officer with X95

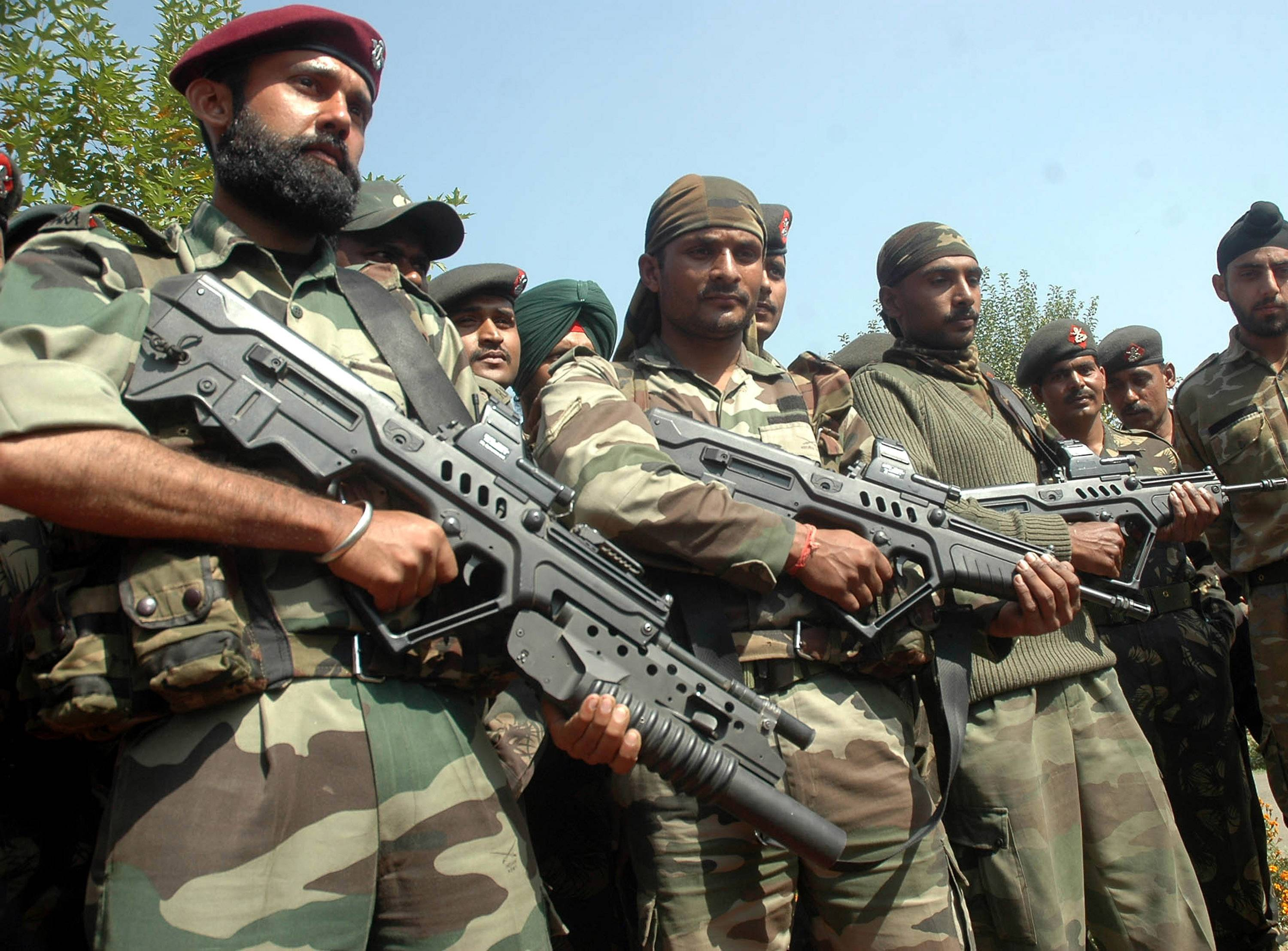
Tavor used by Para commandos of the الجيش الهندي

| السلاح الناري       | النوع             | عيار             | في الخدمة               |
| ------------------- | ----------------- | ---------------- | ----------------------- |
| Lee Enfield         | بندقية يدوية      | .303 British     | 1947-1963               |
| إف إن فال           | بندقية نصف آلية   | 7.62×51 ملم ناتو | 1963-1998               |
| Ishapore 2A/2A1 ‏    | Bolt action       | 7.62×51mm        | متقاعد                  |
| بندقية إيناس        | إطلاق نار انتقائي | 5.56x45مم ناتو   | 1998–إلى الوقت الحاضر   |
| تافور               | إطلاق نار انتقائي | 5.56x45مم ناتو   | ?? - إلى الوقت الحاضر   |
| بندقية إم-4 القصيرة | إطلاق نار انتقائي | 5.56x45مم ناتو   |                         |
| إيه كيه إم          | SA/FA             | 7.62×39 ملم      | 1980 - إلى الوقت الحاضر |

### اندونيسيا

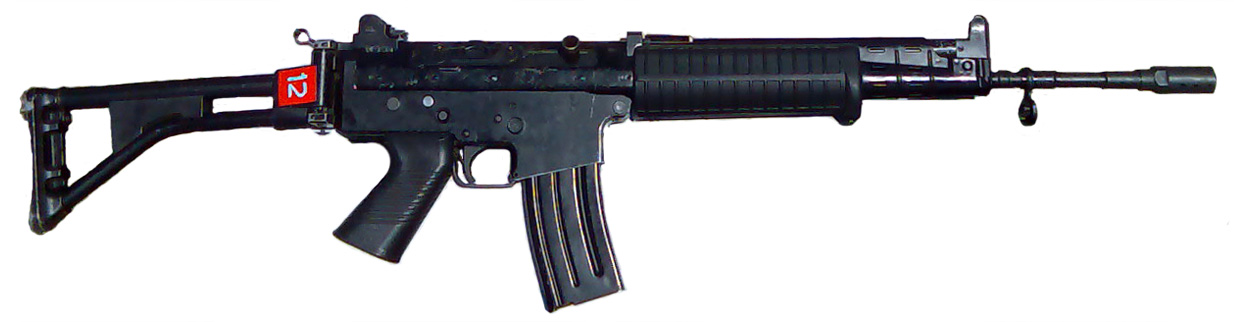
Pindad SS1-V1

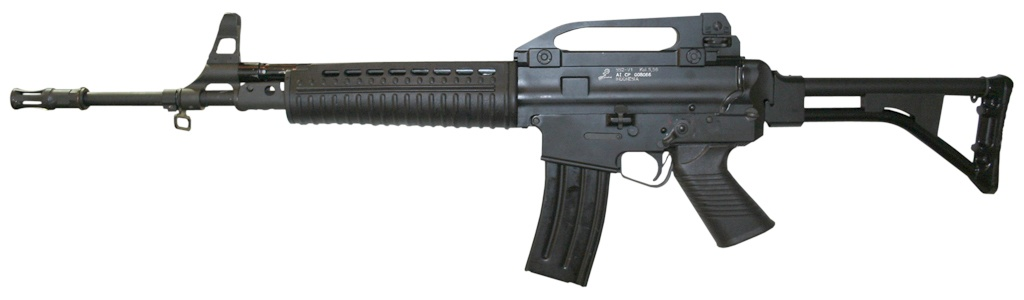
Pindad SS2-V1

| السلاح الناري    | النوع             | عيار                              | في الخدمة              |
| ---------------- | ----------------- | --------------------------------- | ---------------------- |
| أريساكا (بندقية) | بندقية يدوية      | 6.5×50mm Arisaka 7.7×58mm Arisaka | 1940s-1950s            |
| إم 1 (بندقية)    | بندقية نصف آلية   | .30-06 Springfield                | 1945-middle 1970s      |
| جي 3             | إطلاق نار انتقائي | 7.62×51 ملم ناتو                  | 1961–إلى الوقت الحاضر  |
| بندقية إم 16     | إطلاق نار انتقائي | 5.56x45مم ناتو                    | 1980s-إلى الوقت الحاضر |
| Pindad SS1       | إطلاق نار انتقائي | 5.56x45مم ناتو                    | 1991–إلى الوقت الحاضر  |
| Pindad SS2       | إطلاق نار انتقائي | 5.56×45mm NATO                    | 2006–إلى الوقت الحاضر  |

### إيران
| السلاح الناري | النوع             | عيار             | في الخدمة              |
| ------------- | ----------------- | ---------------- | ---------------------- |
| Mauser 98     | بندقية يدوية      | 7.92×57mm Mauser | 1900s-1950s            |
| برنو          | بندقية يدوية      | 7.92×57mm Mauser | 1929-1960s             |
| إم 1 (بندقية) | بندقية نصف آلية   | 30-06            | 1950s-1990             |
| جي 3          | إطلاق نار انتقائي | 7.62×51 ملم ناتو | 1970s-إلى الوقت الحاضر |
| إيه كيه-103   | إطلاق نار انتقائي | 7.62×39mm        | 1991–إلى الوقت الحاضر  |

### العراق

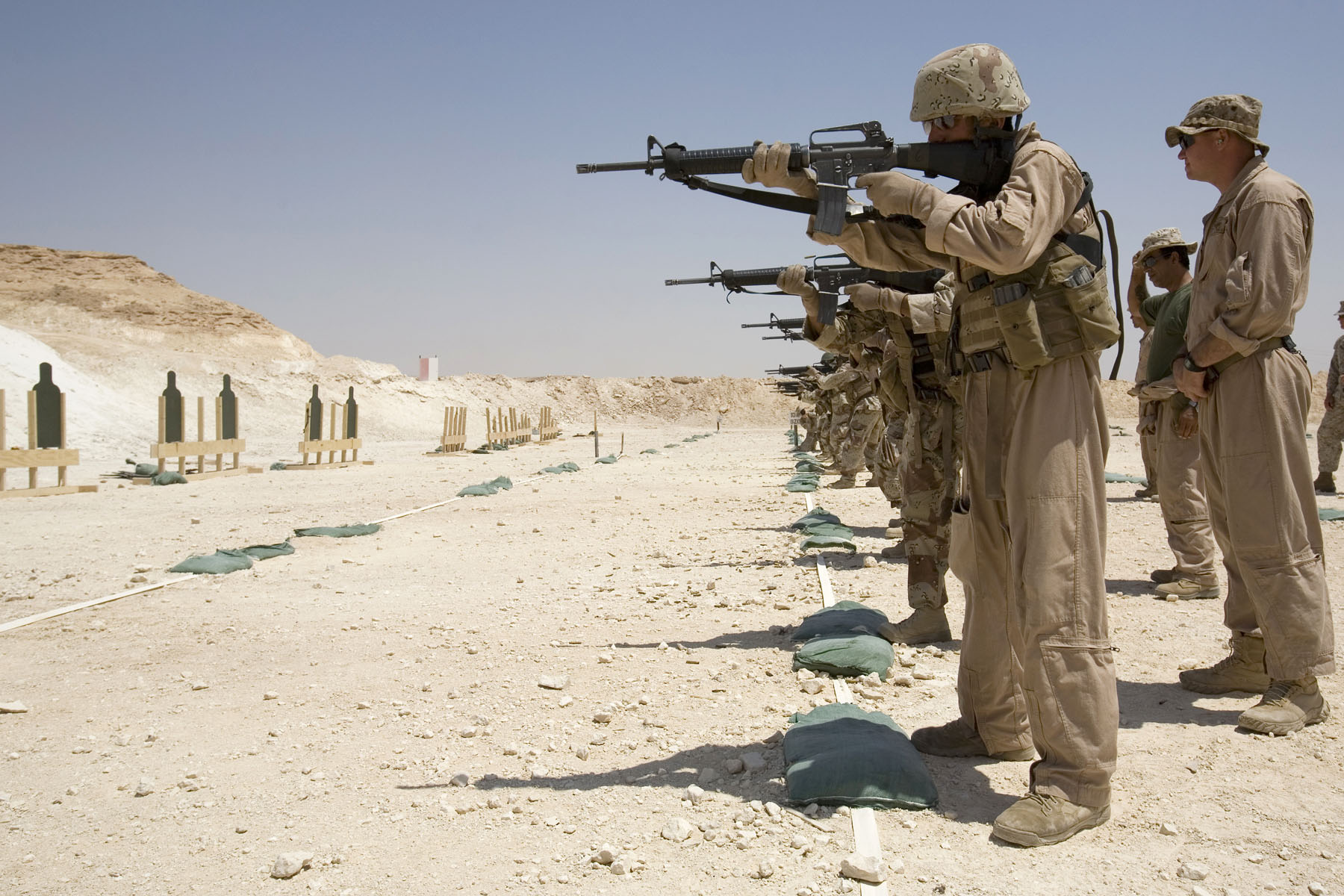
القوة البرية العراقية soldiers fire the M16A2 assault rifle with instruction from قوات مشاة بحرية الولايات المتحدة

| السلاح الناري | النوع             | عيار           | في الخدمة              |
| ------------- | ----------------- | -------------- | ---------------------- |
| Lee–Enfield   | بندقية يدوية      | .303 British   | 1930s-1950s            |
| إيه كيه-47    | إطلاق نار انتقائي | 7.62×39 ملم    | 1950s-إلى الوقت الحاضر |
| بندقية إم 16  | إطلاق نار انتقائي | 5.56x45مم ناتو | 2007–إلى الوقت الحاضر  |

### أيرلندا
| السلاح الناري | النوع             | عيار             | في الخدمة             |
| ------------- | ----------------- | ---------------- | --------------------- |
| Lee–Enfield   | بندقية يدوية      | .303 SAA Ball ‏   | 1924-1961             |
| إف إن فال     | إطلاق نار انتقائي | 7.62×51 ملم ناتو | 1961-1989             |
| شتاير أوج     | إطلاق نار انتقائي | 5.56x45مم ناتو   | 1989–إلى الوقت الحاضر |

### إسرائيل

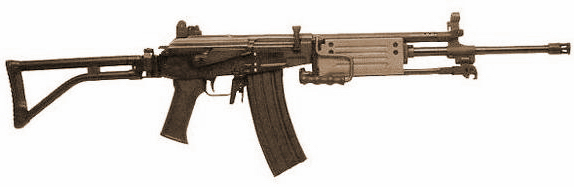
IMI Galil

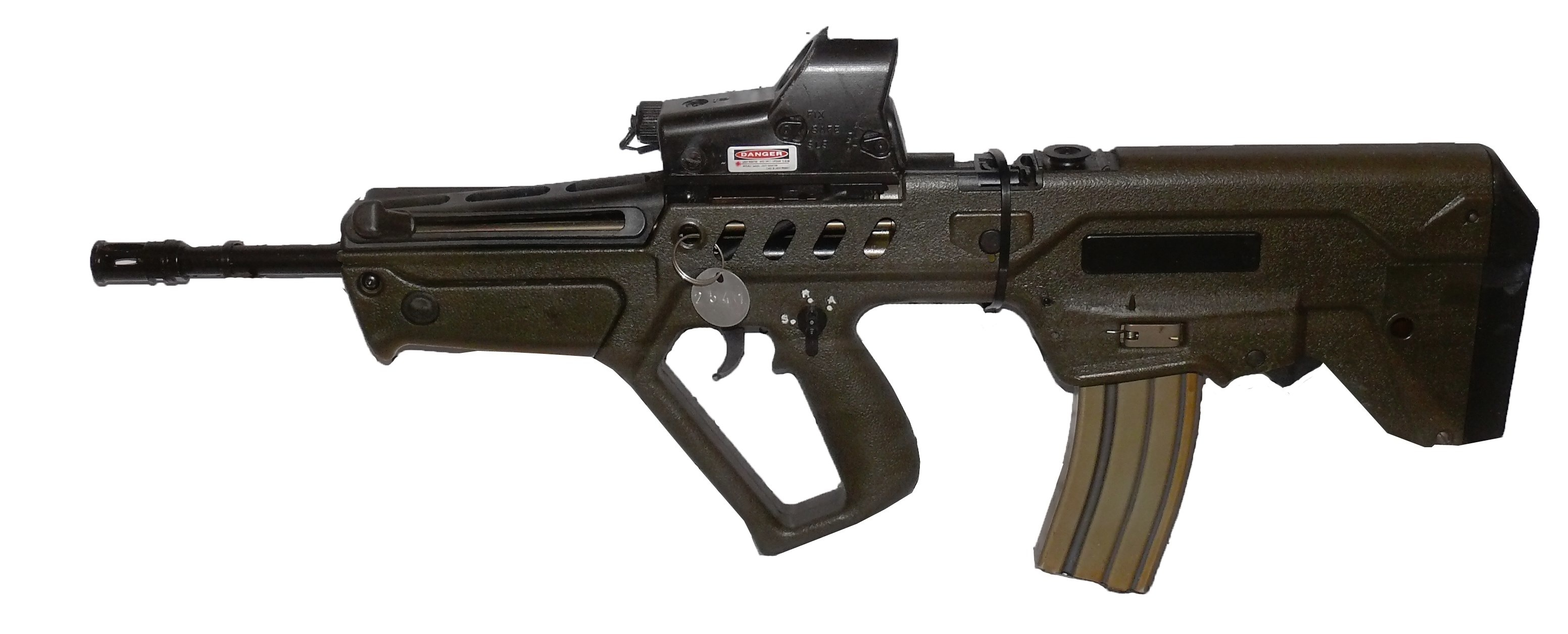
IMI Tavor TAR-21

| السلاح الناري         | النوع             | عيار             | في الخدمة                                                                            |
| --------------------- | ----------------- | ---------------- | ------------------------------------------------------------------------------------ |
| Lee–Enfield No 4      | بندقية يدوية      | .303 British     | 1948-1958                                                                            |
| كيرباينر 98ك (بندقية) | Bolt-action       | 7.62×51 ملم ناتو | 1948-1974                                                                            |
| إف إن فال             | إطلاق نار انتقائي | 7.62×51 ملم ناتو | 1960s-1981                                                                           |
| بندقية إم 16          | إطلاق نار انتقائي | 5.56x45مم ناتو   | 1973–إلى الوقت الحاضر                                                                |
| إم آي إم غاليل        | إطلاق نار انتقائي | 5.56×45mm NATO   | 1974–إلى الوقت الحاضر                                                                |
| تافور                 | إطلاق نار انتقائي | 5.56×45mm NATO   | 2005–2009                                                                            |
| تافور                 | إطلاق نار انتقائي | 5.56×45mm NATO   | 2009–إلى الوقت الحاضر - Now standard issue weapon to all active IDF combat personnel |

### إيطاليا

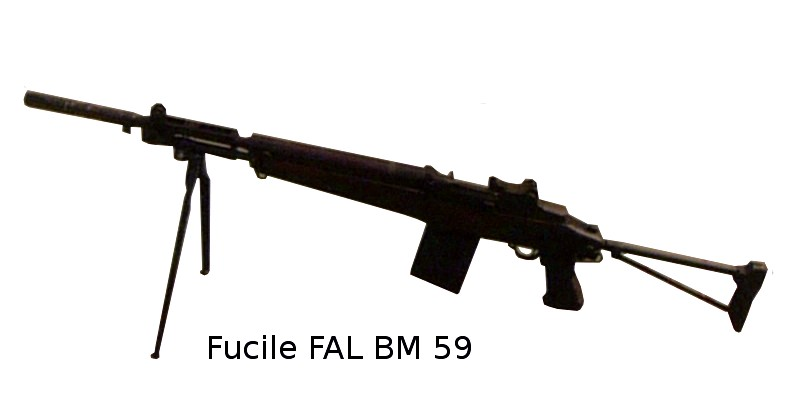
Beretta BM-59

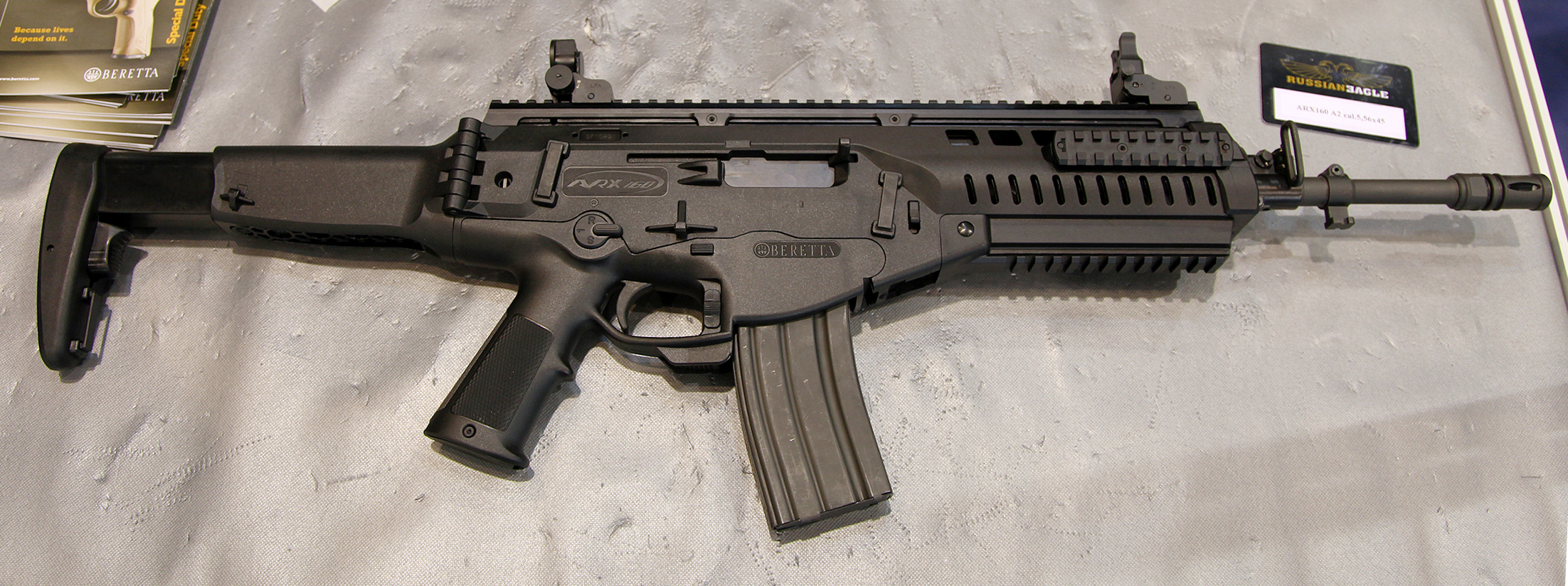
Beretta ARX-160A2

| السلاح الناري          | النوع             | عيار                        | في الخدمة             |
| ---------------------- | ----------------- | --------------------------- | --------------------- |
| M1870 Italian Vetterli | بندقية يدوية      | 10.4mm Vetterli             | 1870-1878             |
| Vetterli Vitali        | Bolt action       | 10.4mm Vetterli             | 1878-1892             |
| كاركانو                | Bolt action       | 6.5×52mm Mannlicher–Carcano | 1892-1945             |
| إم 1 (بندقية)          | بندقية نصف آلية   | .30-06 Springfield          | 1950-1970             |
| Beretta BM-59          | إطلاق نار انتقائي | 7.62×51 ملم ناتو            | 1959-1990             |
| Beretta AR70/90        | إطلاق نار انتقائي | 5.56x45مم ناتو              | 1990–إلى الوقت الحاضر |
| Beretta ARX-160        | إطلاق نار انتقائي | 5.56x45مم ناتو              | 2008–إلى الوقت الحاضر |

### جامايكا
| السلاح الناري | النوع             | عيار             | في الخدمة               |
| ------------- | ----------------- | ---------------- | ----------------------- |
| L1A1 SLR      | بندقية نصف آلية   | 7.62×51 ملم ناتو | 1957–إلى الوقت الحاضر   |
| بندقية إم 16  | إطلاق نار انتقائي | 5.56x45مم ناتو   | 1980s?-إلى الوقت الحاضر |
| بندقية L85A1  | إطلاق نار انتقائي | 5.56x45مم ناتو   | 1992–إلى الوقت الحاضر   |

### اليابان

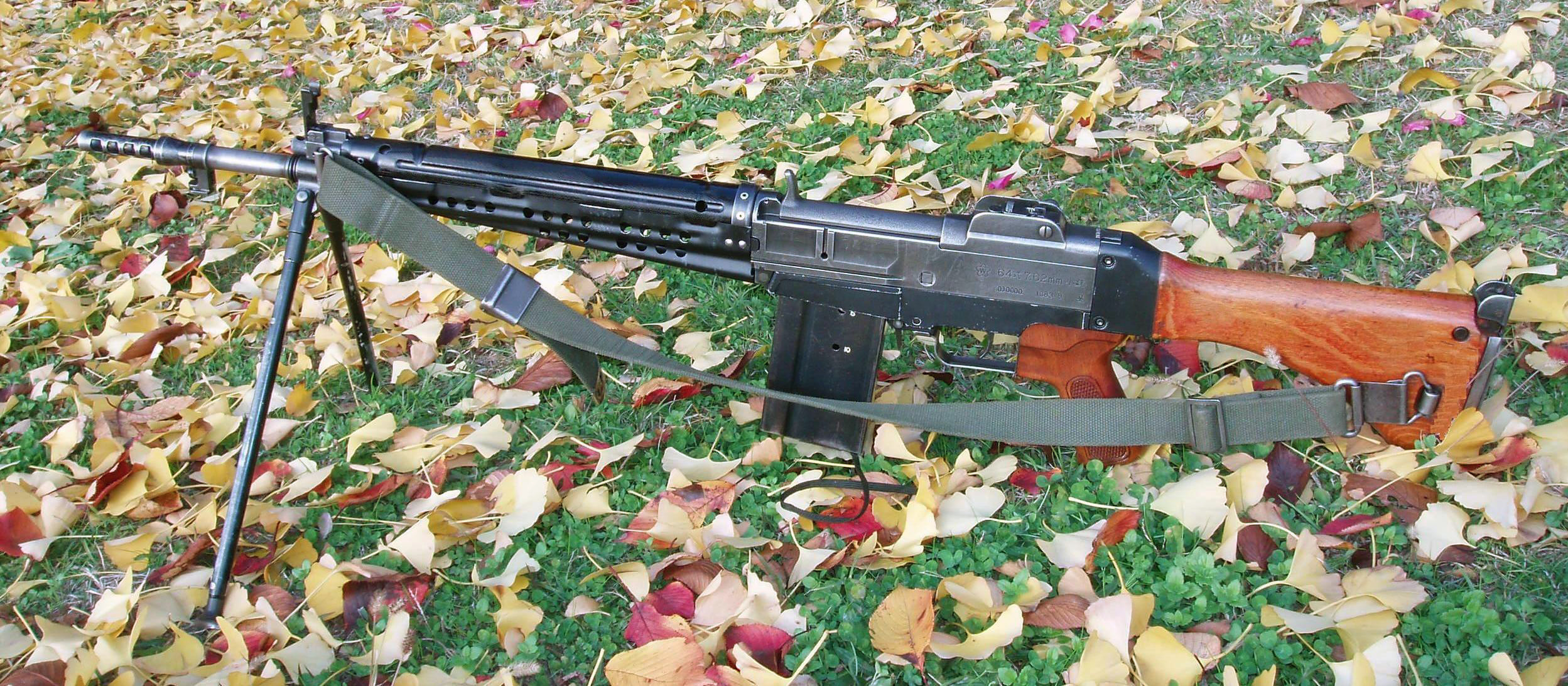
Howa Type 64

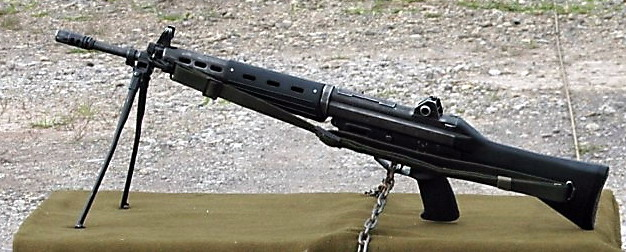
Howa Type 89

| السلاح الناري        | النوع             | عيار               | في الخدمة             |
| -------------------- | ----------------- | ------------------ | --------------------- |
| Snider–Enfield       | Breech-loading    | .577 Snider        | 1868-1880             |
| بندقية موراتا        | بندقية يدوية      | 11×60mmR Murata    | 1880-1905             |
| البندقية طراز 30     | Bolt action       | 6.5×50mm Arisaka   | 1897-1905             |
| تايب 38 (بندقية)     | Bolt-action       | 6.5×50mm Arisaka   | 1905-1945             |
| Arisaka Type 99 ‏     | Bolt-action       | 7.7×58mm Arisaka   | 1939-1945             |
| إم 1 (بندقية)        | بندقية نصف آلية   | .30-06 Springfield | 1954-1964             |
| Howa Type 64         | إطلاق نار انتقائي | 7.62×51 ملم ناتو   | 1964–إلى الوقت الحاضر |
| البندقية هووا نوع 89 | إطلاق نار انتقائي | 5.56x45مم ناتو     | 1989–إلى الوقت الحاضر |

### كوريا

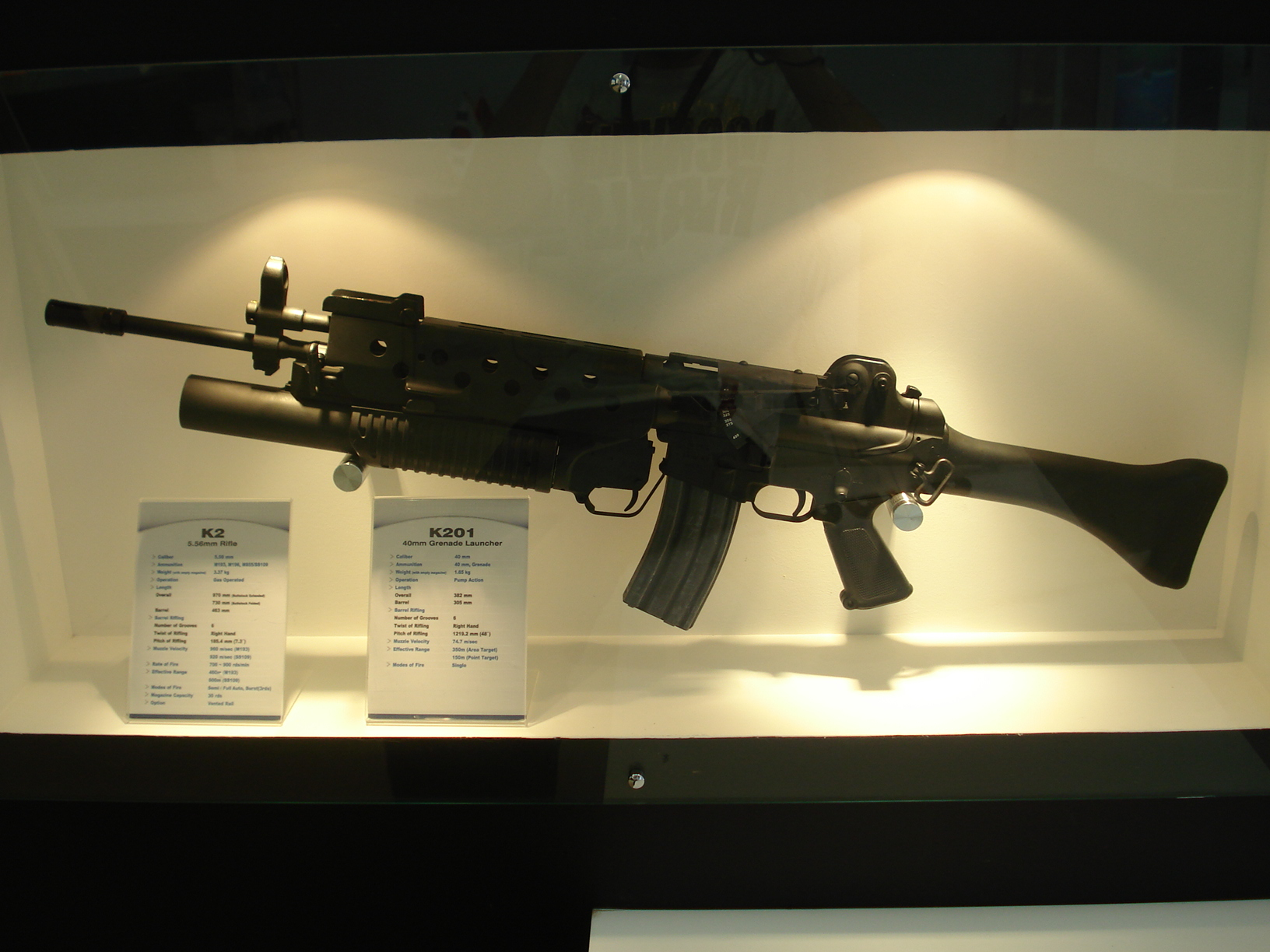
Daewoo Precision Industries K2 with K201 grenade launcher

| السلاح الناري                                                 | النوع                   | عيار                    | في الخدمة               | ملاحظات                                                                          |
| مملكة جوسون (1392-1897)                                       | مملكة جوسون (1392-1897) | مملكة جوسون (1392-1897) | مملكة جوسون (1392-1897) | مملكة جوسون (1392-1897)                                                          |
| ------------------------------------------------------------- | ----------------------- | ----------------------- | ----------------------- | -------------------------------------------------------------------------------- |
| بندقية موراتا                                                 | بندقية يدوية            | 11×60mm R Murata        | 1881-1897               |                                                                                  |
| Enfield Pattern 1853                                          | كبسولة القدح            | .577 Ball               | 1882-1897               |                                                                                  |
| Remington Rolling Block ‏                                      | Rolling block           | .50-70 Government       | 1884-1897               |                                                                                  |
| الإمبراطورية الكورية (1897-1910)                              |                         |                         |                         |                                                                                  |
| Berdan II ‏                                                    | بندقية يدوية            | 10.75×58mm              | 1897-1907               | من قبل الجيش النظامي                                                             |
| Mauser Model 1871                                             | Bolt action             | 11×60mm Mauser          | 1897-1907               | من قبل قوات النخبة                                                               |
| الجمهورية الشعبية الديمقراطية الكورية (1948–إلى الوقت الحاضر) |                         |                         |                         |                                                                                  |
| موسين                                                         | بندقية يدوية            | 7.62×54 ملم ر           | 1948-1960s              | مستخدمة حاليا من قبل قوات الاحتياط                                               |
| موسين                                                         | Bolt-action             | 7.62×54mmR              | 1948-1960s              | مستخدمة حاليا من قبل قوات الاحتياط                                               |
| إس كيه إس                                                     | بندقية نصف آلية         | 7.62×39 ملم             | 1948-1970s?             | مستخدمة حاليا من قبل قوات الاحتياط                                               |
| موسين                                                         | Bolt-action             | 7.62×54mmR              | 1950s-1960s             | النسخة المنتجة محليا من Mosin–Nagant M1891/30 مستخدمة حاليا من قبل قوات الاحتياط |
| موسين                                                         | Bolt-action             | 7.62×54mmR              | 1953-1960s              | النسخة المنتجة محليا من Mosin–Nagant M1944 مستخدمة حاليا من قبل قوات الاحتياط    |
| إس كيه إس                                                     | بندقية نصف آلية         | 7.62×39mm               | 1963-1970s?             | النسخة المنتجة محليا من SKS مستخدمة حاليا من قبل قوات الاحتياط                   |
| إيه كيه-47                                                    | إطلاق نار انتقائي       | 7.62×39mm               | 1958–إلى الوقت الحاضر   | النسخة المنتجة محليا من AK-47                                                    |
| إيه كيه إم                                                    | إطلاق نار انتقائي       | 7.62×39mm               | 1968–إلى الوقت الحاضر   | النسخة المنتجة محليا من AKM                                                      |
| إيه كيه-74                                                    | إطلاق نار انتقائي       | 5.45×39mm               | 1988–إلى الوقت الحاضر   | النسخة المنتجة محليا من AK-74                                                    |
| جمهورية كوريا (1948–إلى الوقت الحاضر)                         |                         |                         |                         |                                                                                  |
| إم 1 (بندقية)                                                 | بندقية نصف آلية         | .30-06 Springfield      | 1948-1978               |                                                                                  |
| إم 1 كاربين                                                   | بندقية نصف آلية         | .30 Carbine             | 1948-1978               |                                                                                  |
| بندقية إم 16                                                  | إطلاق نار انتقائي       | ريمينغتون .223          | 1968–2017 (scheduled)   | Colt Model 603K; تنتج بموجب ترخيص من قبل شركة دايو للصناعات الدقيقة ‏             |
| دايو للصناعات الدقيقة K1A                                     | إطلاق نار انتقائي       | ريمينغتون .223          | 1981–إلى الوقت الحاضر   | بندقية هجومية قياسية                                                             |
| دايو للصناعات الدقيقة K2                                      | إطلاق نار انتقائي       | 5.56x45مم ناتو          | 1984–إلى الوقت الحاضر   | بندقية هجومية قياسية                                                             |
| S&T Motiv K2C1                                                | إطلاق نار انتقائي       | 5.56x45مم ناتو          | 2016–إلى الوقت الحاضر   | بندقية هجومية قياسية                                                             |

### لبنان
| السلاح الناري       | النوع             | عيار             | في الخدمة              |
| ------------------- | ----------------- | ---------------- | ---------------------- |
| MAS-49 rifle        | بندقية نصف آلية   | 7.5×54mm French  | 1940s-1950s            |
| إف إن فال           | إطلاق نار انتقائي | 7.62×51 ملم ناتو | 1950s-1990s            |
| بندقية إم 16        | إطلاق نار انتقائي | 5.56x45مم ناتو   | 1970s–إلى الوقت الحاضر |
| بندقية إم-4 القصيرة | إطلاق نار انتقائي | 5.56x45مم ناتو   | 2008–إلى الوقت الحاضر  |

### ليبيريا
| السلاح الناري | النوع             | عيار             | في الخدمة              |
| ------------- | ----------------- | ---------------- | ---------------------- |
| إم 1 كاربين   | بندقية نصف آلية   | 7.62×51 ملم ناتو | 19??s-1990s            |
| إف إن فال     | إطلاق نار انتقائي | 7.62×51 ملم ناتو | 19??s-1990s            |
| بندقية إم 16  | إطلاق نار انتقائي | 5.56x45مم ناتو   | 19??s–إلى الوقت الحاضر |
| إيه كيه-47    | إطلاق نار انتقائي | 7.62×39 ملم      | 1990s–إلى الوقت الحاضر |

### ليبيا
| السلاح الناري | النوع             | عيار             | في الخدمة |
| ------------- | ----------------- | ---------------- | --------- |
| إف إن فال     | إطلاق نار انتقائي | 7.62×51 ملم ناتو | 19??－    |
| إيه كيه-47    | إطلاق نار انتقائي | 7.62×39 ملم      | 19??–     |

### لوكسمبورغ[4]
| السلاح الناري         | النوع             | عيار               | في الخدمة             |
| --------------------- | ----------------- | ------------------ | --------------------- |
| Mauser M98            | بندقية يدوية      | 7.92×57mm Mauser   | 1898-1940             |
| كيرباينر 98ك (بندقية) | بندقية يدوية      | 7.92×57mm Mauser   | 1945                  |
| Ross rifle            | Bolt action       | .303 British       | 1945                  |
| Pattern 1914 Enfield  | Bolt action       | .303 British       | 1945                  |
| Lee–Enfield           | Bolt action       | .303 British       | 1945-1952             |
| FN Model 1949         | بندقية نصف آلية   | .30-06 Springfield | 1951-1963             |
| إف إن فال             | إطلاق نار انتقائي | 7.62×51 ملم ناتو   | 1963-1996             |
| شتاير أوج             | إطلاق نار انتقائي | 5.56x45مم ناتو     | 1996–إلى الوقت الحاضر |

### ماليزيا

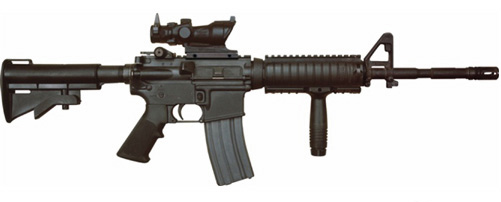
M4 carbine

| السلاح الناري       | النوع             | عيار             | في الخدمة              |
| ------------------- | ----------------- | ---------------- | ---------------------- |
| L1A1 SLR            | بندقية نصف آلية   | 7.62×51 ملم ناتو | 1969–إلى الوقت الحاضر  |
| بندقية إم 16        | إطلاق نار انتقائي | 5.56x45مم ناتو   | 1973–إلى الوقت الحاضر  |
| شتاير أوج           | إطلاق نار انتقائي | 5.56x45مم ناتو   | 1990s–إلى الوقت الحاضر |
| بندقية إم-4 القصيرة | إطلاق نار انتقائي | 5.56x45مم ناتو   | 2007–إلى الوقت الحاضر  |
| هكلر آند كوخ HK33   | إطلاق نار انتقائي | 5.56x45مم ناتو   | 2012–إلى الوقت الحاضر  |

### المكسيك

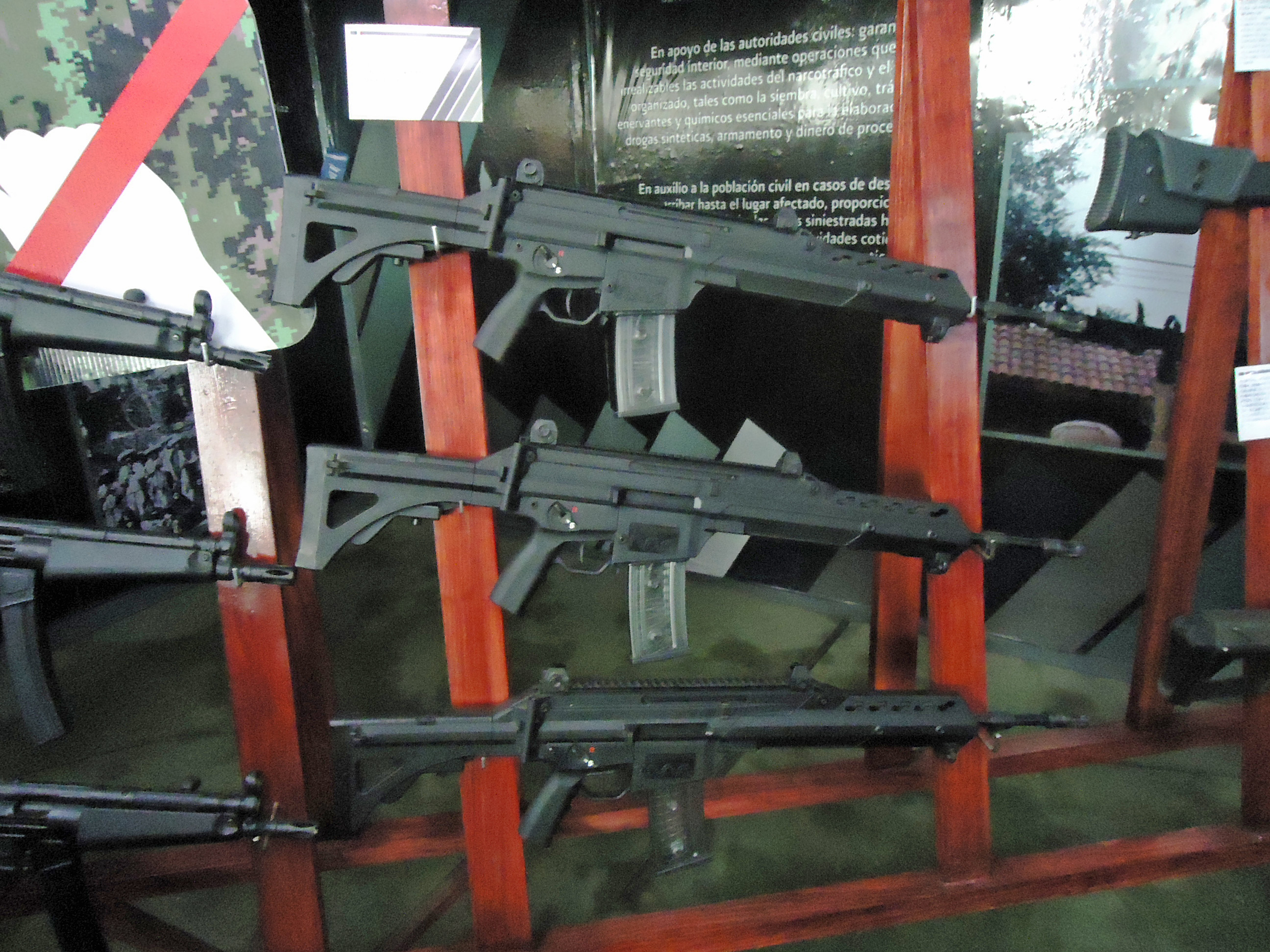
FX-05 Xiuhcoatl

| السلاح الناري                       | النوع             | عيار               | في الخدمة                                                  |
| ----------------------------------- | ----------------- | ------------------ | ---------------------------------------------------------- |
| Springfield Model 1873              | بندقية مغلاقية    | .45-70             | 1873-1890s                                                 |
| Winchester Model 1895               | Lever Action      | .30-06             | 1895-1920s                                                 |
| ماوزر FMM 1895                      | بندقية يدوية      | 7×57mm Mauser      | 1895-1902                                                  |
| Mauser 1898 FMM 1902/07/10/12/24/36 | Bolt action       | 7×57mm Mauser      | 1902-1954                                                  |
| Mauser 1898 FMM 1954                | Bolt action       | .30-06 Springfield | 1954-?                                                     |
| إف إن فال                           | إطلاق نار انتقائي | 7.62×51 ملم ناتو   | 1963-1978                                                  |
| جي 3                                | إطلاق نار انتقائي | 7.62×51 ملم ناتو   | 1965–إلى الوقت الحاضر (Slowly Replaced by FX-05 Xiuhcoatl) |
| بندقية إم 16                        | إطلاق نار انتقائي | 5.56x45مم ناتو     | 1971–إلى الوقت الحاضر                                      |
| هكلر آند كوخ جي36                   | إطلاق نار انتقائي | 5.56×45mm NATO     | 1999–إلى الوقت الحاضر                                      |
| FX-05 Xiuhcoatl                     | إطلاق نار انتقائي | 5.56×45mm NATO     | 2006–إلى الوقت الحاضر                                      |

### ميانمار

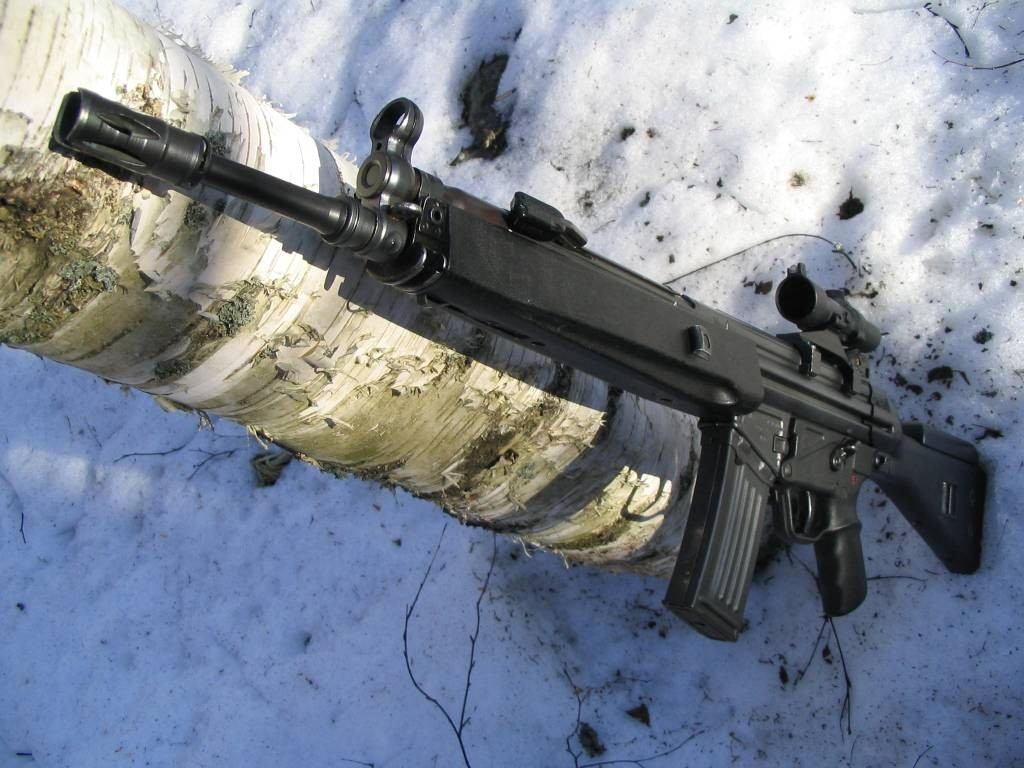
HK33

| السلاح الناري     | النوع             | عيار             | في الخدمة             |
| ----------------- | ----------------- | ---------------- | --------------------- |
| جي 3              | إطلاق نار انتقائي | 7.62×51 ملم ناتو | 1967–إلى الوقت الحاضر |
| هكلر آند كوخ HK33 | إطلاق نار انتقائي | 5.56x45مم ناتو   | 1989–إلى الوقت الحاضر |

### هولندا

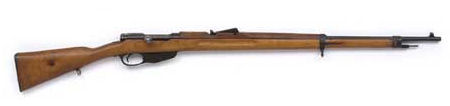
Dutch Mannlicher M.95

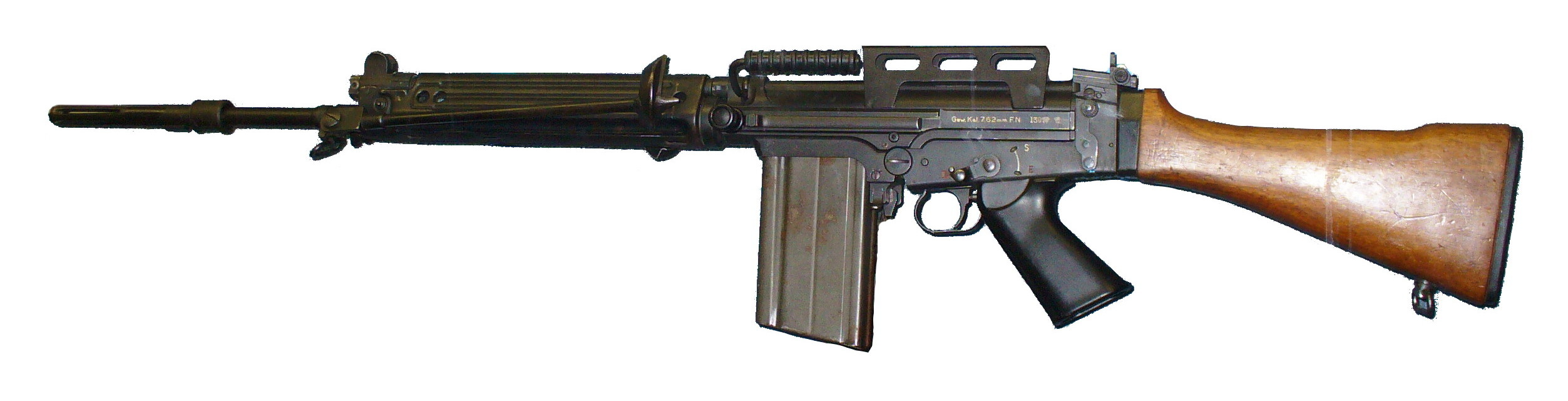
FN FAL

| السلاح الناري                 | النوع             | عيار               | في الخدمة             |
| ----------------------------- | ----------------- | ------------------ | --------------------- |
| Dutch Snider                  | بندقية مغلاقية    | 17.5×29Rmm         | 1867-1871             |
| Dutch Beaumont M71            | بندقية يدوية      | 11.3×50Rmm         | 1871-1888             |
| Dutch Beaumont-Vital M1871/88 | بندقية يدوية      | 11.3×52Rmm         | 1888-1895             |
| Dutch Mannlicher              | بندقية يدوية      | 6.5×53mmR          | 1895-1945             |
| Lee–Enfield No. 4             | بندقية يدوية      | .303 British       | 1945-1954             |
| إم 1 (بندقية)                 | بندقية نصف آلية   | .30-06 Springfield | 1945-1961             |
| إف إن فال                     | بندقية نصف آلية   | 7.62×51 ملم ناتو   | 1961-1995             |
| Diemaco C7                    | إطلاق نار انتقائي | 5.56x45مم ناتو     | 1995–إلى الوقت الحاضر |
| Diemaco C8                    | إطلاق نار انتقائي | 5.56×45mm NATO     | 1995–إلى الوقت الحاضر |

### نيوزيلندا
| السلاح الناري | النوع             | عيار             | في الخدمة              |
| ------------- | ----------------- | ---------------- | ---------------------- |
| Lee–Enfield   | بندقية يدوية      | .303 SAA Ball ‏   | 1900s-1950s            |
| L1A1 SLR      | بندقية نصف آلية   | 7.62×51 ملم ناتو | 1950s-1980s            |
| شتاير أوج     | إطلاق نار انتقائي | 5.56x45مم ناتو   | 1980s-إلى الوقت الحاضر |

### النرويج

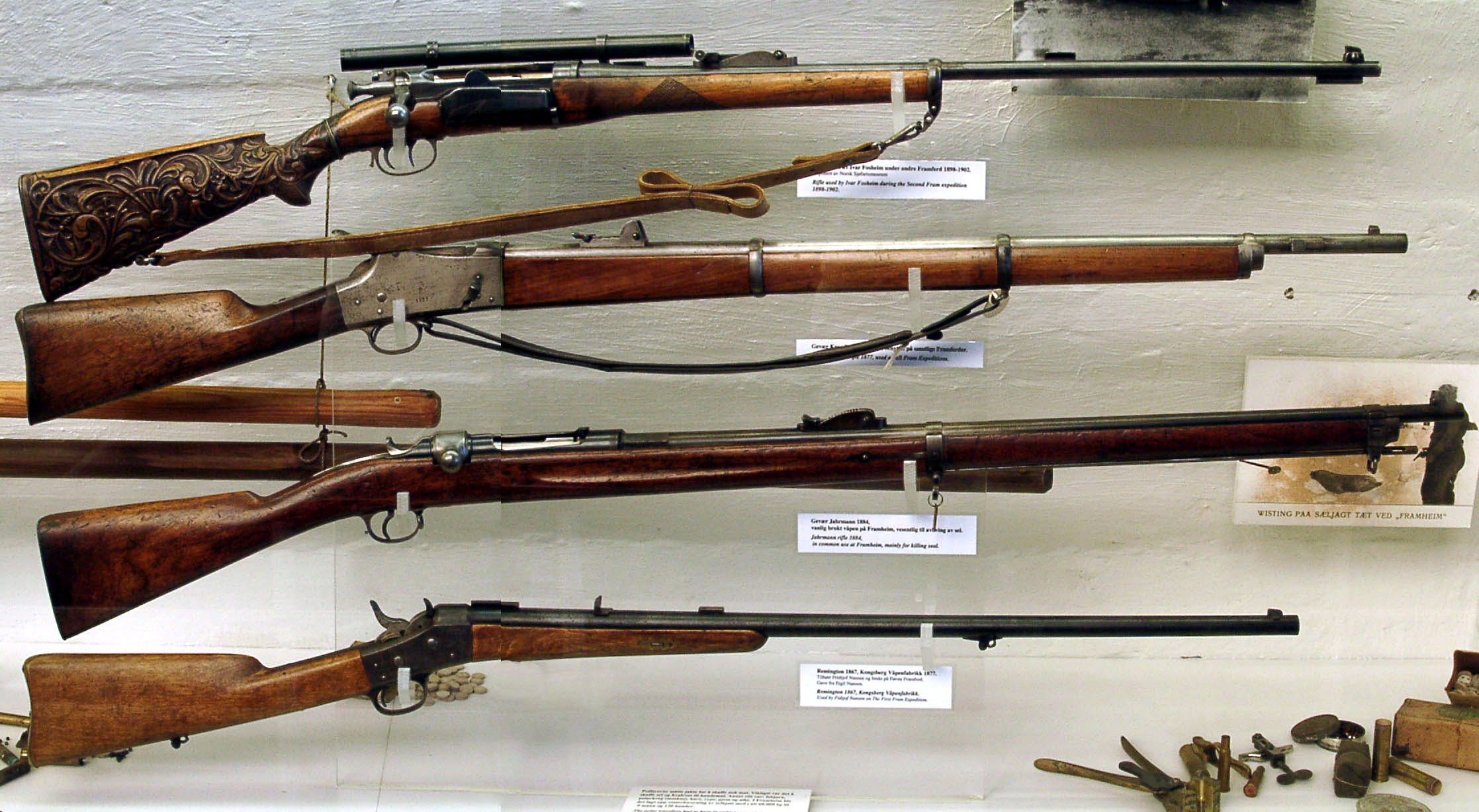
A collection of Norwegian rifles from the Fram museum. Showing from the top:Krag–Jørgensen (civilian M1894 with carved stock), Krag–Petersson, Jarmann M1884, Remington M1867

| السلاح الناري         | النوع             | عيار                                                         | في الخدمة                                             |
| --------------------- | ----------------- | ------------------------------------------------------------ | ----------------------------------------------------- |
| Remington M1867       | Rolling block     | 12.17×42mm RF                                                | 1867-1895                                             |
| Jarmann M1884         | بندقية يدوية      | 10.15×61mmR                                                  | 1884-1900                                             |
| Krag–Jørgensen M1894  | Bolt-action       | 6.5×55mm                                                     | 1894-1945                                             |
| Lee–Enfield No 4      | Bolt-action       | .303 British                                                 | 1940-1952                                             |
| كيرباينر 98ك (بندقية) | Bolt-action       | 7.92×57mm Mauser (Navy)/.30-06 Springfield (Army, Air Force) | 1945-1968                                             |
| إم 1 (بندقية)         | بندقية نصف آلية   | .30-06 Springfield                                           | 1952–إلى الوقت الحاضر (limited use for drill/display) |
| إم 1 كاربين           | بندقية نصف آلية   | .30 Carbine                                                  | 1952-1970 (used by police until early 90s)            |
| جي 3                  | إطلاق نار انتقائي | 7.62×51 ملم ناتو                                             | 1964-2016                                             |
| هكلر آند كوخ HK416    | إطلاق نار انتقائي | 5.56x45مم ناتو                                               | 2008–إلى الوقت الحاضر                                 |

### باكستان
| السلاح الناري | النوع             | عيار             | في الخدمة             |
| ------------- | ----------------- | ---------------- | --------------------- |
| جي 3          | إطلاق نار انتقائي | 7.62×51 ملم ناتو | 1967–إلى الوقت الحاضر |

### بيرو
| السلاح الناري | النوع             | عيار             | في الخدمة              |
| ------------- | ----------------- | ---------------- | ---------------------- |
| إيه كيه إم    | إطلاق نار انتقائي | 7.62×39 ملم      | 1970s-إلى الوقت الحاضر |
| إف إن فال     | إطلاق نار انتقائي | 7.62×51 ملم ناتو | 1960s-إلى الوقت الحاضر |

### الفلبين

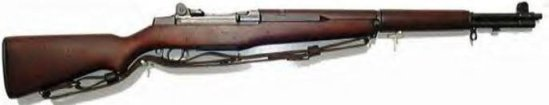
M1 Garand

| السلاح الناري       | النوع             | عيار                | في الخدمة              |
| ------------------- | ----------------- | ------------------- | ---------------------- |
| M1903 Springfield   | بندقية يدوية      | .30-03 Springfield ‏ | 1906-1951              |
| M1917 Enfield       | Bolt Action       | .30-06 Springfield  | 1920s-1960s            |
| إم 1 (بندقية)       | بندقية نصف آلية   | .30-06 Springfield  | 1951–1970s             |
| بندقية إم 16        | إطلاق نار انتقائي | 5.56x45مم ناتو      | 1970s-إلى الوقت الحاضر |
| كار-15              | إطلاق نار انتقائي | 5.56x45مم ناتو      | 1970s-إلى الوقت الحاضر |
| بندقية إم-4 القصيرة | إطلاق نار انتقائي | 5.56x45مم ناتو      | 2014–إلى الوقت الحاضر  |

### بولندا

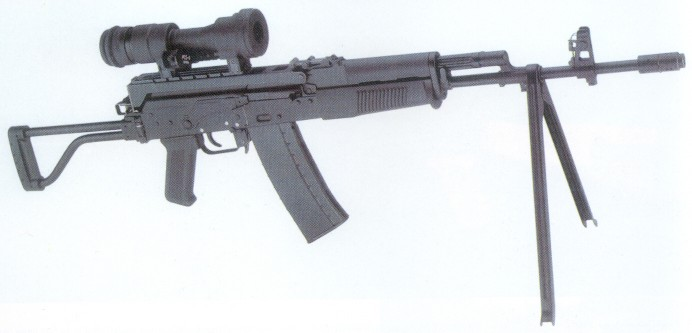
Kbs. wz. 1996 Beryl

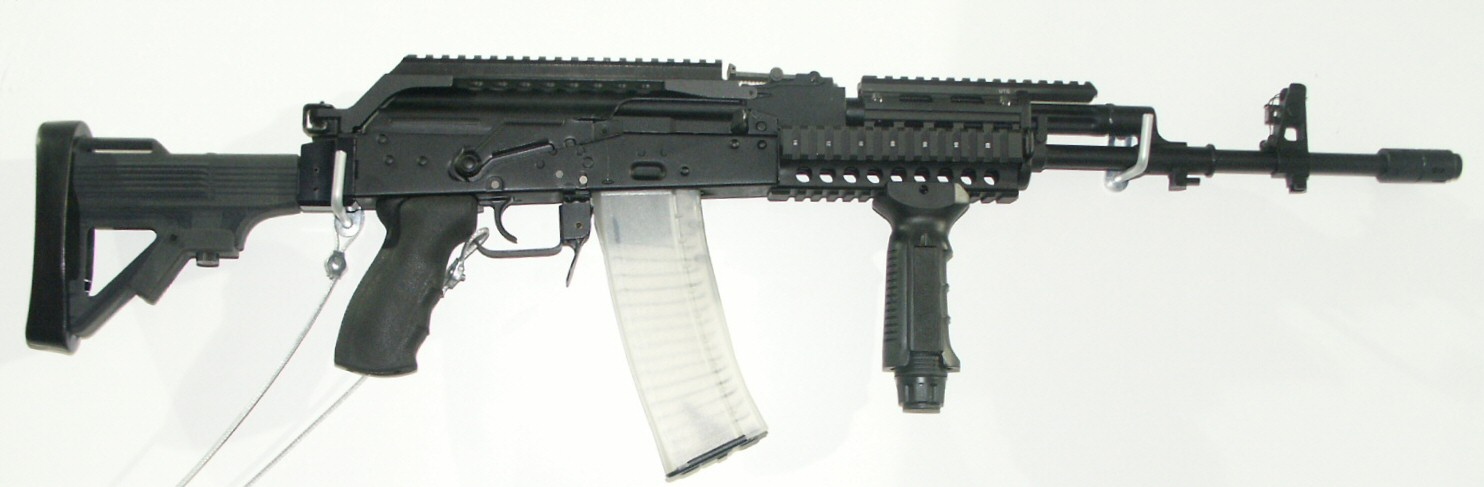
Kbs wz. 2004 Beryl

| السلاح الناري         | النوع             | عيار             | في الخدمة              | ملاحظات                                                       |
| --------------------- | ----------------- | ---------------- | ---------------------- | ------------------------------------------------------------- |
| موسين                 | بندقية يدوية      | 7.62×54 ملم ر    | 1898-1950s             | Some chambered to 7.92×57mm and used during غزو بولندا (1939) |
| كيرباينر 98ك (بندقية) | بندقية يدوية      | 7.92×57mm Mauser | 1918-1939              | produced in بولندا from 1929 as Mauser Carbine Kbk wz. 1929   |
| Lee–Enfield           | بندقية يدوية      | .303 British     | 1940–إلى الوقت الحاضر  | Used by القوات المسلحة البولندية في الغرب                     |
| إيه كيه-47            | إطلاق نار انتقائي | 7.62×39 ملم      | 1950s-إلى الوقت الحاضر |                                                               |
| إيه كيه إم            | إطلاق نار انتقائي | 7.62×39mm        | 1960s-إلى الوقت الحاضر | still used to train and reserve services                      |
| كبكج وز. 1988 تنتالوم | إطلاق نار انتقائي | 5.45×39mm        | 1989-2005              | 1000 sold to العراق                                           |
| بندقية إم-4 القصيرة   | إطلاق نار انتقائي | 5.56x45مم ناتو   | ?-?                    | GROM, also with Bushmaster M203 ‏ grenade launcher             |
| 96 Beryl ‏             | إطلاق نار انتقائي | 5.56×45mm NATO   | 1997–إلى الوقت الحاضر  | along with Mini-Beryl sub-carbine and in different variants   |
| MSBS Radom ‏           | إطلاق نار انتقائي | 5.56.45mm NATO   | 2014–إلى الوقت الحاضر  | Serial production started                                     |

### البرتغال

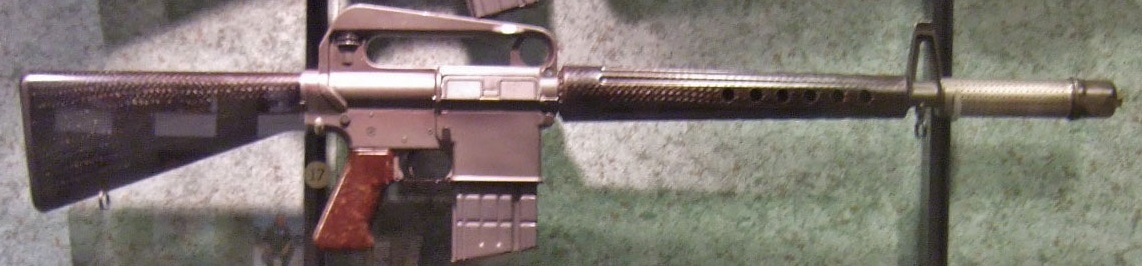
AR-10

| السلاح الناري            | النوع             | عيار               | في الخدمة                                                                                   |
| ------------------------ | ----------------- | ------------------ | ------------------------------------------------------------------------------------------- |
| Enfield m/1859           | كبسولة القدح      | 14mm Minié         | 1859-1872                                                                                   |
| Snider–Enfield m/1872    | بندقية مغلاقية    | .577 Snider        | 1872-1910 (after 1886 limited use with colonial troops)                                     |
| Kropatschek m/1886 ‏      | بندقية يدوية      | 8×60mm Guedes      | 1886-1961 (after 1904 limited use with colonial troops)                                     |
| Mauser-Vergueiro m/1904 ‏ | Bolt-action       | 6.5×58mm Vergueiro | 1904-1960s                                                                                  |
| كيرباينر 98ك (بندقية)    | Bolt-action       | 7.92×57mm Mauser   | 1937-1960s-إلى الوقت الحاضر (limited use for drill/display in the الحرس الجمهوري البرتغالي) |
| AR-10                    | إطلاق نار انتقائي | 7.62×51 ملم ناتو   | 1960-1974                                                                                   |
| جي 3                     | إطلاق نار انتقائي | 7.62×51 ملم ناتو   | 1961–إلى الوقت الحاضر                                                                       |
| إف إن فال                | إطلاق نار انتقائي | 7.62×51 ملم ناتو   | 1962-1990s                                                                                  |
| هكلر آند كوخ جي36        | إطلاق نار انتقائي | 5.56x45مم ناتو     | 2000s-إلى الوقت الحاضر                                                                      |

### رومانيا

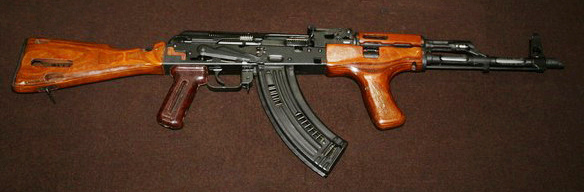
Pistol Mitralieră model 1963/1965

| السلاح الناري                 | النوع             | عيار             | في الخدمة                                       |
| ----------------------------- | ----------------- | ---------------- | ----------------------------------------------- |
| M1868 Romanian Peabody ‏       | Falling block     | .45 Romanian     | 1868-18??                                       |
| M1879 Romanian Martini–Henry ‏ | Falling block     | .45 Romanian     | 1879-18??                                       |
| Steyr-Mannlicher M1893        | بندقية يدوية      | 6.5×53mmR        | 1893-1938                                       |
| موسين                         | بندقية يدوية      | 7.62×54 ملم ر    | 1917-1960s                                      |
| برنو                          | بندقية يدوية      | 7.92×57mm Mauser | 1938-1960s                                      |
| إيه كيه-47                    | إطلاق نار انتقائي | 7.62×39 ملم      | 1950s-1963                                      |
| بي إم - إم دي. 65/63          | إطلاق نار انتقائي | 7.62×39 ملم      | 1963–إلى الوقت الحاضر (reserve since the 1990s) |
| Puşcă Automată model 1986     | إطلاق نار انتقائي | 5.45×39mm        | 1986–إلى الوقت الحاضر                           |

### روسيا والاتحاد السوفياتي

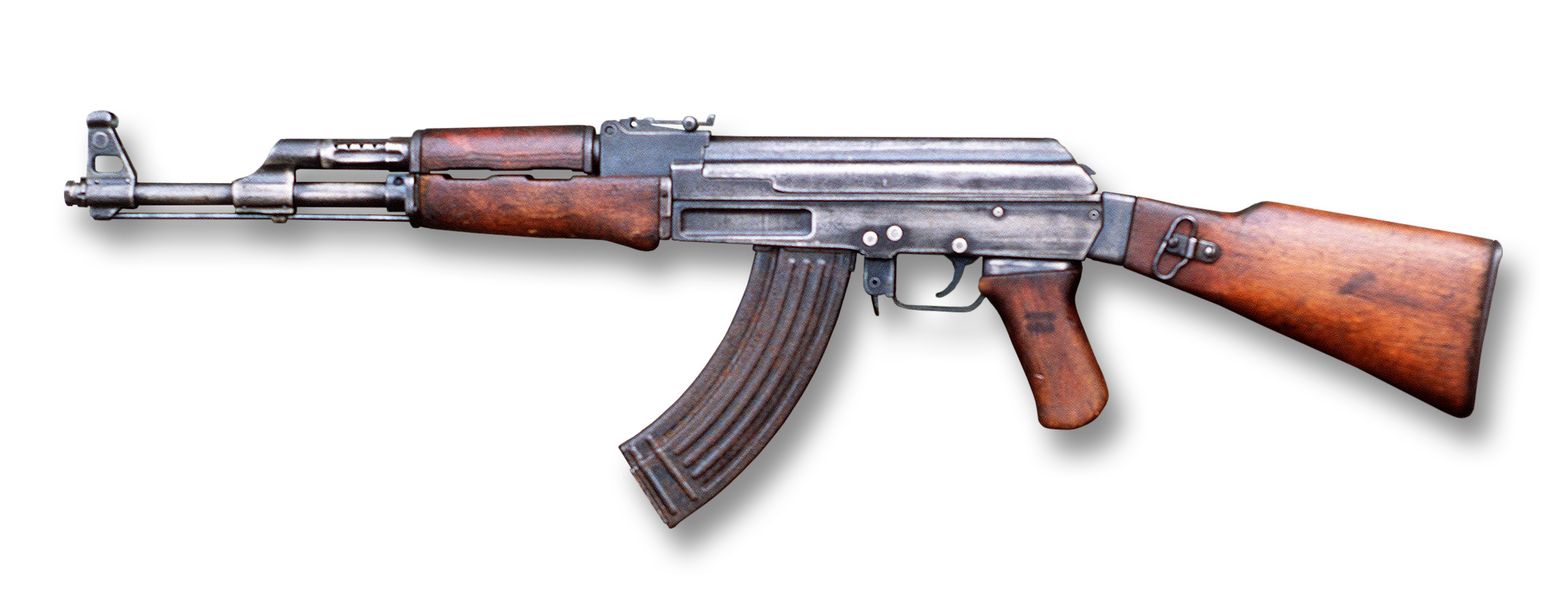
AK-47

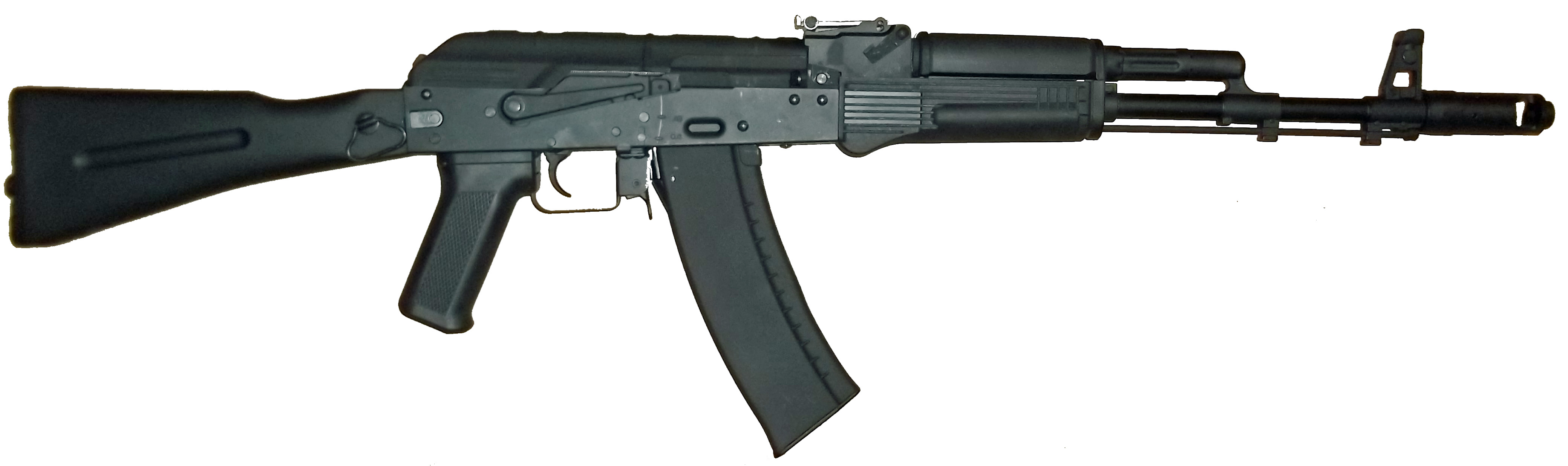
AK-74M

| السلاح الناري         | النوع                 | عيار          | في الخدمة                                                             |
| --------------------- | --------------------- | ------------- | --------------------------------------------------------------------- |
| Model 1857 Six Line   | Rifled musket         | .60 عيار      | 1857-1867                                                             |
| M1867 Russian Krnka   | Trapdoor breechloader | 15 mm         | 1867-1869                                                             |
| Berdan rifle          | بندقية يدوية          | 10.75×58mm    | 1869-1891                                                             |
| موسين                 | Bolt-action           | 7.62×54 ملم ر | 1891–1951 (today as a reserve sniper rifle)                           |
| Winchester Model 1895 | Lever-action          | 7.62×54 ملم ر | 1895–1917                                                             |
| SVT-40                | بندقية نصف آلية       | 7.62×54mmR    | 1940–1955                                                             |
| إس كيه إس             | بندقية نصف آلية       | 7.62×39 ملم   | 1945–إلى الوقت الحاضر (as ceremonial arm and a reserve service rifle) |
| إيه كيه-47            | إطلاق نار انتقائي     | 7.62×39 ملم   | 1949–إلى الوقت الحاضر (as a reserve service rifle)                    |
| إيه كيه إم            | إطلاق نار انتقائي     | 7.62×39 ملم   | 1959–إلى الوقت الحاضر (reserve and active rear-echelon forces)        |
| إيه كيه-74            | إطلاق نار انتقائي     | 5.45×39mm     | 1974–إلى الوقت الحاضر                                                 |
| إيه كيه-74            | إطلاق نار انتقائي     | 5.45×39mm     | 1991–إلى الوقت الحاضر (بندقية خدمة قياسية)                            |

### المملكة العربية السعودية

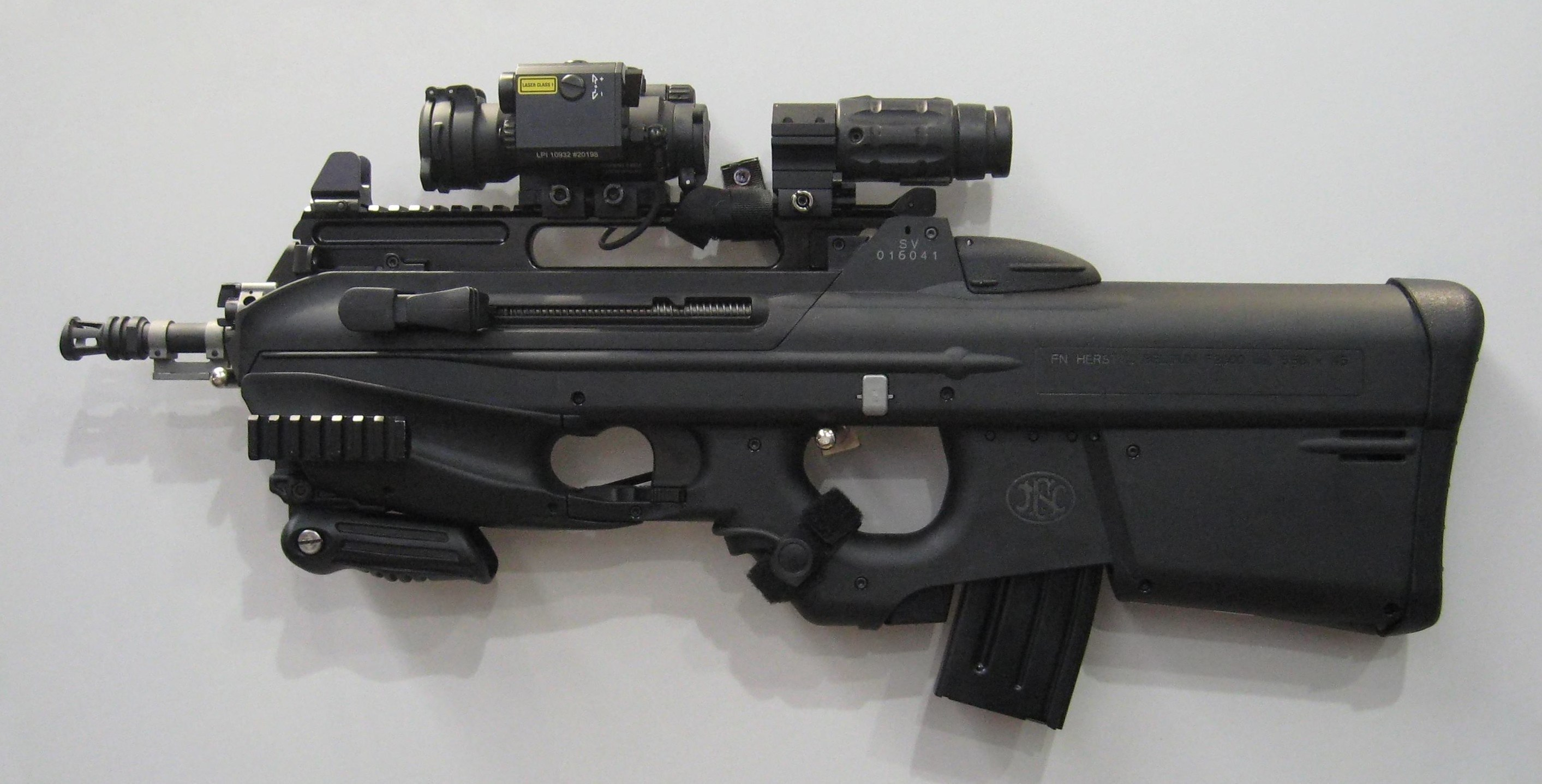
إف إن إف 2000 الحرس الوطني السعودي

| السلاح الناري     | النوع             | عيار             | في الخدمة                              |
| ----------------- | ----------------- | ---------------- | -------------------------------------- |
| جي 3              | إطلاق نار انتقائي | 7.62×51 ملم ناتو | 1968–إلى الوقت الحاضر (استبدلت ب جي36) |
| إف إن إف 2000     | إطلاق نار انتقائي | 5.56x45مم ناتو   | 2005–إلى الوقت الحاضر.                 |
| إتش كيه33إي       | إطلاق نار انتقائي | 5.56x45مم ناتو   | –إلى الوقت الحاضر.                     |
| شتاير أوج         | إطلاق نار انتقائي | 5.56x45مم ناتو   | 1980–إلى الوقت الحاضر                  |
| هكلر آند كوخ جي36 | إطلاق نار انتقائي | 5.56x45مم ناتو   | 2008–إلى الوقت الحاضر                  |

### صربيا

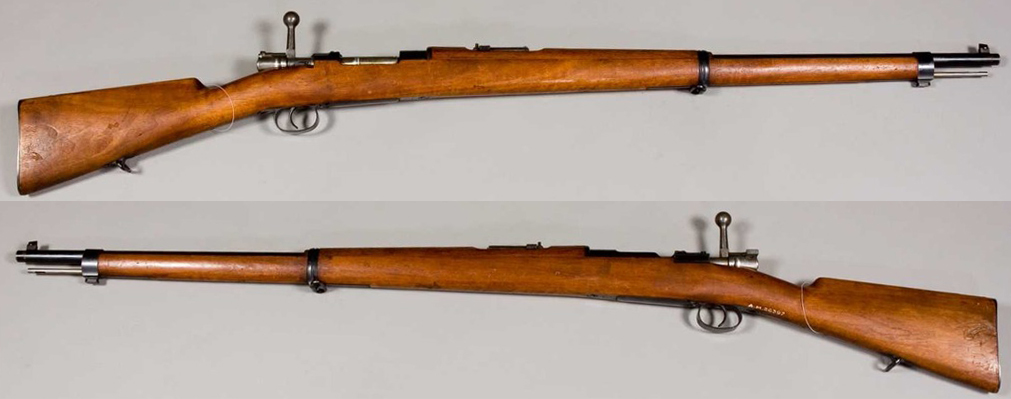
Serbian Mauser M1899

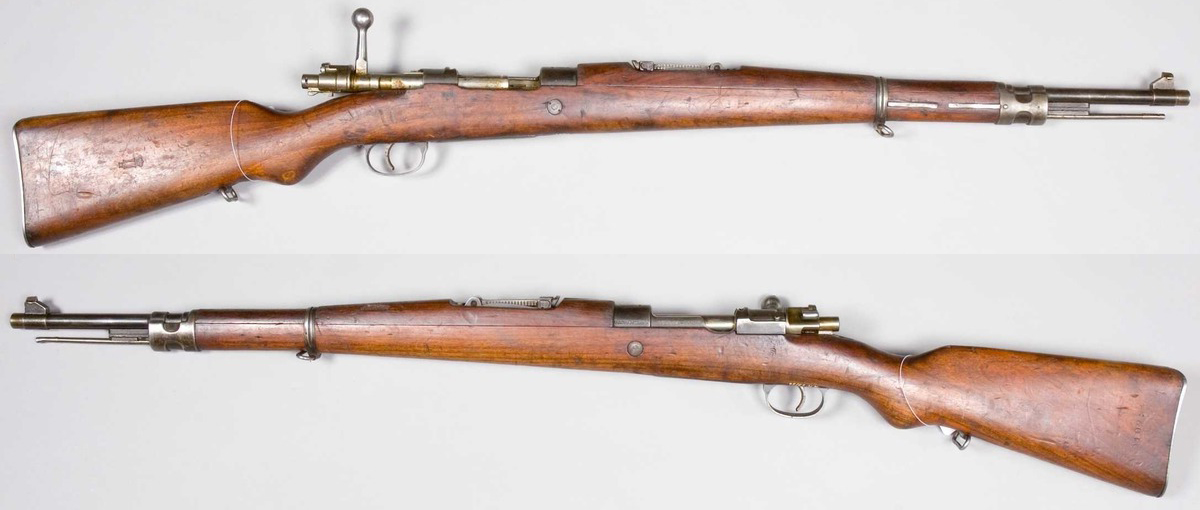
Mauser M24 produced in Serbia

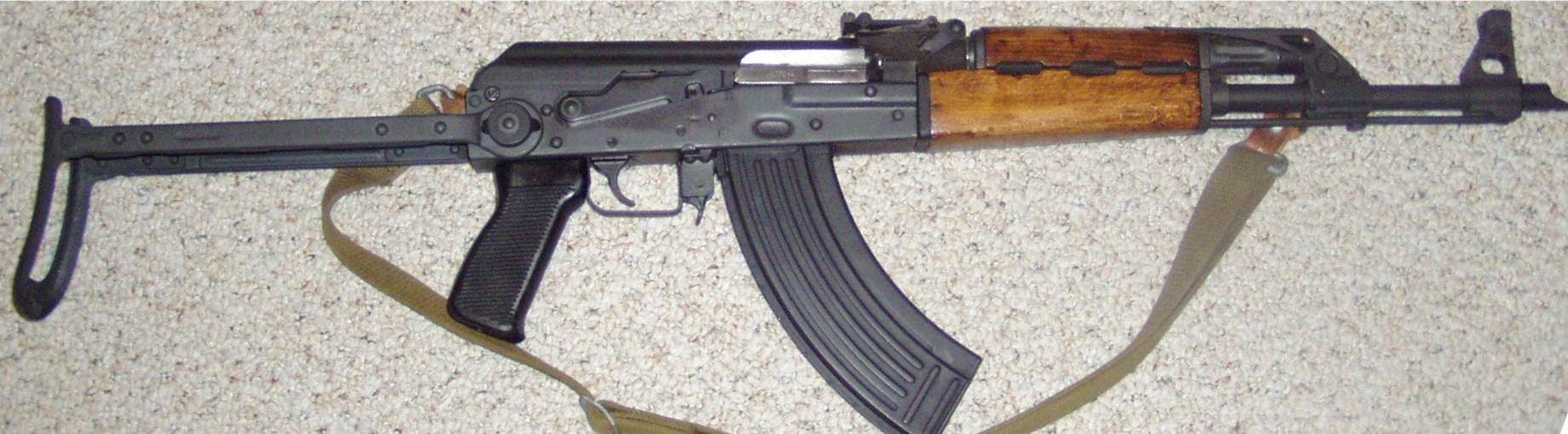
Zastava M70

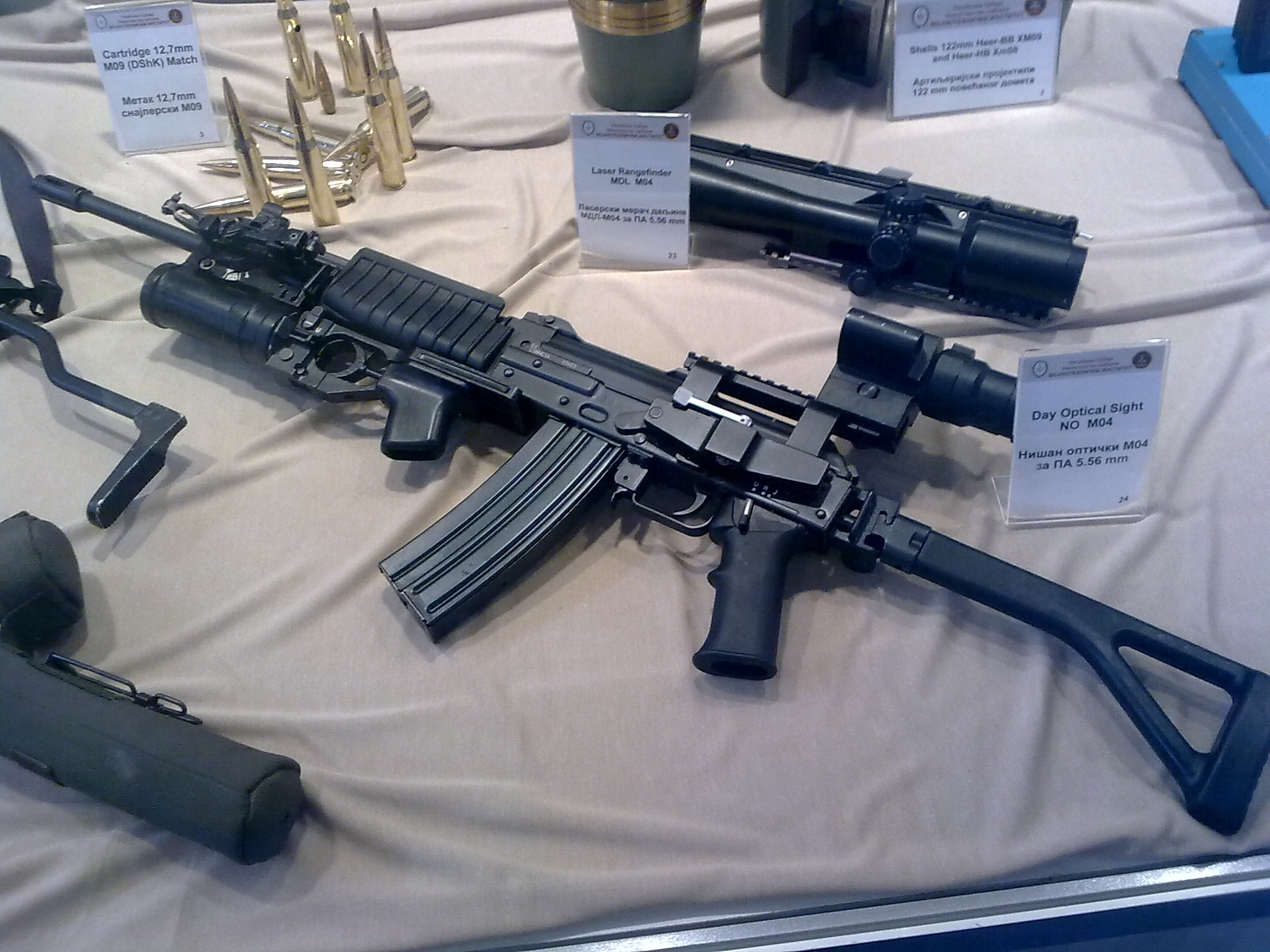
Zastava M21

| السلاح الناري                   | النوع             | عيار                | في الخدمة             |
| ------------------------------- | ----------------- | ------------------- | --------------------- |
| Krjalinka                       | فلينتلوك          | Unknown             | 1804-1850's           |
| Shishana                        | فلينتلوك          | Unknown             | 1804-1850's           |
| Potzdam Musket 1723/40 variants | فلينتلوك          | .75                 | 1807-1850's           |
| Mini-Frankot-Petrovich M1856    | كبسولة القدح      | Minié ball          | 1856-1880's           |
| Green M1867                     | كبسولة القدح      | 14,9mm              | 1867-1880's           |
| Peabody M1870                   | كبسولة القدح      | 14,9mm              | 1870-1880's           |
| Mauser M1880 ‏                   | بندقية يدوية      | 10.15×63mmR         | 1880-1916             |
| Berdan II ‏                      | بندقية يدوية      | 10.75×58 mmR        | 1900-1916             |
| ماوزر                           | بندقية يدوية      | 7×57mm Mauser       | 1900-1930's           |
| Mauser M80/07 ‏                  | بندقية يدوية      | 7×57mm Mauser       | 1907-1930's           |
| ماوزر                           | بندقية يدوية      | 7×57mm Mauser       | 1910-1930's           |
| ماوزر                           | بندقية يدوية      | 7.65×53mm Argentine | 1913-1916             |
| ماوزر                           | بندقية يدوية      | 7.65×53mm Argentine | 1913-1916             |
| ماوزر                           | بندقية يدوية      | 7.65×53mm Argentine | 1913-1916             |
| Mannlicher M1895                | بندقية يدوية      | 8×50mmR             | 1913-1930's           |
| موسين                           | بندقية يدوية      | 7.62×54 ملم ر       | 1914-1916             |
| Berthier rifle                  | بندقية يدوية      | 8×50mmR Lebel       | 1916-1918             |
| Lebel Model 1886 rifle          | بندقية يدوية      | 8×50mmR Lebel       | 1916-1930's           |
| Mauser M24 ‏                     | بندقية يدوية      | 7.92×57mm Mauser    | 1928-1945             |
| Manlicher M95M and M95/24       | بندقية يدوية      | 7.92×57mm Mauser    | 1938-1945             |
| ماوزر                           | بندقية يدوية      | 7.92×57mm Mauser    | 1938-1945             |
| كيرباينر 98ك (بندقية)           | بندقية يدوية      | 7.92×57mm Mauser    | 1941-1945             |
| كاركانو                         | بندقية يدوية      | 6.5×52mm Carcano    | 1941-1945             |
| Lee Enfield                     | بندقية يدوية      | .303 British        | 1944-1945             |
| زستافا ام 70                    | إطلاق نار انتقائي | 7.62×39 ملم         | 1992–إلى الوقت الحاضر |
| Zastava M21                     | إطلاق نار انتقائي | 5.56x45مم ناتو      | 2008–إلى الوقت الحاضر |

### سنغافورة

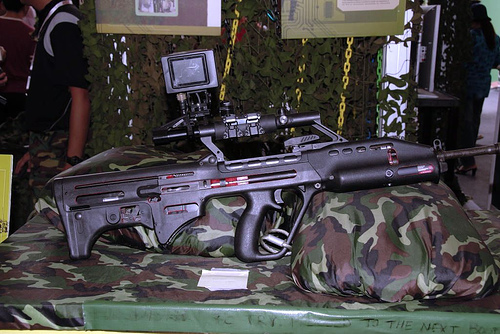
SAR 21

| السلاح الناري | النوع             | عيار           | في الخدمة             |
| ------------- | ----------------- | -------------- | --------------------- |
| AR-15         | إطلاق نار انتقائي | 5.56x45مم ناتو | 1968-1973             |
| بندقية إم 16  | إطلاق نار انتقائي | 5.56x45مم ناتو | 1973–إلى الوقت الحاضر |
| سار ٨٠        | إطلاق نار انتقائي | 5.56x45مم ناتو | 1980s-unknown         |
| SR 88         | إطلاق نار انتقائي | 5.56x45مم ناتو | 1988-unknown          |
| SAR 21        | إطلاق نار انتقائي | 5.56x45مم ناتو | 1999–إلى الوقت الحاضر |

### سلوفينيا

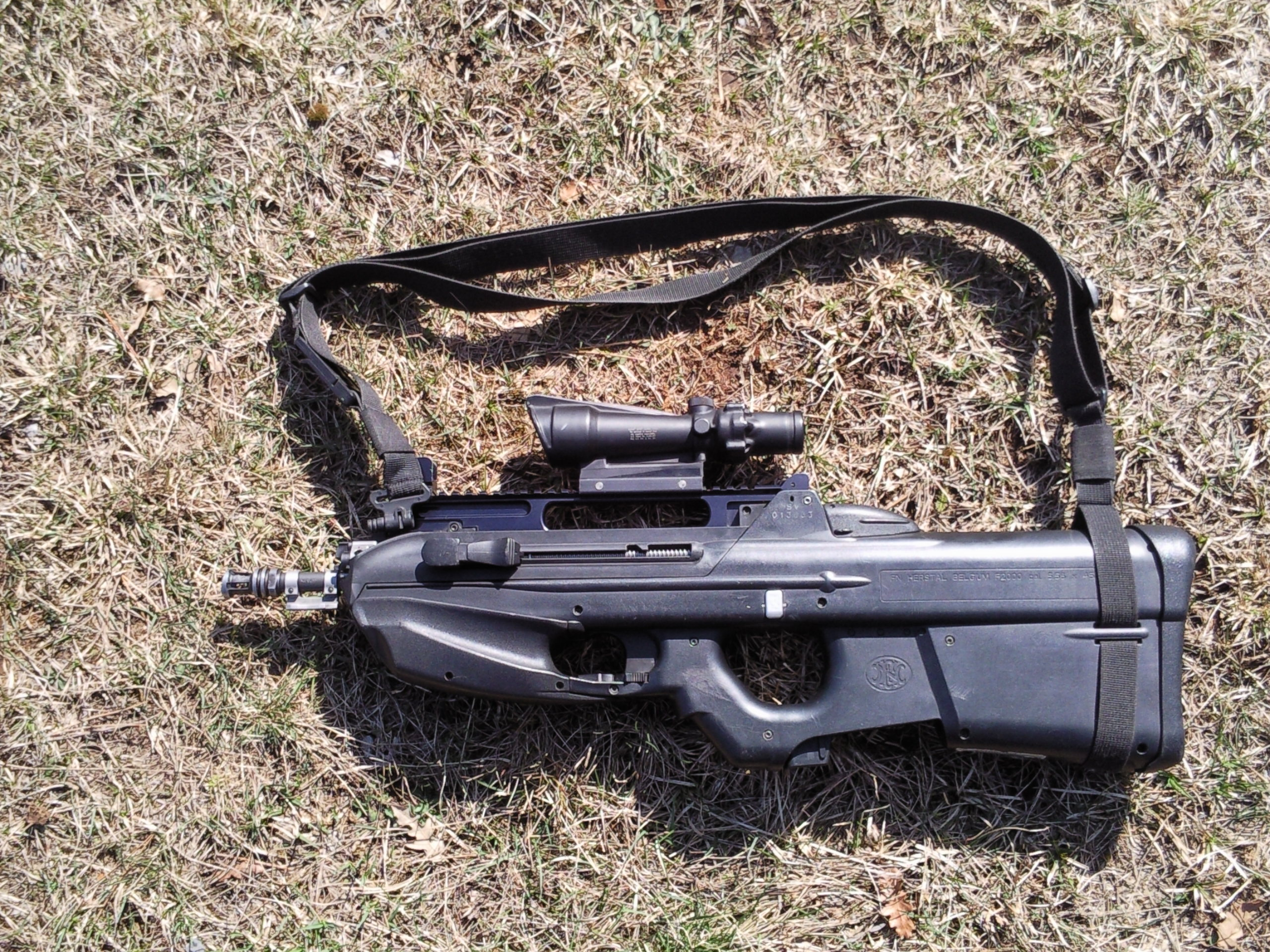
F2000 S of the Slovenian Army

| السلاح الناري         | النوع                 | عيار                         | في الخدمة             | ملاحظات                                                                                           |
| --------------------- | --------------------- | ---------------------------- | --------------------- | ------------------------------------------------------------------------------------------------- |
| M1798 musket          | مسكيت                 | ?                            | 1854-1867             | As part of the ملكية هابسبورغ                                                                     |
| Lorenz rifle          | Rifled musket         | 13.7mm                       | 1854-1867             | As part of the الإمبراطورية النمساوية                                                             |
| Wänzl rifle           | Trapdoor breechloader | 14mm Wanzl rimfire           | 1867-1870s            | As part of the الإمبراطورية النمساوية                                                             |
| Werndl–Holub rifle    | Rotary block          | 11×42mmR, 11×36mmR, 11×58mmR | 1867-1886             | As part of الامبراطورية النمساوية المجرية                                                         |
| Mannlicher M1886      | بندقية يدوية          | 11×58mmR، 8×50mmR Mannlicher | 1886-1888             | As part of Austria-Hungary                                                                        |
| Mannlicher M1888      | Straight-pull         | 8×50mmR                      | 1888-1910s            | As part of Austria-Hungary                                                                        |
| Mannlicher M1895      | Straight-pull         | 8×50mmR                      | 1895-1920s            | As part of Austria-Hungary, the دولة السلوفينيين والكروات والصرب and the مملكة يوغوسلافيا         |
| كاركانو               | بندقية يدوية          | 6.5×52mm Carcano             | 1919-1943             | As part of the مملكة إيطاليا                                                                      |
| M24 series            | Bolt Action           | 7.92×57mm Mauser             | 1924-1948             | As part of the مملكة يوغوسلافيا, the مملكة يوغوسلافيا and جمهورية يوغوسلافيا الاشتراكية الاتحادية |
| Zastava M48           | Bolt Action           | 7.92×57mm Mauser             | 1948-1966             | As part of جمهورية يوغوسلافيا الاشتراكية الاتحادية                                                |
| إس كيه إس             | بندقية نصف آلية       | 7.62×39 ملم                  | 1966-1980's           | As part of جمهورية يوغوسلافيا الاشتراكية الاتحادية                                                |
| زستافا ام 70          | إطلاق نار انتقائي     | 7.62×39 ملم                  | 1970-2006             | As part of جمهورية يوغوسلافيا الاشتراكية الاتحادية                                                |
| سار ٨٠                | إطلاق نار انتقائي     | 5.56x45مم ناتو               | Early 1990s           |                                                                                                   |
| إف إن إف 2000 (أسلحة) | إطلاق نار انتقائي     | 5.56x45مم ناتو               | 2006–إلى الوقت الحاضر |                                                                                                   |

### جنوب أفريقيا
| السلاح الناري | النوع             | عيار             | في الخدمة              |
| ------------- | ----------------- | ---------------- | ---------------------- |
| Lee–Enfield   | بندقية يدوية      | .303 SAA Ball ‏   | 1910-1960s             |
| إف إن فال     | إطلاق نار انتقائي | 7.62×51 ملم ناتو | 1950s-إلى الوقت الحاضر |
| Vektor R4     | إطلاق نار انتقائي | 5.56x45مم ناتو   | 1982–إلى الوقت الحاضر  |

### اسبانيا

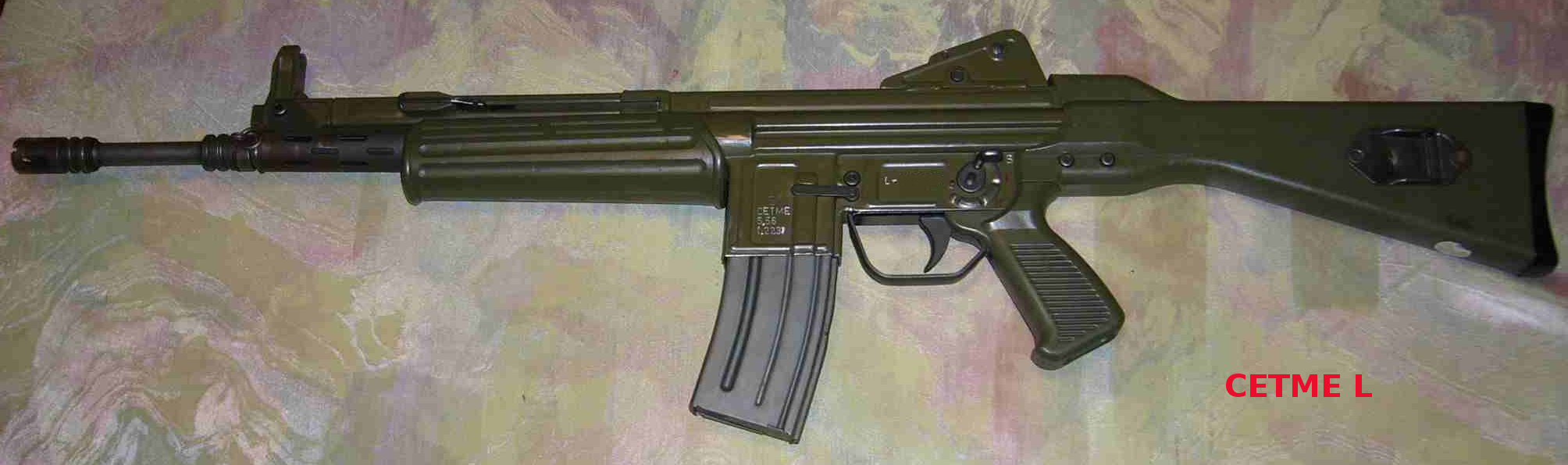
CETME L

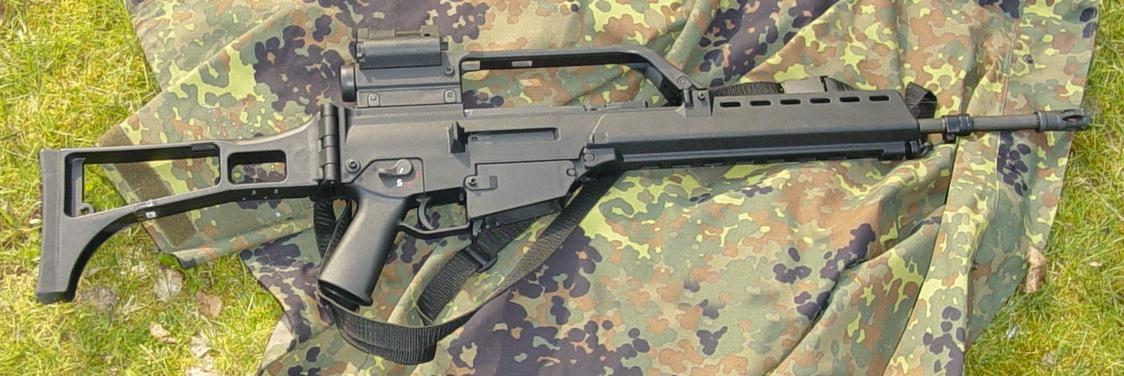
هكلر آند كوخ جي36

| السلاح الناري           | النوع                 | عيار                                       | في الخدمة             |
| ----------------------- | --------------------- | ------------------------------------------ | --------------------- |
| Model 1857 rifle musket | Rifled musket         | ?                                          | 1857-1867             |
| M1857/67 Berdan         | Trapdoor breechloader | 15×41mmR                                   | 1867-1868             |
| M1868 Spanish Peabody ‏  | Falling block ‏        | .56-50R Spencer, 11.15×58mmR (.43 Spanish) | 1868-1870             |
| M1870 Remington ‏        | Rolling block         | 11.15×58mmR                                | 1870-1893             |
| ماوزر                   | بندقية يدوية          | 7×57mm Mauser                              | 1893-1945             |
| كيرباينر 98ك (بندقية)   | Bolt-action           | 7.92×57mm Mauser                           | 1942-1958             |
| CETME                   | إطلاق نار انتقائي     | 7.62×51 ملم ناتو                           | 1958-1997             |
| CETME Model L           | إطلاق نار انتقائي     | 5.56x45مم ناتو                             | 1984-1999             |
| هكلر آند كوخ جي36       | إطلاق نار انتقائي     | 5.56×45mm NATO                             | 2000–إلى الوقت الحاضر |

### السويد

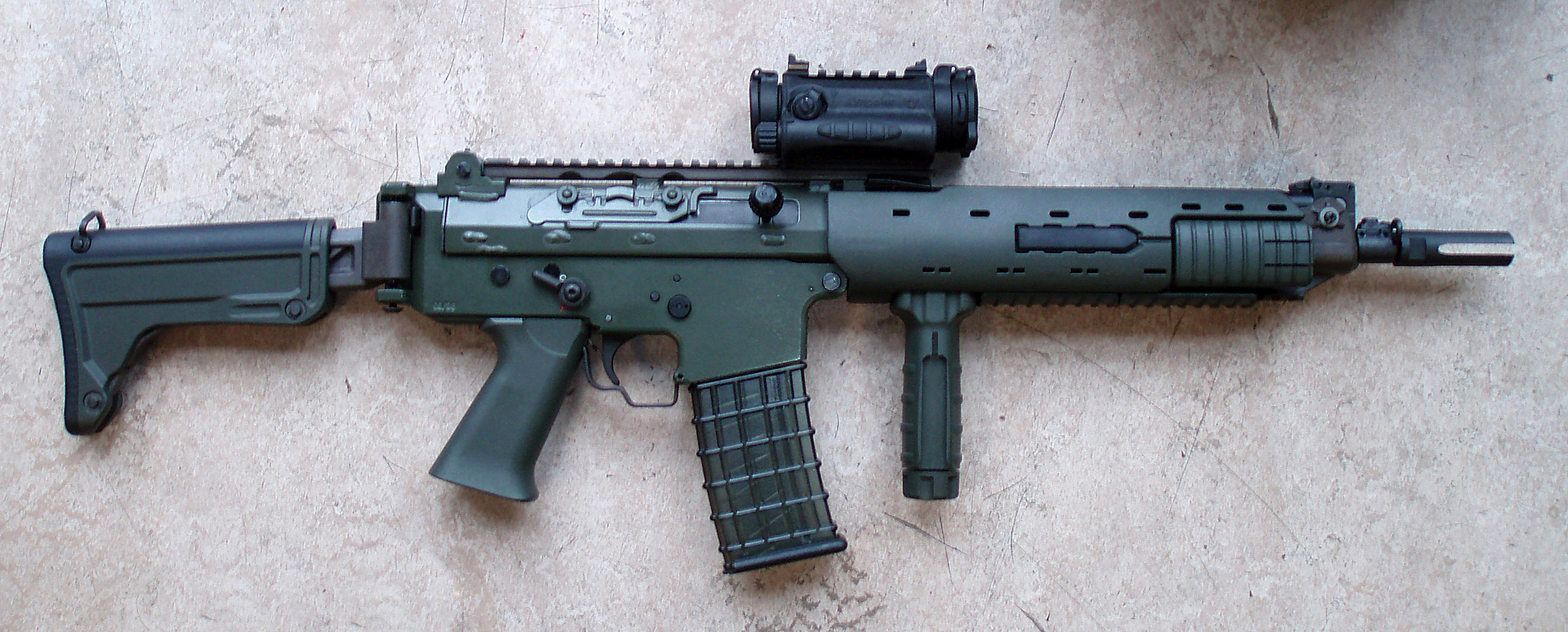
Ak 5C

| السلاح الناري        | النوع             | عيار             | في الخدمة             |
| -------------------- | ----------------- | ---------------- | --------------------- |
| M1867 Remington      | Rolling block     | 12.17×42mm RF    | 1867- ~1900           |
| M1896 Swedish Mauser | بندقية يدوية      | 6.5×55mm         | 1896-1995             |
| Ag m/42              | بندقية نصف آلية   | 6.5×55mm         | 1942-1965             |
| جي 3                 | إطلاق نار انتقائي | 7.62×51 ملم ناتو | 1965–إلى الوقت الحاضر |
| Ak 5C                | إطلاق نار انتقائي | 5.56x45مم ناتو   | 1986–إلى الوقت الحاضر |

### سويسرا

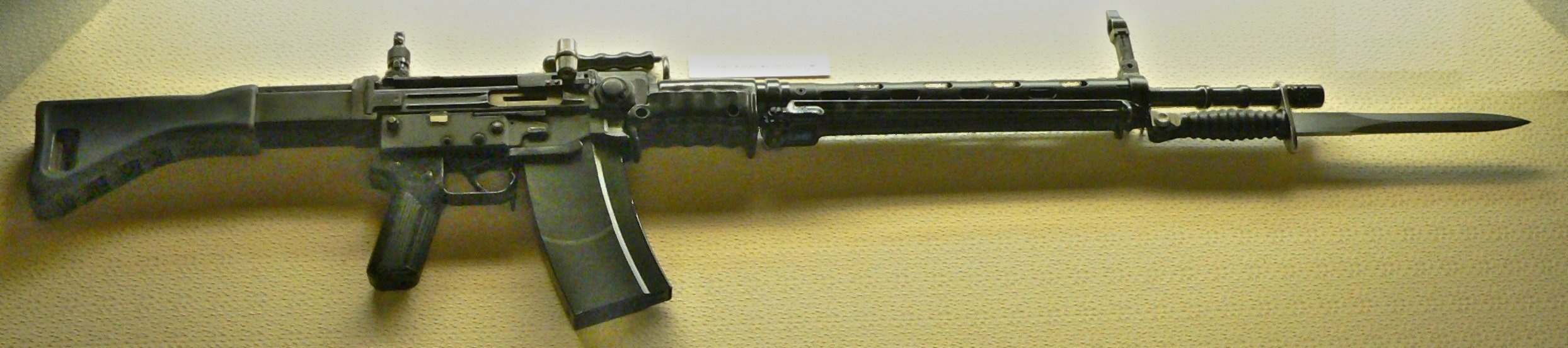
Sturmgewehr 57

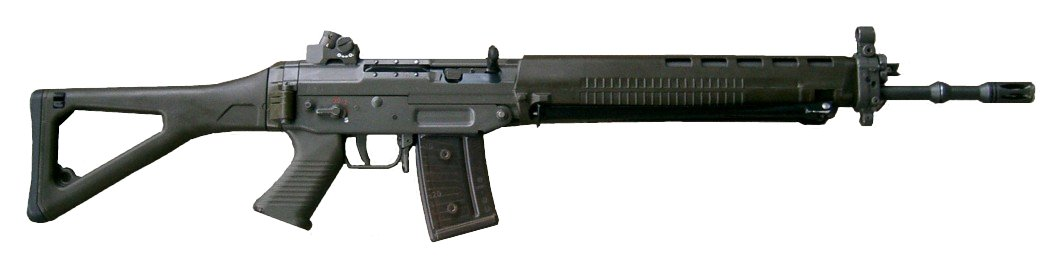
Sturmgewehr 90

| السلاح الناري                    | النوع             | عيار                                   | في الخدمة             |
| -------------------------------- | ----------------- | -------------------------------------- | --------------------- |
| Infanteriegewehr Modell 1842     | كبسولة القدح      | 18 mm                                  | 1842-1867             |
| Eidgenössischer Stutzer 1851     | كبسولة القدح      | 18 mm                                  | 1851-1863             |
| M1842/59/67 Swiss Milbank-Amsler | بندقية مغلاقية    | 18×25mmR Rimfire                       | 1869-1869             |
| M1867 Swiss Peabody ‏             | Falling block     | 10.4×38mmR Rimfire (.41 Swiss rimfire) | 1867-1869             |
| Vetterli rifle                   | بندقية يدوية      | 10.4×38Rmm Rimfire                     | 1869-1890             |
| Schmidt–Rubin                    | Bolt-action       | 7.5×55mm Swiss                         | 1889-1957             |
| K31                              | Bolt-action       | 7.5×55mm Swiss                         | 1933-1958             |
| Sturmgewehr 57                   | إطلاق نار انتقائي | 7.5×55mm Swiss                         | 1957–إلى الوقت الحاضر |
| سيج أس جي 550                    | إطلاق نار انتقائي | 5.56x45مم ناتو                         | 1990–إلى الوقت الحاضر |

### تايلاند
| السلاح الناري          | النوع             | عيار                             | في الخدمة                                                                         |
| ---------------------- | ----------------- | -------------------------------- | --------------------------------------------------------------------------------- |
| Type 45 Siamese Mauser | بندقية يدوية      | 8×50mmR Type 45, 8×52mmR Type 66 | 1903-1960s                                                                        |
| برنو                   | بندقية يدوية      | 7.92×57mm Mauser                 | Early 1940s-1960s                                                                 |
| M1903 Springfield      | بندقية يدوية      | .30-06 Springfield               | 1944-1970 (تستخدم للتدريب من قبل وكلاء حكومة في وزارة الداخلية إلى الوقت الحاضر). |
| إم 1 كاربين            | بندقية نصف آلية   | .30 Carbine                      | 1944-1970 (تستخدم للتدريب من قبل Army ROTC حتى الوقت الحاضر.)                     |
| إم 1 (بندقية)          | بندقية نصف آلية   | .30-06 Springfield               | 1944-1970 (تستخدم للتدريب من قبل Army ROTC حتى الوقت الحاضر.)                     |
| موسين                  | بندقية يدوية      | 7.62×54 ملم ر                    | During حرب فيتنام (Limited and used by Ranger Sniper)                             |
| بندقية إم 16           | إطلاق نار انتقائي | 5.56x45مم ناتو                   | 1980s-إلى الوقت الحاضر                                                            |
| Type 11 ‏               | إطلاق نار انتقائي | 5.56×45mm NATO                   | 1968–إلى الوقت الحاضر                                                             |
| تافور                  | إطلاق نار انتقائي | 5.56×45mm NATO                   | 2008–إلى الوقت الحاضر                                                             |

### التبت
| السلاح الناري     | النوع       | عيار         | في الخدمة   |
| ----------------- | ----------- | ------------ | ----------- |
| Lee–Enfield rifle | Bolt action | .303 British | 1914-~1950s |

Tibet was de facto independent from 1912 until the 1950s, and fielded the Tibetan Army

### تركيا
| السلاح الناري         | النوع             | عيار                                          | في الخدمة              |
| --------------------- | ----------------- | --------------------------------------------- | ---------------------- |
| Turkish Mauser 1887   | بندقية يدوية      | 9.5×60mmR                                     | 1887-1938              |
| Turkish Mauser 1890   | بندقية يدوية      | 7.65×53mm Argentine                           | 1890-1938              |
| ماوزر                 | بندقية يدوية      | 7.65×53mm Argentine، 7.92×57mm Mauser (1930s) | 1893-1938              |
| Turkish Mauser 1903   | بندقية يدوية      | 7.92x57mm Mauser                              | 1903-1954              |
| كيرباينر 98ك (بندقية) | بندقية يدوية      | 7.92×57mm Mauser                              | 1945-1970s             |
| Model 1938 Kırıkkale  | بندقية يدوية      | 7.92x57mm Mauser                              | 1938-1970s             |
| إم 1 (بندقية)         | بندقية نصف آلية   | .30-06 Springfield                            | 1953-إلى الوقت الحاضر  |
| إف إن فال             | إطلاق نار انتقائي | 7.62×51 ملم ناتو                              | 1950s-1970s            |
| جي 3                  | إطلاق نار انتقائي | 7.62×51 ملم ناتو                              | 1970s-إلى الوقت الحاضر |
| إيه كيه-47            | إطلاق نار انتقائي | 7.62×39 ملم                                   | 1989–إلى الوقت الحاضر  |
| هكلر آند كوخ HK33     | إطلاق نار انتقائي | 5.56x45مم ناتو                                | 1997–إلى الوقت الحاضر  |
| مكي إم بي تي          | إطلاق نار انتقائي | 7.62×51 ملم ناتو                              | 2015–إلى الوقت الحاضر  |

### أوكرانيا

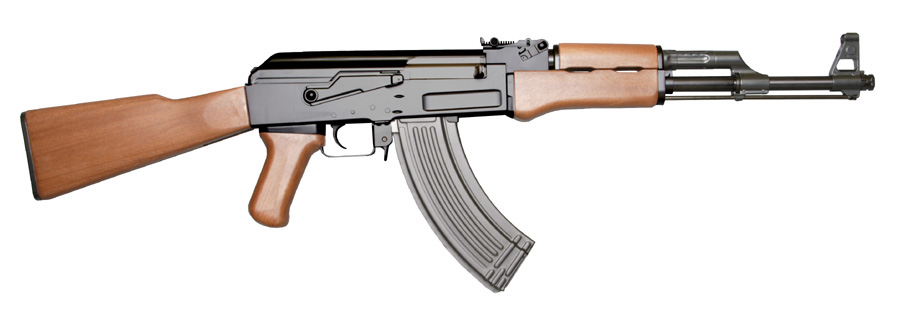
AK-47

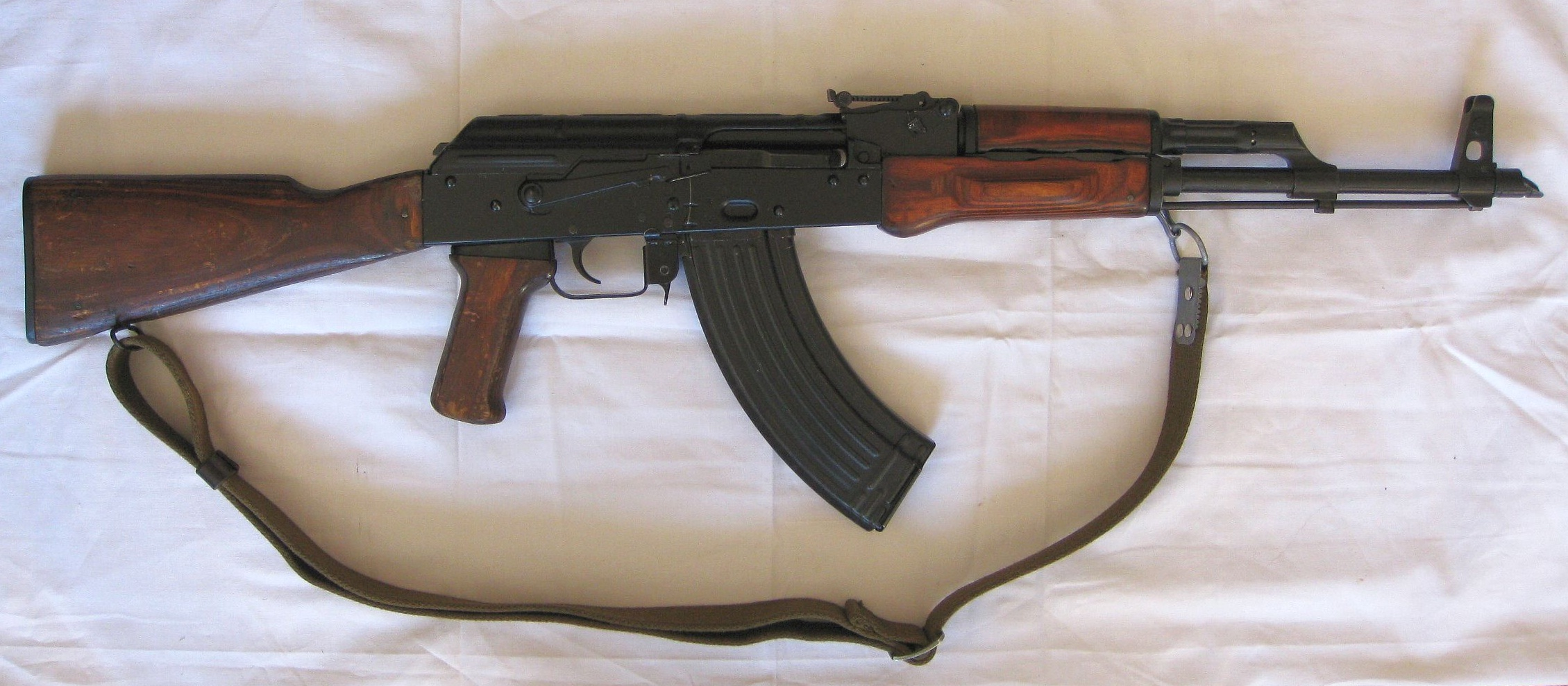
AKM

| السلاح الناري | النوع             | عيار        | في الخدمة                                             |
| ------------- | ----------------- | ----------- | ----------------------------------------------------- |
| إس كيه إس     | بندقية نصف آلية   | 7.62×39 ملم | 1945–إلى الوقت الحاضر (mainly used as ceremonial arm) |
| إيه كيه-47    | إطلاق نار انتقائي | 7.62×39mm   | 1949–إلى الوقت الحاضر                                 |
| إيه كيه إم    | إطلاق نار انتقائي | 7.62×39mm   | 1959–إلى الوقت الحاضر                                 |
| إيه كيه-74    | إطلاق نار انتقائي | 5.45×39mm   | 1974–إلى الوقت الحاضر                                 |

### المملكة المتحدة والإمبراطورية البريطانية

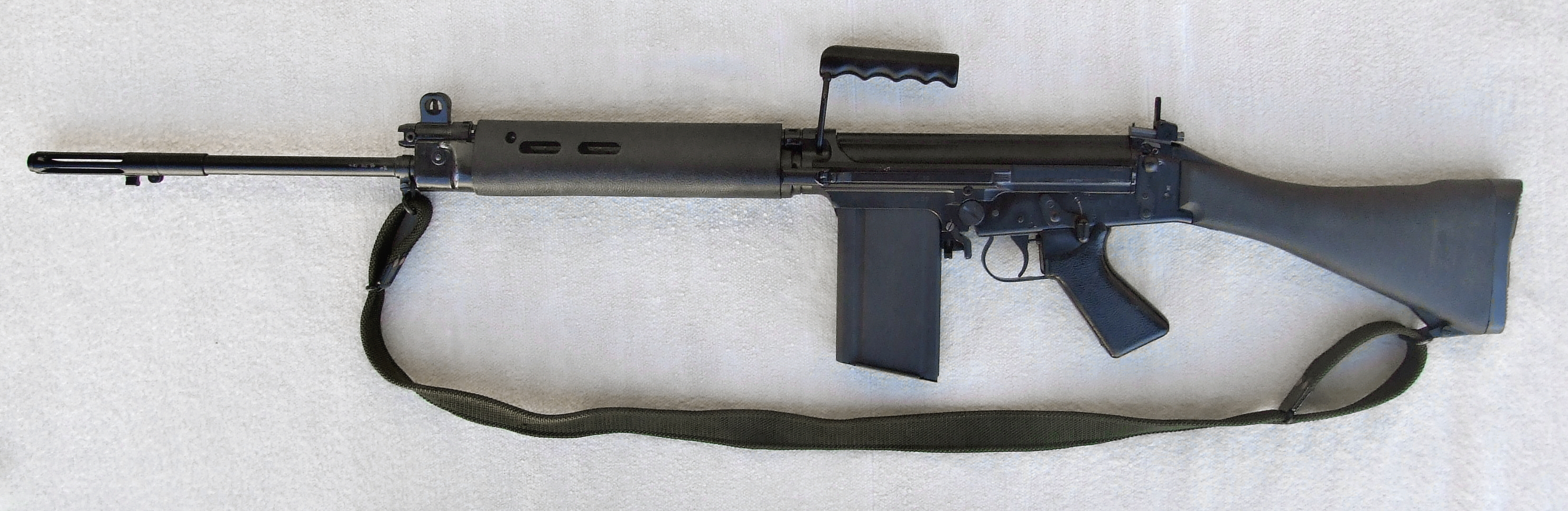
L1A1 Self-Loading Rifle

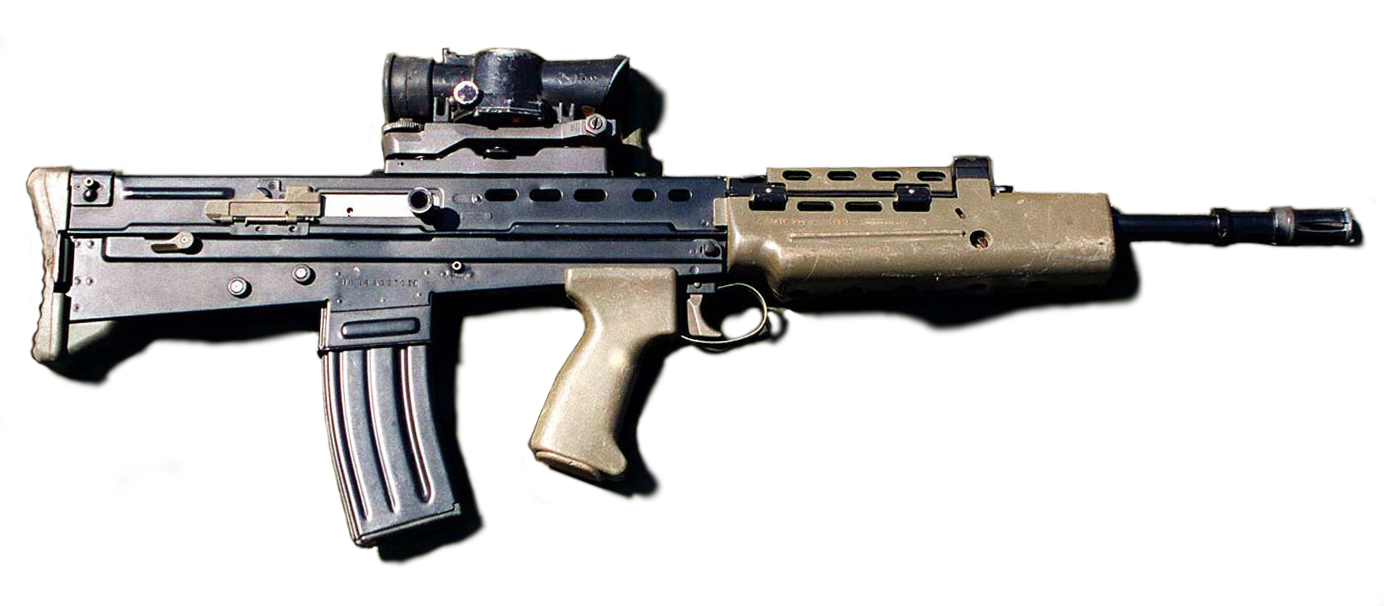
SA80 L85A1

| السلاح الناري         | النوع             | عيار                   | في الخدمة             |
| --------------------- | ----------------- | ---------------------- | --------------------- |
| Ferguson rifle        | Breech-loading    | .650 Ball              | 1776                  |
| Baker rifle           | Flintlock         | .615 Ball              | 1801-1837             |
| Brunswick rifle       | كبسولة القدح      | .704 Ball              | 1837-1851             |
| Pattern 1853 Enfield  | Percussion cap    | .577 Ball              | 1853-1867             |
| Snider–Enfield        | Breech-loading    | .577 Snider            | 1866-1901             |
| Martini–Henry         | Breech-loading    | .577/450 Martini–Henry | 1871-1888             |
| Lee–Metford           | بندقية يدوية      | .303 British           | 1888-1926             |
| Lee–Enfield           | Bolt-action       | .303 British           | 1895–1957             |
| Ross rifle (Canada)   | بندقية يدوية      | .303 British           | 1905-1916             |
| Pattern 1914 Enfield  | Bolt-action       | .303 British           | 1914–1947             |
| L1A1 SLR              | بندقية نصف آلية   | 7.62×51 ملم ناتو       | 1956–1987             |
| بندقية L85A1          | إطلاق نار انتقائي | 5.56x45مم ناتو         | 1985–إلى الوقت الحاضر |
| شتاير أوج (Falklands) | إطلاق نار انتقائي | 5.56×45mm NATO         | ?–إلى الوقت الحاضر    |

### الولايات المتحدة الأمريكية

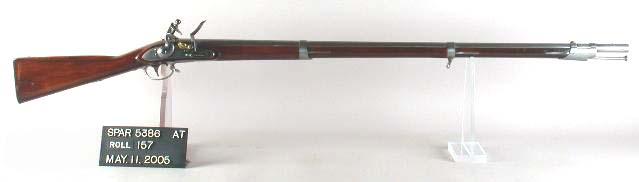
Model 1816 Flintlock Musket

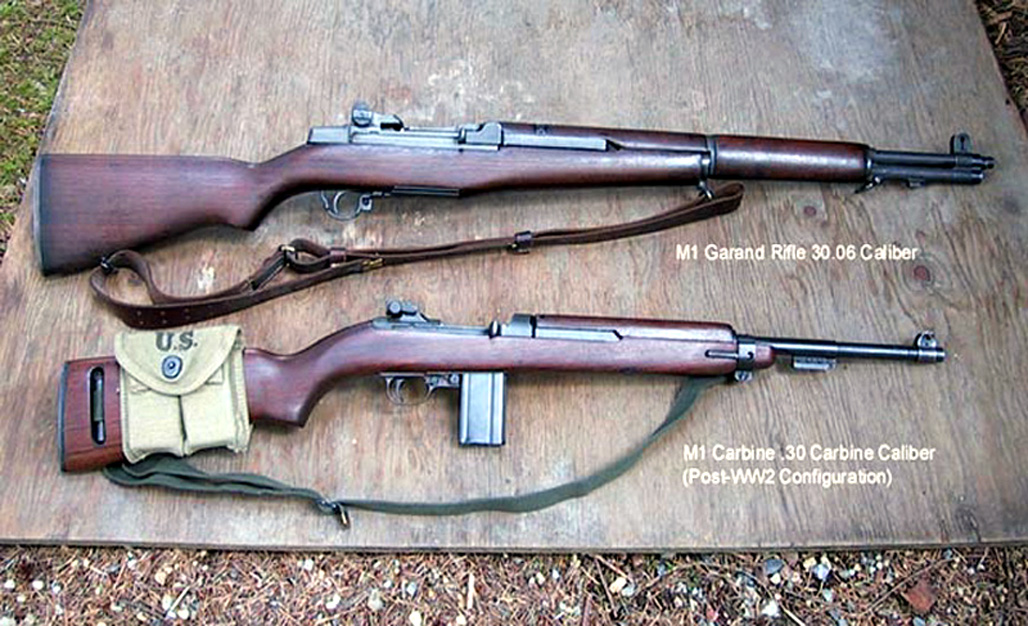
M1 Garand and M1 Carbine

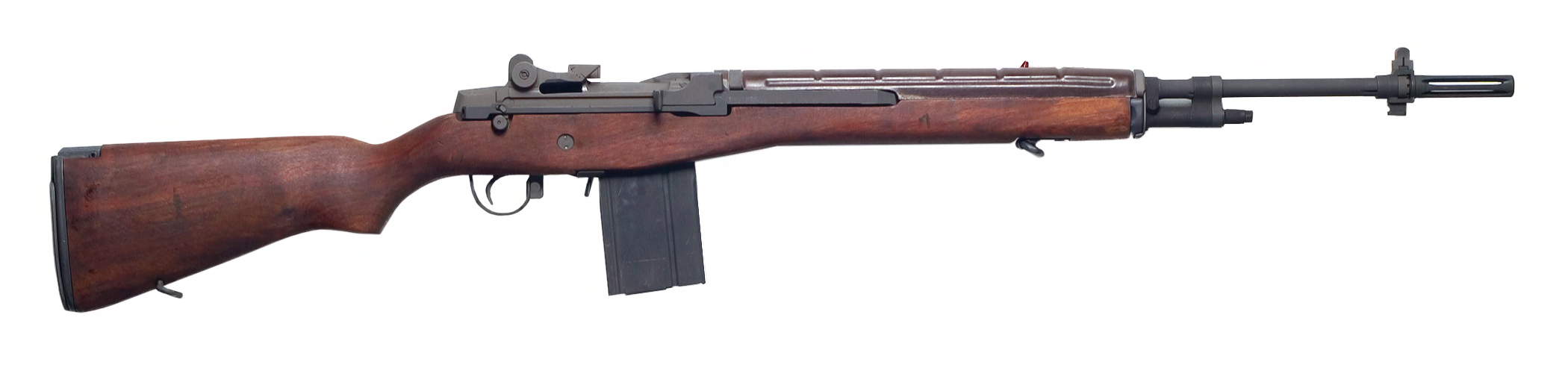
M14 rifle

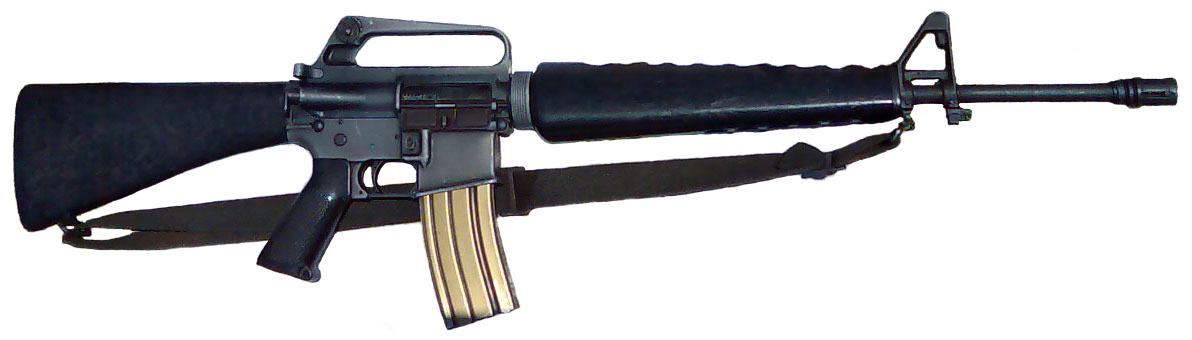
M16A1 rifle

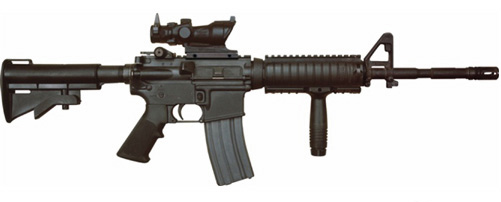
M4 carbine

| السلاح الناري                 | النوع             | عيار               | في الخدمة                            | ملاحظات                                                        |
| ----------------------------- | ----------------- | ------------------ | ------------------------------------ | -------------------------------------------------------------- |
| Model 1795 Musket             | فلينتلوك          | مسكيت              | 1795-1842                            |                                                                |
| Model 1803 Rifle ‏             | فلينتلوك          | مسكيت              | 1803-?                               |                                                                |
| Model 1812 Musket             | فلينتلوك          | مسكيت              | 1812-1842                            |                                                                |
| Model 1814 Rifle ‏             | فلينتلوك          | مسكيت              | 1814-?                               |                                                                |
| Model 1816 Musket             | فلينتلوك          | مسكيت              | 1816-1842                            |                                                                |
| Model 1817 Rifle ‏             | فلينتلوك          | مسكيت              | 1817-1842                            |                                                                |
| Model 1822 Musket             | فلينتلوك          | مسكيت              | 1822-1865                            |                                                                |
| Springfield Model 1835        | فلينتلوك          | .69 Ball           | 1835-1842                            |                                                                |
| Springfield Model 1842        | كبسولة القدح      | .69 Ball           | 1842-1854                            |                                                                |
| Springfield Model 1855        | كبسولة القدح      | .58 Minié          | 1854-1861                            |                                                                |
| Spencer repeating rifle       | Lever Action      | 56-56 Spencer      | 1860-1873                            |                                                                |
| Springfield Model 1861        | كبسولة القدح      | .58 Minié          | 1861-1867                            |                                                                |
| Henry Repeating Rifle ‏        | Lever Action      | .44 Henry          | 1862-1873                            |                                                                |
| Springfield Model 1863        | كبسولة القدح      | .58 Minié          | 1863-1867                            |                                                                |
| Springfield Model 1865        | Breech-loading    | .58 Musket Rimfire | 1865-1867                            |                                                                |
| Springfield Model 1866        | Breech-loading    | .50-70 Government  | 1866-1873                            |                                                                |
| Springfield Model 1868        | Breech-loading    | .50-70 Government  | 1869-1873                            |                                                                |
| Springfield Model 1873        | Breech-loading    | .45-70             | 1873-1884                            |                                                                |
| Springfield Model 1884        | Breech-loading    | .45-70             | 1884-1894                            |                                                                |
| Springfield Model 1892-99     | بندقية يدوية      | .30-40 Krag        | 1894-early 1900s                     |                                                                |
| M1895 Lee Navy (Navy/Marines) | بندقية يدوية      | 6mm Lee Navy       | 1895-early 1900s                     |                                                                |
| M1903 Springfield             | Bolt-action       | .30-06 Springfield | 1903-1957                            |                                                                |
| موسين                         | Bolt-action       | 7.62×54 ملم ر      | 1918-c.1921                          |                                                                |
| M1917 Enfield                 | Bolt-action       | .30-06 Springfield | 1917-1943                            |                                                                |
| إم 1 (بندقية)                 | بندقية نصف آلية   | .30-06 Springfield | 1936-1963 (some used into the 1970s) |                                                                |
| إم 1 كاربين                   | بندقية نصف آلية   | .30 Carbine        | 1942-1960s                           |                                                                |
| M2 Carbine                    | إطلاق نار انتقائي | .30 Carbine        | 1945-1960s                           |                                                                |
| بندقية إم 14                  | إطلاق نار انتقائي | 7.62×51 ملم ناتو   | 1959–إلى الوقت الحاضر                | Standard issue until 1970 Currently used as a marksman rifle   |
| بندقية إم 16                  | إطلاق نار انتقائي | 5.56x45مم ناتو     | 1964–إلى الوقت الحاضر                | Standard rifle of قوات مشاة بحرية الولايات المتحدة             |
| بندقية إم-4 القصيرة           | إطلاق نار انتقائي | 5.56×45mm NATO     | 1994–إلى الوقت الحاضر                | Standard carbine of القوات البرية للولايات المتحدة             |
| أف أن سكار                    | إطلاق نار انتقائي | 7.62×51mm NATO     | 2009–إلى الوقت الحاضر                | Used by all branches of قيادة العمليات الخاصة للولايات المتحدة |

### أوروغواي

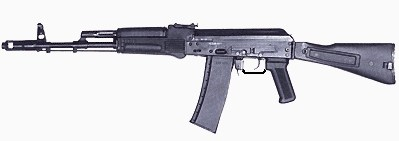
AK-101

| السلاح الناري | النوع             | عيار             | في الخدمة              |
| ------------- | ----------------- | ---------------- | ---------------------- |
| Gewehr 98     | بندقية يدوية      | 7.92×57mm Mauser | 1898-1958              |
| إف إن فال     | إطلاق نار انتقائي | 7.62×51 ملم ناتو | 1950s-إلى الوقت الحاضر |
| شتاير أوج     | إطلاق نار انتقائي | 5.56x45مم ناتو   | 2008–إلى الوقت الحاضر  |

### فنزويلا
| السلاح الناري | النوع             | عيار             | في الخدمة             |
| ------------- | ----------------- | ---------------- | --------------------- |
| Gewehr 98 ‏    | بندقية يدوية      | 7×57mm Mauser    | 1898-1960s            |
| FN Model 1949 | بندقية نصف آلية   | 7×57mm Mauser    | 1950-1960s            |
| إف إن فال     | إطلاق نار انتقائي | 7.62×51 ملم ناتو | 1954–إلى الوقت الحاضر |
| إيه كيه-103   | إطلاق نار انتقائي | 7.62×39 ملم      | 2006–إلى الوقت الحاضر |

### فيتنام
| السلاح الناري         | النوع             | عيار           | في الخدمة              |
| --------------------- | ----------------- | -------------- | ---------------------- |
| موسين                 | بندقية يدوية      | 7.62×54 ملم ر  | 1920s-1960s            |
| إس كيه إس             | بندقية نصف آلية   | 7.62×39 ملم    | 1960s-1975             |
| إس كيه إس             | بندقية نصف آلية   | 7.62×39 ملم    | 1960s-1975             |
| إيه كيه-47            | إطلاق نار انتقائي | 7.62×39 ملم    | 1960s-2000s            |
| Type 56 Assault Rifle | إطلاق نار انتقائي | 7.62×39 ملم    | 1960s-2000s            |
| إيه كيه إم            | إطلاق نار انتقائي | 7.62×39 ملم    | 1960s-إلى الوقت الحاضر |
| كار-15                | إطلاق نار انتقائي | 5.56x45مم ناتو | 1960s-إلى الوقت الحاضر |
| تافور                 | إطلاق نار انتقائي | 5.56x45مم ناتو | 2012–إلى الوقت الحاضر  |
| Galil ACE 31/32       | إطلاق نار انتقائي | 7.62×39 ملم    | 2015–إلى الوقت الحاضر  |